# Ninive
Pour la province irakienne actuelle, voir Ninive (province).
Vous lisez un « article de qualité » labellisé en 2011.
Ninive (en akkadien Ninu(w)a ; en arabe نينوه, Naynuwa ; en araméen ܢܝܢܘܐ ; en hébreu נינוה, Nīnwē) est une ancienne ville de l'Assyrie, dans le Nord de la Mésopotamie. Elle se situait sur la rive est (gauche) du Tigre, au confluent du Khosr (ou Khoser, Koussour), à un emplacement aujourd'hui localisé dans les faubourgs de la ville moderne de Mossoul, en Irak, dont le centre se trouve de l'autre côté du fleuve. Les deux sites principaux de la cité sont les collines (les « tells ») de Kuyunjik et de Nebī Yūnus.
Ninive est l'une des plus anciennes cités de Mésopotamie. Elle était un important carrefour de routes commerciales traversant le Tigre. Elle occupait une position stratégique sur la grande route entre la mer Méditerranée et le plateau iranien, ce qui lui a apporté la prospérité, de sorte qu'elle est devenue l'une des plus grandes cités de toute la région. Elle doit sa plus grande expansion urbaine au choix du roi assyrien Sennacherib d'en faire la capitale de son grand empire au début du VIIe siècle av. J.-C. Ninive est alors entourée de remparts de briques sur une longueur de 12 km. L'espace total de la cité couvrait 750 hectares à son apogée. L'ensemble de ce vaste espace est aujourd'hui une superposition de ruines recouvertes à certains endroits par les nouvelles banlieues actuelles de la ville de Mossoul. Depuis 2014 et la prise de contrôle de Mossoul par l'État islamique, les ruines de Ninive ont fait l'objet d'importantes destructions.
Le site de Kuyunjik occupe une place importante dans la redécouverte du Proche-Orient ancien au milieu du XIXe siècle par les archéologues qui mettent au jour ses palais et leurs bas-reliefs, ainsi que par les milliers de tablettes cunéiformes qui y ont été exhumées dès les premiers chantiers de fouilles et ont permis la naissance de la discipline assyriologique. Ce même tell présente la séquence archéologique la plus longue de la Mésopotamie, depuis les premières traces d'habitations au VIe millénaire av. J.-C. jusqu'aux dernières vers les XIIIe – XIVe siècles apr. J.-C. Les fouilles de Ninive ont donc livré une partie substantielle des sources des connaissances actuelles sur l'empire assyrien et, plus largement, sur la culture de la Mésopotamie antique.

## Situation et site

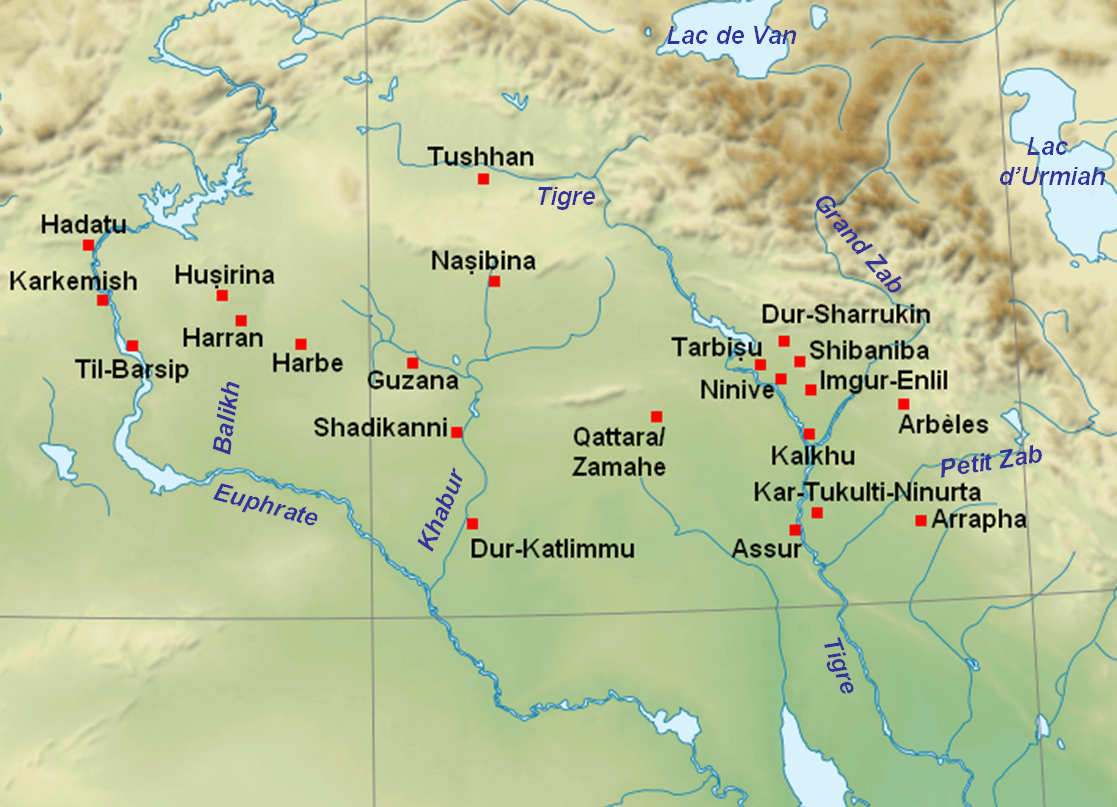
Ninive et les principaux sites assyriens.

Sur le confluent du grand fleuve le Tigre (assyrien Idiglat), et du Khosr (Huṣur), Ninive est située au sud de l'actuel Kurdistan, dans une vallée fertile où l'agriculture sèche est possible, ainsi que l'élevage. Sa situation est suffisamment en retrait des montagnes pour la protéger des incursions de peuples montagnards, tout en la plaçant à proximité de deux routes commerciales importantes dès les temps les plus anciens : une première qui suit sur un axe nord-sud le cours du Tigre et relie le Taurus et la plaine mésopotamienne, et une seconde de direction est-ouest qui traverse le Tigre à proximité de Ninive et poursuit sa route vers l'ouest en direction du cours moyen de l'Euphrate, puis vers la Mer Méditerranée.
Le site de Ninive, qui couvrait plus de 750 hectares entourés par une muraille à son apogée au VIIe siècle av. J.-C., est coupé en deux par le Khosr d'est en ouest, alors que le Tigre coule à l'ouest en dehors de l'espace urbain. Le tell le plus important du site, Kuyunjik, se situe au nord du Khosr qu'il surplombe et qui effectue une boucle sur son flanc oriental. L'autre tell, Nebi Yunus, est plus petit, et est situé un peu plus d'un kilomètre au sud. L'extension de la ville aux époques historiques se poursuit en contrebas, dans la ville basse, qui s'étend vers l'est des deux tells.

## Redécouverte et fouilles

### Premiers chantiers à Kuyunjik au milieu duXIXesiècle

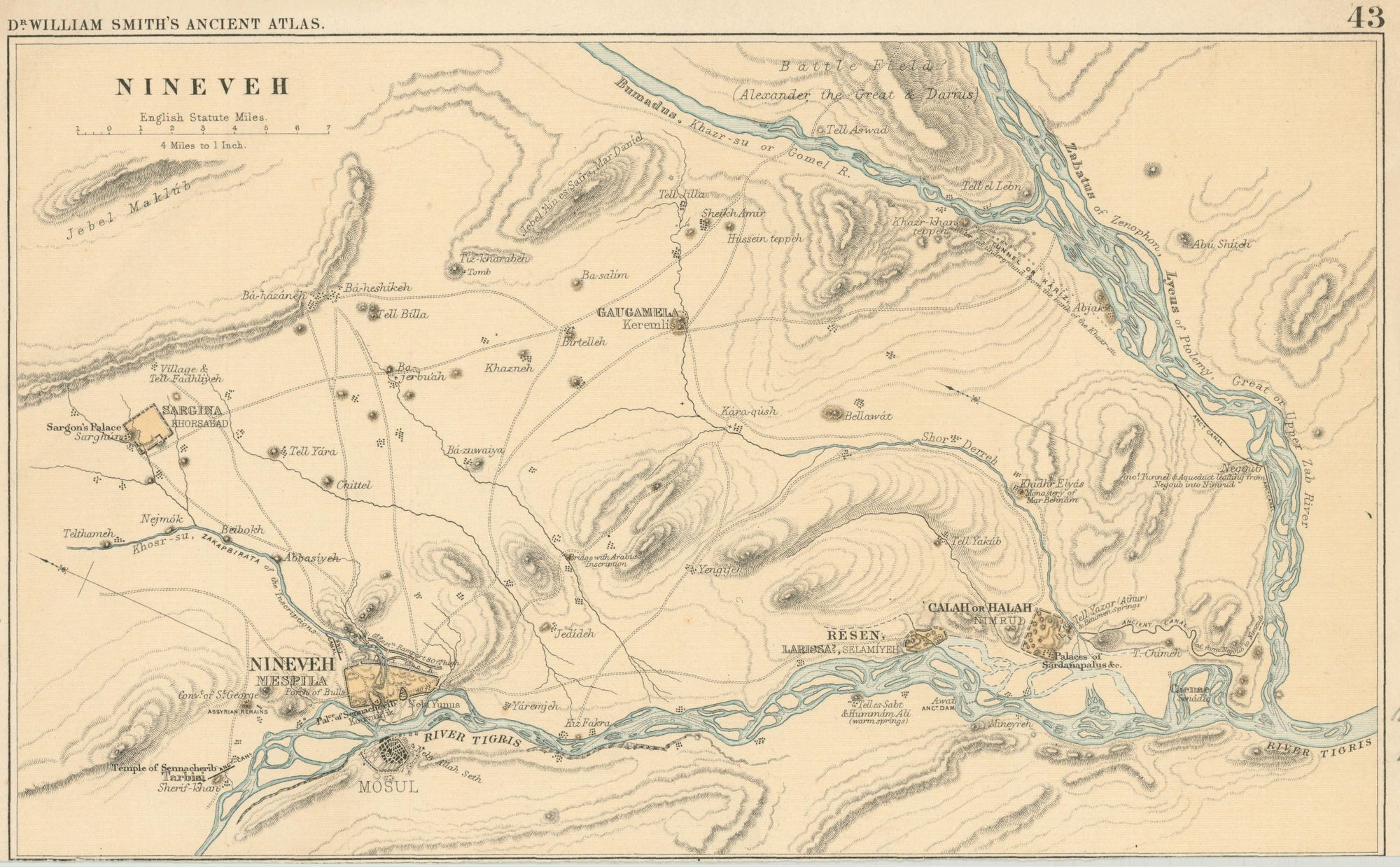
Carte de la région de Ninive vers le milieu du XIXe siècle, avec divers sites assyriens : Ninive, Nimroud, Khorsabad, Balawat, Sharif Khan, Tell Billa. W. Smith, Atlas of ancient geography, biblical and classical, 1874.
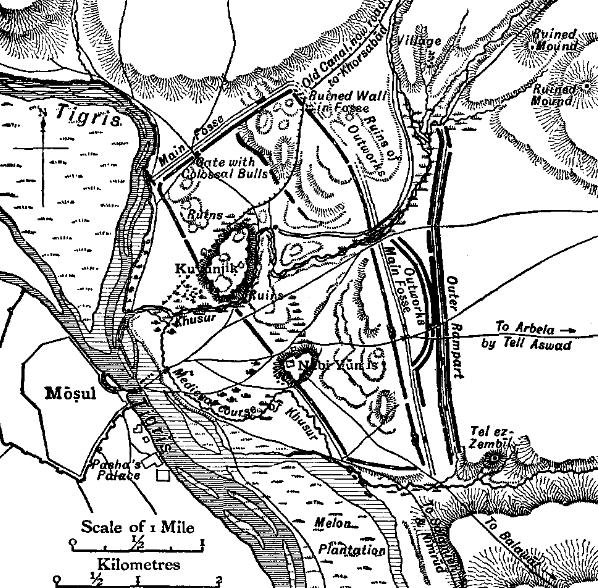
Plan du site de Ninive, avec la localisation des deux tells principaux et du centre de Mossoul, datant de 1903.

Le site du tell de Kuyunjik, situé juste en face de la ville actuelle de Mossoul, est depuis longtemps connu pour être l'emplacement probable de l'antique Ninive. C'est pour cette raison que lorsque l'explorateur anglais Claudius James Rich se rendit en Irak à la recherche des anciens sites de la Mésopotamie en 1820, il fit une halte en ce lieu, dont il dressa les plans, découvrant au passage quelques sculptures. C'est le premier Européen à avoir retrouvé les traces de Ninive, sans faire alors de fouilles. Les premières prospections dans Kuyunjik furent peu fructueuses et il fallut du temps avant de confirmer l'identification de ce tell comme étant l'acropole de l'ancienne grande capitale assyrienne. La redécouverte de Ninive fut l'objectif principal des pionniers de l'archéologie du Proche-Orient ancien lorsqu'ils commencèrent à fouiller les sites de l'ancienne Assyrie, en raison de son prestige et de celui des grands rois assyriens dont les noms étaient encore connus par une grande partie de la population de pays comme la Grande-Bretagne ou la France, en raison du poids important de la culture biblique, ce qui explique pourquoi leurs découvertes furent très suivies. Proches de la grande ville de Mossoul et situés dans un lieu nommé « Ninuwa » par la population locale qui gardait le souvenir de l'ancienne capitale assyrienne, les tells de Nebi Yunus (site qu'il s'avéra impossible de fouiller en raison de son caractère sacré) puis de Kuyunjik furent logiquement, en 1842, la première destination du consul français local, Paul-Émile Botta, lorsqu'il tenta de retrouver Ninive. Alors qu'il se trouvait au bon emplacement, ses trouvailles furent maigres et il douta d'être dans le site désiré ; il se déplaça donc de quelques kilomètres plus au nord, à Khorsabad, où les ruines étaient plus apparentes. Il dégagea des monuments dont il pensa quelque temps qu'il s'agissait bien des ruines de Ninive, avant de mettre en évidence le fait qu'il s'agîssait de Dur-Sharrukin.
Peu de temps après, en 1847, le britannique A. H. Layard, qui travaillait déjà dans le site de Nimrud, qu'il pensait de son côté être Ninive et qui était en réalité Kalkhu, supervisa les fouilles de Kuyunjik après ses résultats concluants dans son premier site. Après avoir révélé à Londres ses premières découvertes (effectuées surtout à Nimrud), il revint en 1849 à Kuyunjik pour y effectuer des fouilles plus ambitieuses, avec son assistant Hormuzd Rassam. Ils découvrirent le palais de Sennacherib et des centaines de mètres de reliefs sculptés, notamment ceux relatant la prise de Lakish, et une campagne d'Assurbanipal en Élam, ainsi que le premier lot de tablettes cunéiformes de Ninive, comprenant une partie de la « Bibliothèque d'Assurbanipal » et des archives des rois assyriens. Ces trouvailles furent envoyées au British Museum, où elles se trouvent actuellement. Avec ces découvertes, il devint progressivement évident que le site de Kuyunjik correspondait à l'antique Ninive, les autres capitales assyriennes ayant également été identifiées dans ces mêmes années grâce au début du déchiffrement de l'akkadien cunéiforme.

### La poursuite des fouilles par les Britanniques

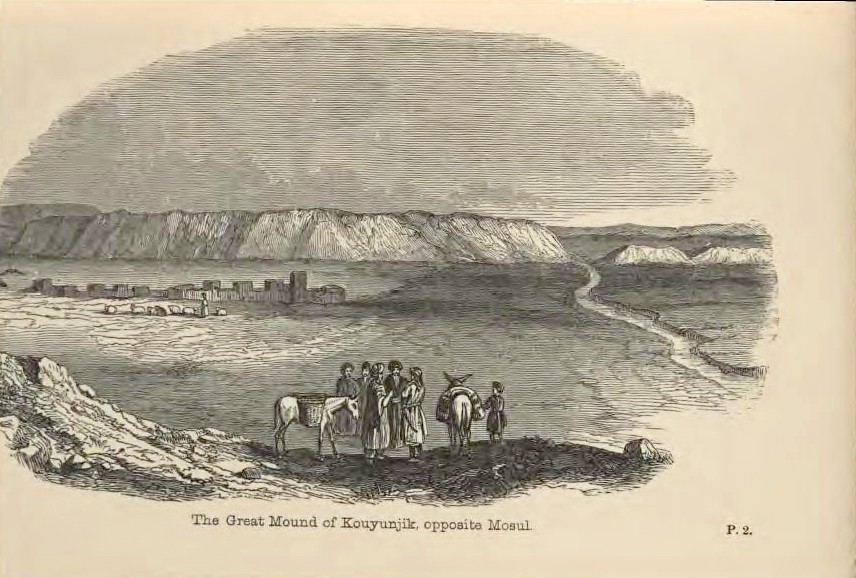
Le tell de Kuyunjik, lithographie de Nineveh and Its Remains de A. H. Layard, édition de 1854.

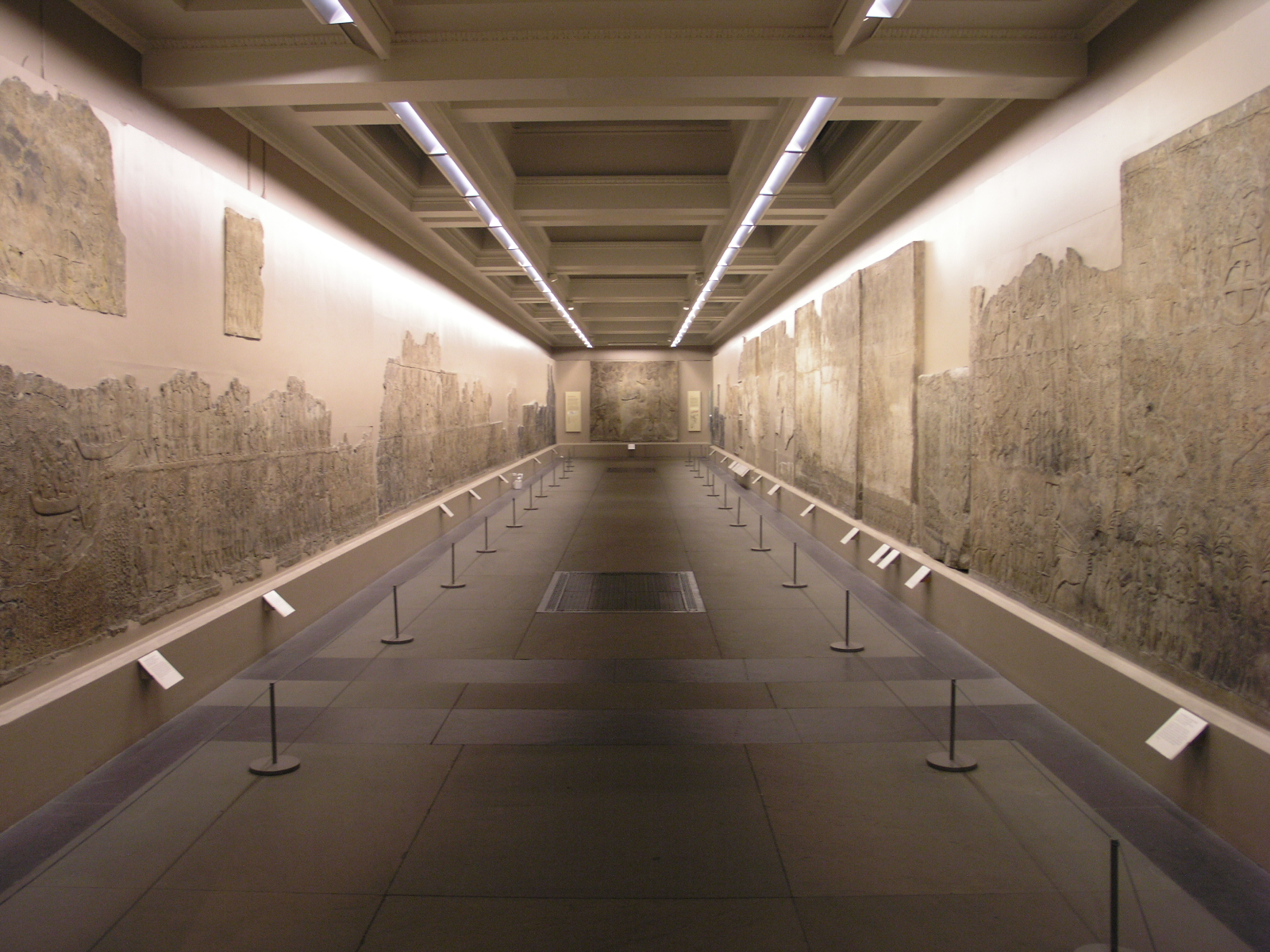
La salle 9 du département du Moyen-Orient du British Museum, présentant des frises du palais sud-ouest de Ninive acquises lors des fouilles du XIXe siècle.

Layard quitta par la suite les chantiers de fouilles de Mésopotamie pour se lancer dans une carrière de diplomate, et Henry Rawlinson pris les commandes des expéditions britanniques dans la région. Ce dernier laissa les Français explorer la partie nord du tell de Kuyunjik, alors que le reste était attribué à Rassam, qui s'accommodait peu de cette situation. Il fouilla en secret la partie nord du tell en décembre 1853 et trouva une partie du palais nord d'Assurbanipal, où furent mis au jour de nouveaux bas-reliefs, notamment les scènes de chasse au lion de ce roi, ses campagnes contre l'Elam et les Arabes, puis la deuxième partie des tablettes de la Bibliothèque d'Assurbanipal et des archives royales. Ces trouvailles furent donc envoyées à Londres au nez et à la barbe des archéologues français, qui en gardèrent une profonde rancœur contre Rassam. En 1854, le chantier britannique fut fermé faute de crédits. William Kenneth Loftus reprit ensuite les fouilles du palais d'Assurbanipal d'où les Français avaient été évincés à la suite des découvertes de Rassam et trouva d'autres bas-reliefs. Ses fouilles sont mal connues car elles ont été publiées plus d'un siècle plus tard. Les bas-reliefs découverts à ce moment, ainsi que d'autres bas-reliefs de Ninive laissés par Rawlinson aux Français ou vendus au musée de Berlin furent perdus lors d'un naufrage sur le Chatt-el-Arab en mai 1855, accident qui survint à la suite d'une attaque d'un convoi fluvial dirigé par les Français qui y transportaient aussi une grande partie de sculptures provenant de Khorsabad (naufrage de Gournah).
D'autres campagnes de fouilles furent entreprises par des Britanniques après cet événement dramatique. Le philologue George Smith alors en poste de 1873 à 1874, avait traduit en 1872 à partir des premières tablettes ramenées de Ninive un récit relatant une partie du mythe du Déluge issu de l’Épopée de Gilgamesh et qui eut un grand retentissement en démontrant que la Bible s'était inspirée d'un texte plus ancien. Smith fut financé par le Daily Telegraph pour retrouver une partie manquante du récit du Déluge, entreprise rapidement couronnée de succès. Il fut emporté peu après par une maladie contractée dans le Nord de l'Irak. Hormuzd Rassam fouilla à nouveau le site de 1878 à 1882. E. A. Wallis Budge dirigea également des campagnes après 1885. À Londres, au British Museum qui dirigeait désormais seul les fouilles du site, les savants s'attelaient alors à traduire les tablettes exhumées et qui permettraient de redécouvrir la culture de la Mésopotamie ancienne et une partie de son histoire. Rawlinson confia à Carl Bezold, assyriologue allemand, le soin d'organiser le classement des tablettes de Ninive. Ce dernier publia de 1889 à 1899 un catalogue en cinq volumes de près de 15 000 tablettes ou fragments, qui a depuis fait l'objet de suppléments à la suite d'autres trouvailles de tablettes dans le site, ou après la redécouverte d'autres qui avaient été oubliées dans des caisses du British Museum après les premières fouilles.
Les fouilles reprennent à Kuyunjik de 1903 à 1905, sous la direction de L. W. King puis de R. Campbell-Thompson. Ils découvrent plus de 850 tablettes, dernier lot important de textes provenant de Ninive à être mis au jour, et s'intéressent aux restes architecturaux, notamment à ceux du temple de Nabû.
Après vingt-deux années d'interruption de fouilles, Campbell-Thompson revient à Kuyunjik de 1927 à 1932 pour mener les dernières fouilles britanniques sur place. Les campagnes portèrent à nouveau sur le temple de Nabû, ainsi que sur celui d'Ishtar, mais également sur d'autres constructions isolées. Elles s'intéressaient aux périodes anciennes du tell, précédant la période assyrienne, déjà pressenties lors des campagnes de King. Max Mallowan fut chargé de réaliser un sondage pour établir une stratigraphie précise du tell et dégagea un espace de 20 mètres sur 16, allant jusqu'à 27,5 mètres de profondeur, ce qui ne correspond pas à la plus ancienne occupation du site seulement à la limite à partir de laquelle il devenait dangereux de creuser. Les trouvailles de céramique de ce sondage ainsi que celles effectuées dans d'autres parties du tell permirent de montrer que le site était occupé depuis des périodes très reculées, puisque 22 mètres de couches étaient occupés par les périodes protohistoriques. La chronologie a été précisée par la suite après des découvertes effectuées sur d'autres sites. Les plus anciens objets trouvés par le sondage remontent à la période de Hassuna (v. 5000 av. J.-C.), niveau 1 de la stratigraphie de ce sondage. Mallowan découvrit également des objets des périodes de Gawra et d'Uruk, ainsi que ceux inconnus auparavant d'une culture attestée par le niveau 5 du sondage, et qui prit le nom de « Ninivite V ».

### Les fouilles récentes et les menaces pesant sur le site

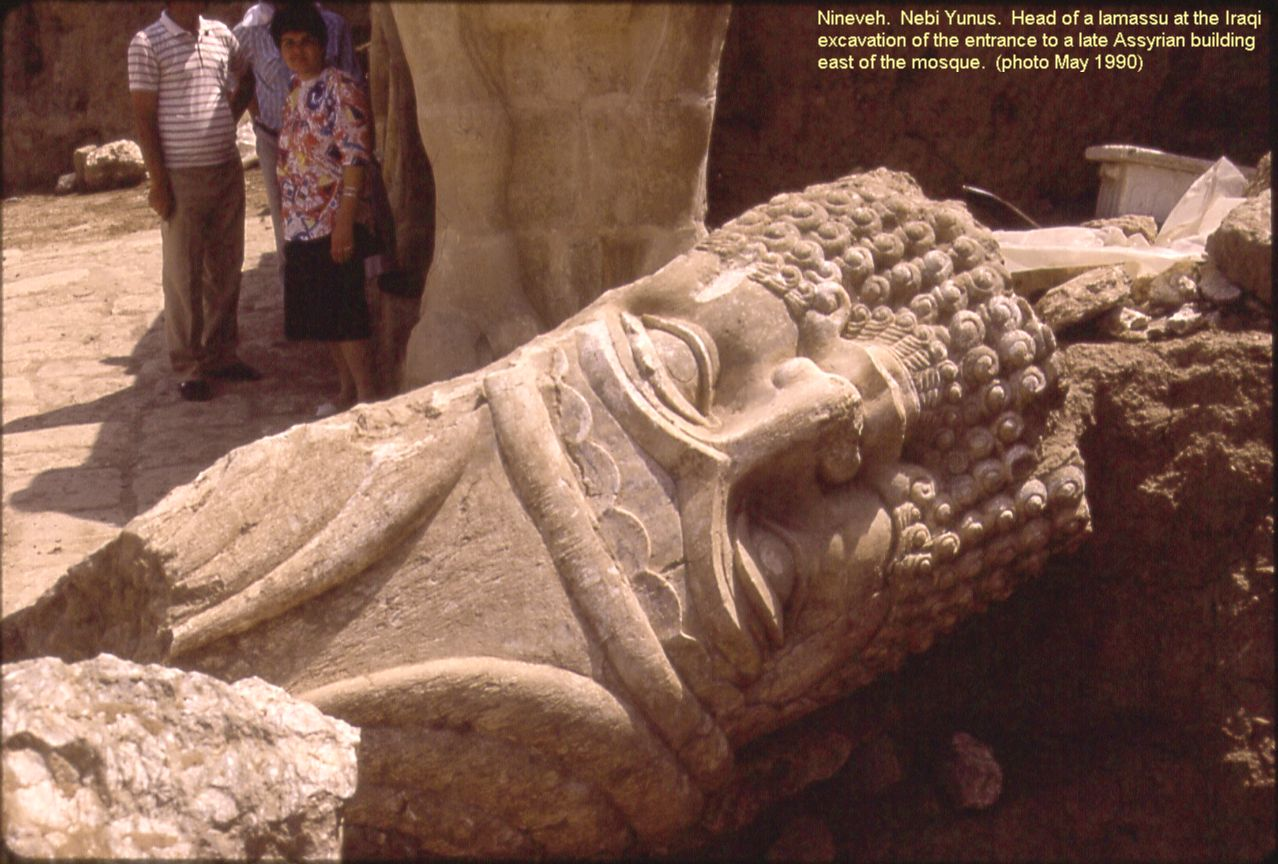
Fragment de statue dégagé lors de fouilles irakiennes, Nebi Yunus.

À partir des années 1950, ce fut le département irakien des Antiquités qui entreprit des fouilles sur Kuyunjik. Les premiers chantiers eurent lieu sous la direction de M. A. Mustafa de 1951 à 1958, qui explora notamment Nebi Yunus. D'autres campagnes furent effectuées dans les décennies suivantes par d'autres archéologues irakiens : en 1967-71, Tariq Madhloom ; en 1980, Manhal Jabur ; en 1987, Abd as-Sattar. Les fouilles de cette période se déplacèrent notamment vers la ville basse, où furent mis au jour plusieurs bâtiments, comme un temple d'époque parthe. Elles explorèrent les murailles et les portes de la ville. Des campagnes de restauration de certaines d'entre elles furent ensuite entreprises.
L'Université de Californie de Berkeley finança les dernières campagnes de fouilles régulières dans le site de 1987 à 1990, dirigées par David Stronach. Elles s'attachèrent notamment à dégager la porte de Halzi et à réaliser une prospection de la partie nord de la ville basse. Le début de la guerre du Golfe interrompit les fouilles.
Actuellement, l'ancien site de Ninive donne son nom à la région administrative de Mossoul (Ninawa). La croissance de la métropole voisine se fait de plus en plus dans la ville basse. Les deux tells sont un peu mieux préservés face à l'urbanisation. Kuyunjik a fait face à divers dommages, dus notamment au manque d'entretien consécutif aux conflits qui agitent la région, concernant avant tout le palais sud-ouest. Certaines œuvres d'art restées sur place (surtout dans la salle du trône) ont été pillées.
À la suite de la prise de contrôle de la région par les djihadistes de l'État islamique, d'autres menaces pèsent sur les artefacts archéologiques encore présents dans le site de Ninive. C'est ainsi que, le 24 juillet 2014, deux mosquées, dont la mosquée abritant la tombe attribuée à Jonas, ont été détruites à l'explosif. En janvier 2015, plusieurs médias arabes confirment la destruction des murs d'enceinte antiques par le groupe fondamentaliste terroriste. En février 2015, le même groupe détruit à coup de masses et d'outils de chantier électriques un grand nombre de statues et d'œuvres d'art assyriennes dans le musée de la ville,. Cette destruction de lieux prestigieux, mise en scène pour les médias, a été dénoncée par l'UNESCO comme étant un « crime de guerre », et s'accompagne d'un commerce illicite des œuvres d'art provenant des sites détruits.
Après la fin du contrôle de l’État islamique et la pacification progressive de la région, les archéologues retournent dans le site depuis 2021. Ils comprennent des équipes irakiennes, italiennes, allemandes et américaines qui s'occupent de divers secteurs du site,.

## Histoire

### Origines

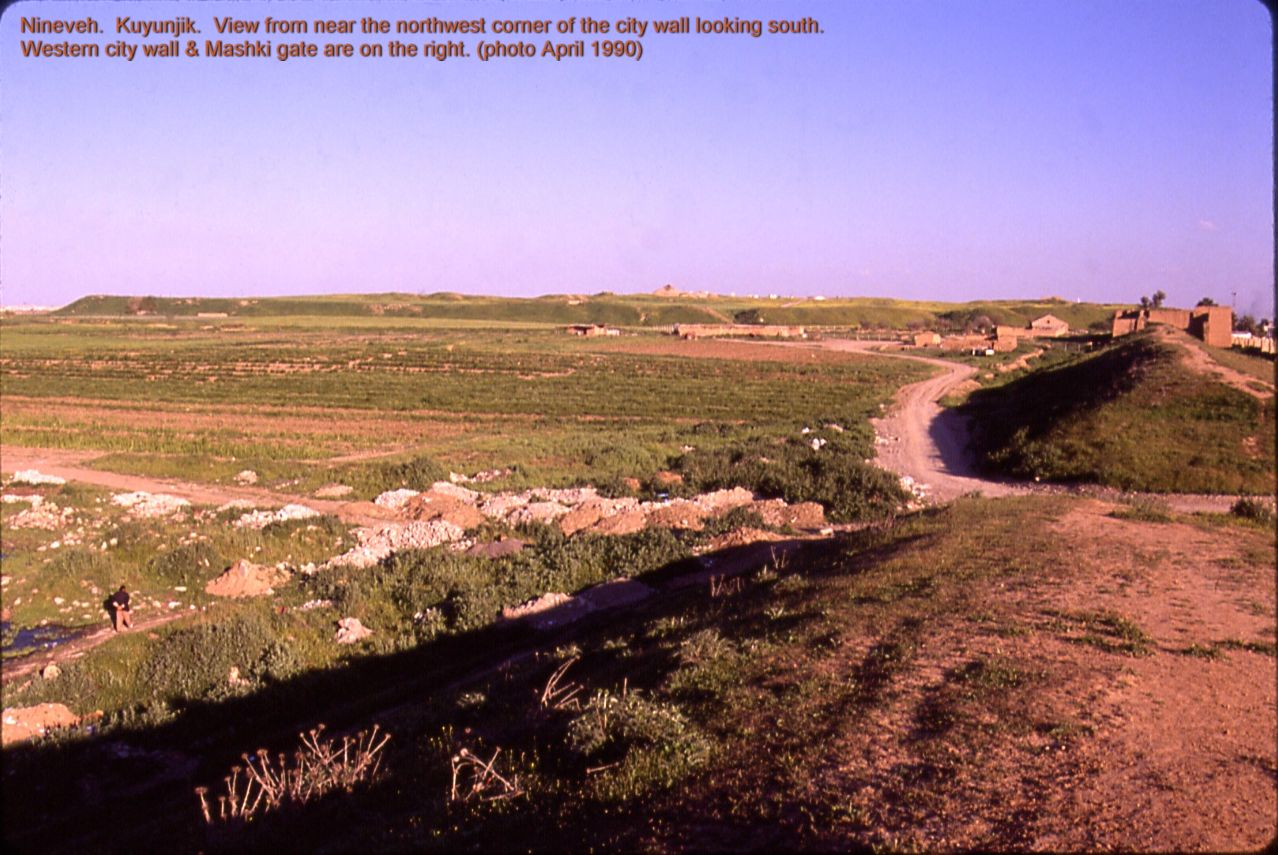
Le tell de Kuyunjik, vu depuis le nord de Ninive.

Grâce aux avantages de sa situation, un village fondé au VIIe millénaire av. J.-C. sur le tell de Kuyunjik, surplombant alors la confluence des deux cours d'eau locaux, se développa vite et gagna en importance. Un sondage réalisé sous la direction de Max Mallowan en 1931 et 1932 étudia le site jusqu'aux débuts de son occupation, sur le tell de Kuyunjik, et a fait depuis l'objet de nouvelles études. L'occupation la plus ancienne attestée, le niveau 1, remonte à la période de Hassuna, autour de 6500-6000 av. J.-C.
Le niveau 2 a livré un matériel caractéristique de la Période de Samarra et de celle de Halaf, jusqu'à la seconde moitié du VIe millénaire av. J.-C.. Sous la strate suivante, celle d'Obeid (v. 5500-4500 av. J.-C., niveau 3), qui correspond à la fin du Chalcolithique, la région de Ninive connut ses premières influences sud-mésopotamiennes, identifiées sur le site de Tepe Gawra.

### Période d'Uruk
Au IVe millénaire av. J.-C. (niveau 4), le matériel céramique exhumé à Ninive témoigne du fait que l'influence du sud mésopotamien se faisait de plus en plus forte alors que les types locaux nord mésopotamiens dominaient largement auparavant. Ont ainsi été trouvés des beveled-rim bowls, ou écuelles à bords biseautés, représentatives de la civilisation d'Uruk, ainsi que les premières céramiques réalisées au tour. Il est possible que Ninive fût alors un établissement des « Urukéens », caractéristique de la période d'Uruk, comme Habuba Kabira et Tell Brak en Syrie du Nord,,. Autre caractéristique de la période, le développement des outils administratifs : les archéologues ont retrouvé à Ninive une bulle d'argile imprimée avec un sceau-cylindre, ainsi qu'un fragment de tablette numérale scellée. L'extension de l'habitat approcherait déjà 40 hectares à Kuyunjik, alors que le nombre d'habitats augmente dans la région qui l'entoure. C'est peut-être de cette période qu'il faut dater un bâtiment voûté en briques crues, dégagé à proximité du temple d'Ishtar par Campbell-Thompson, ce qui serait un témoignage architectural unique de cette période.

Trouvailles de la période d'Uruk effectuées à Ninive. British Museum.
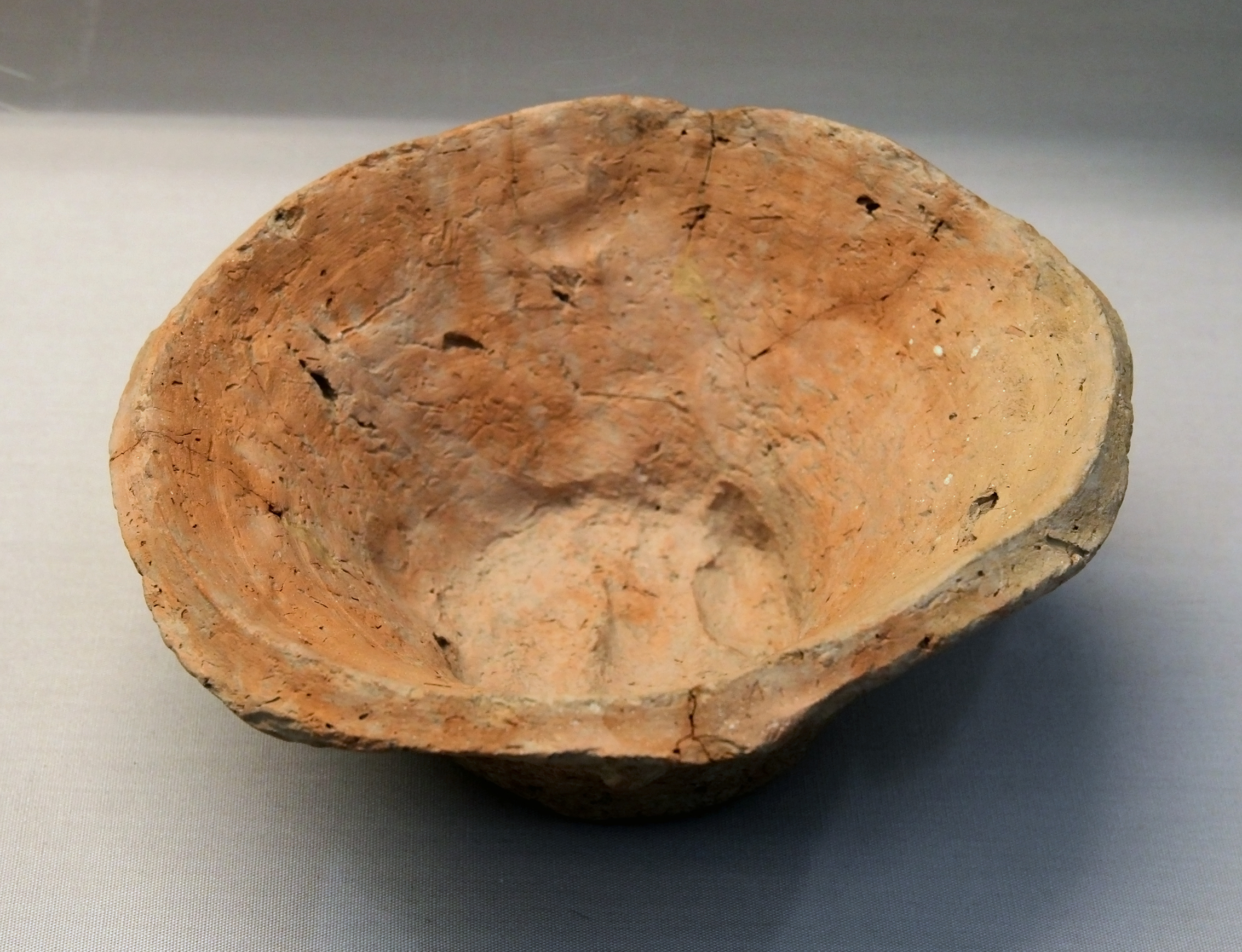
Écuelle à bords biseautés provenant de Ninive.
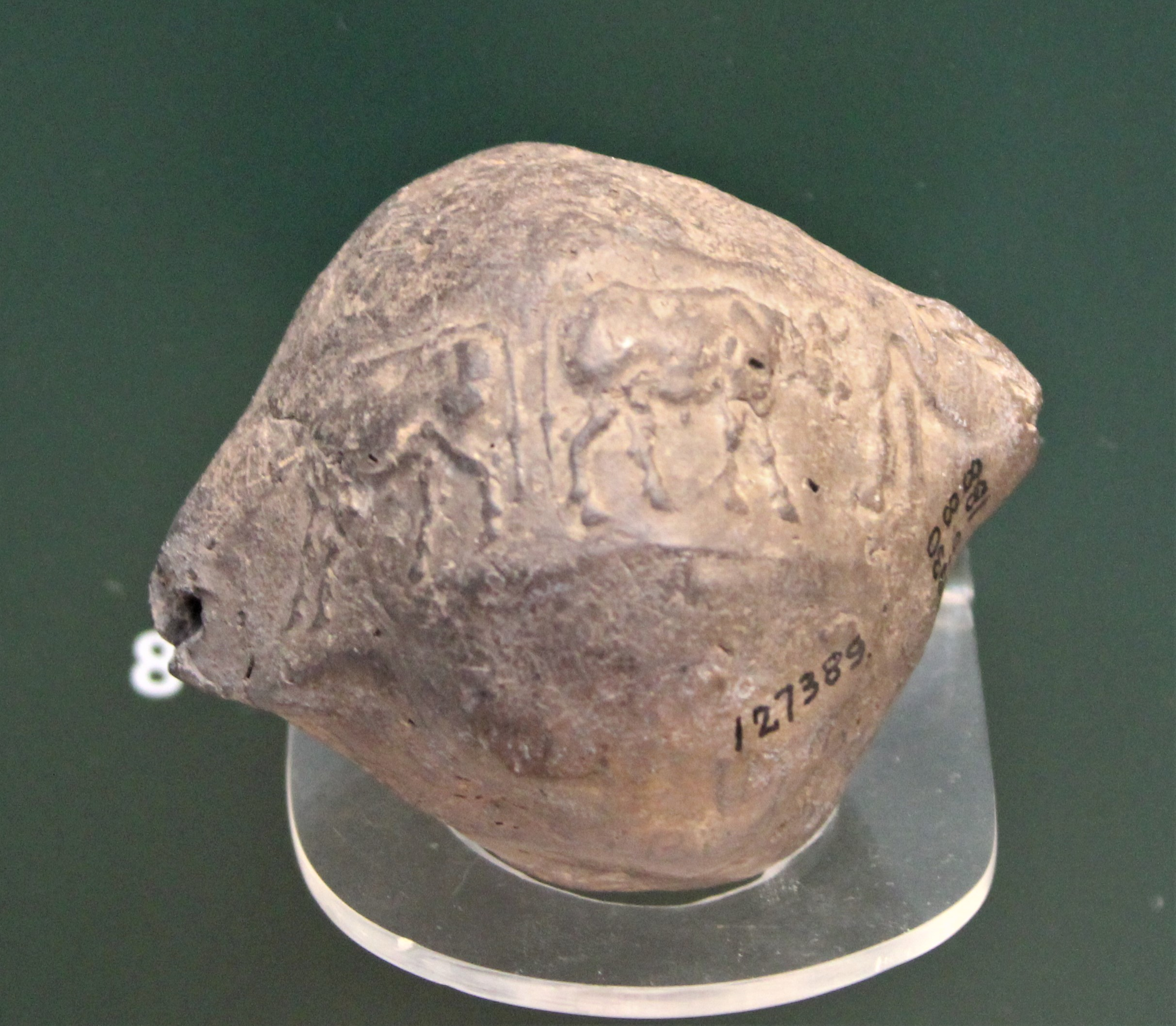
Bulle en argile avec impression de sceau-cylindre, témoin du développement des pratiques administratives.

### Ninive V
Les fouilles des années 1930 sur le tell de Kuyunjik ont identifié au cinquième niveau archéologique une période spécifique, qui a été nommée d'après le site et son niveau : la période de Ninive V, ou « Ninivite V » (v. 3000-2500 av. J.-C.), qui succède à la période d'Uruk et est contemporaine du Dynastique archaïque I de Basse Mésopotamie. Elle est caractérisée dans un premier temps par sa céramique réalisée au tour, décorée de motifs généralement géométriques (parfois animaliers) de couleur brun-rouge sombre sur fond clair ; les vases fermés sans anse à pieds coniques sont une de ses formes les plus courantes. Cette période a été par la suite repérée sur plusieurs sites en Haute Mésopotamie. Elle s'avère être déterminante dans le développement urbain des sites de la région, mais est restée mal connue avant des travaux récents qui ont permis d'en savoir plus à son propos.
Sur le site de Ninive même, le niveau V a été surtout repéré par le sondage de Mallowan, puis par des fouilles au sud-est de Kuyunjik. La cité avait alors une extension importante, et couvrait probablement tout le tell. Une découverte d'objets de cette période dans la ville basse au nord du tell a montré que cette partie-là a également connu une occupation durant le Ninivite V, ce qui est apparemment la première phase d'habitat de la ville basse. Les empreintes de sceaux-cylindres de cette période mises au jour à Kuyunjik semblent indiquer que Ninive faisait des échanges à longue distance avec la Diyala et la Susiane, ce qui confirme le rôle de centre commercial important qu'occupe cette ville dès ses débuts.

Poteries de la période Ninivite V mises au jour à Ninive. British Museum.
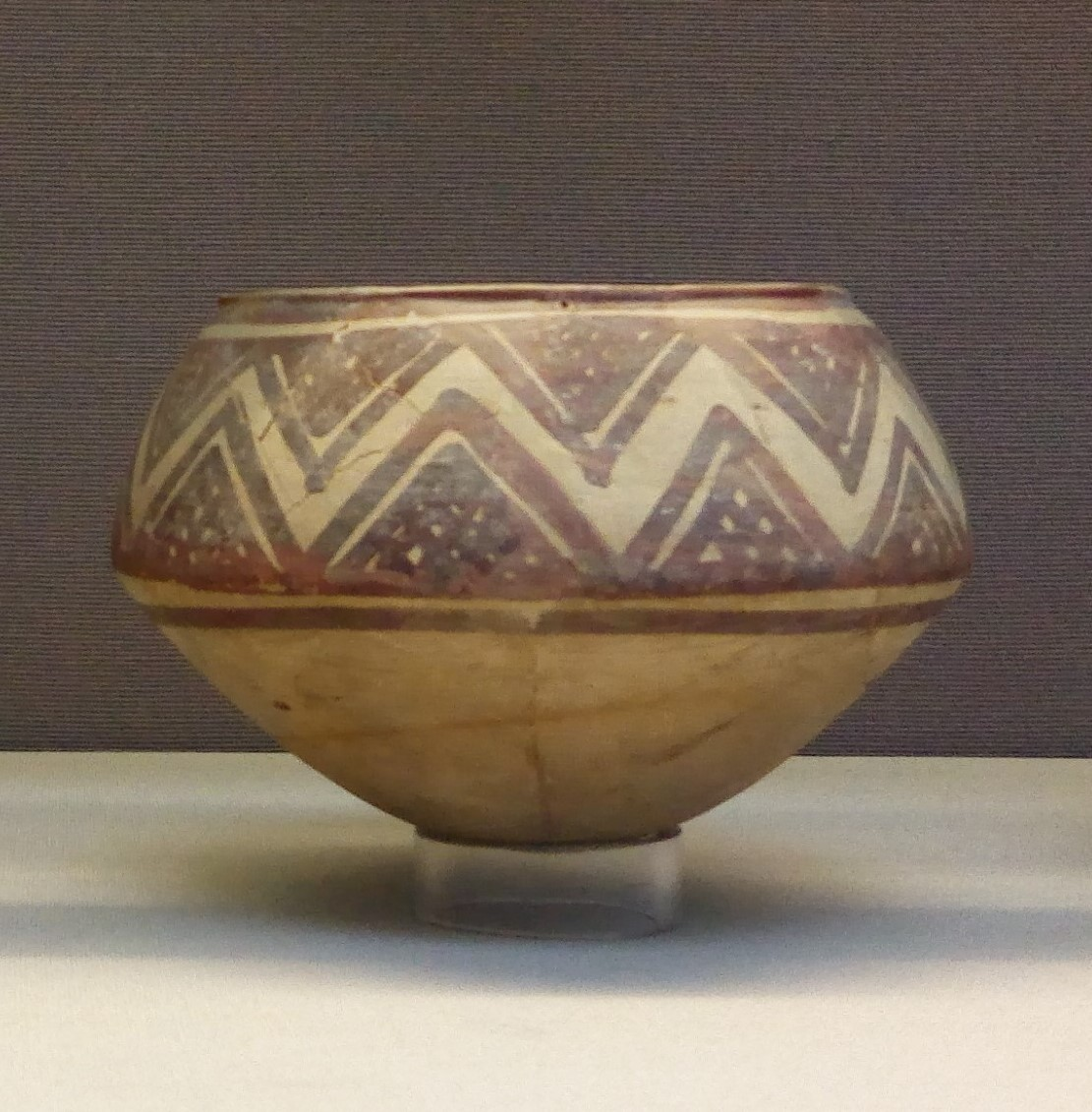
Vase peint de la période transitoire Uruk récent-Ninivite V.
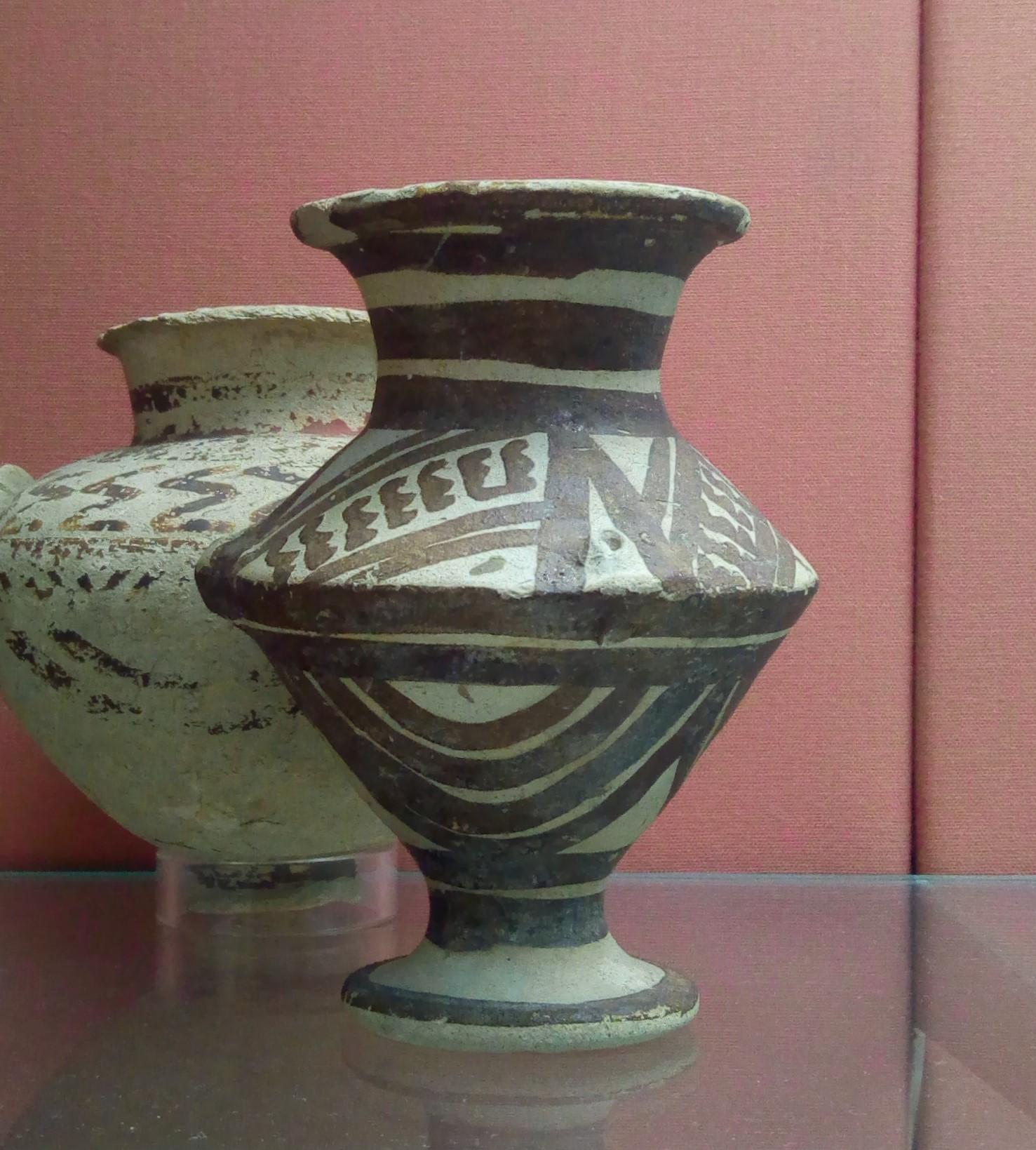
Vase peint.
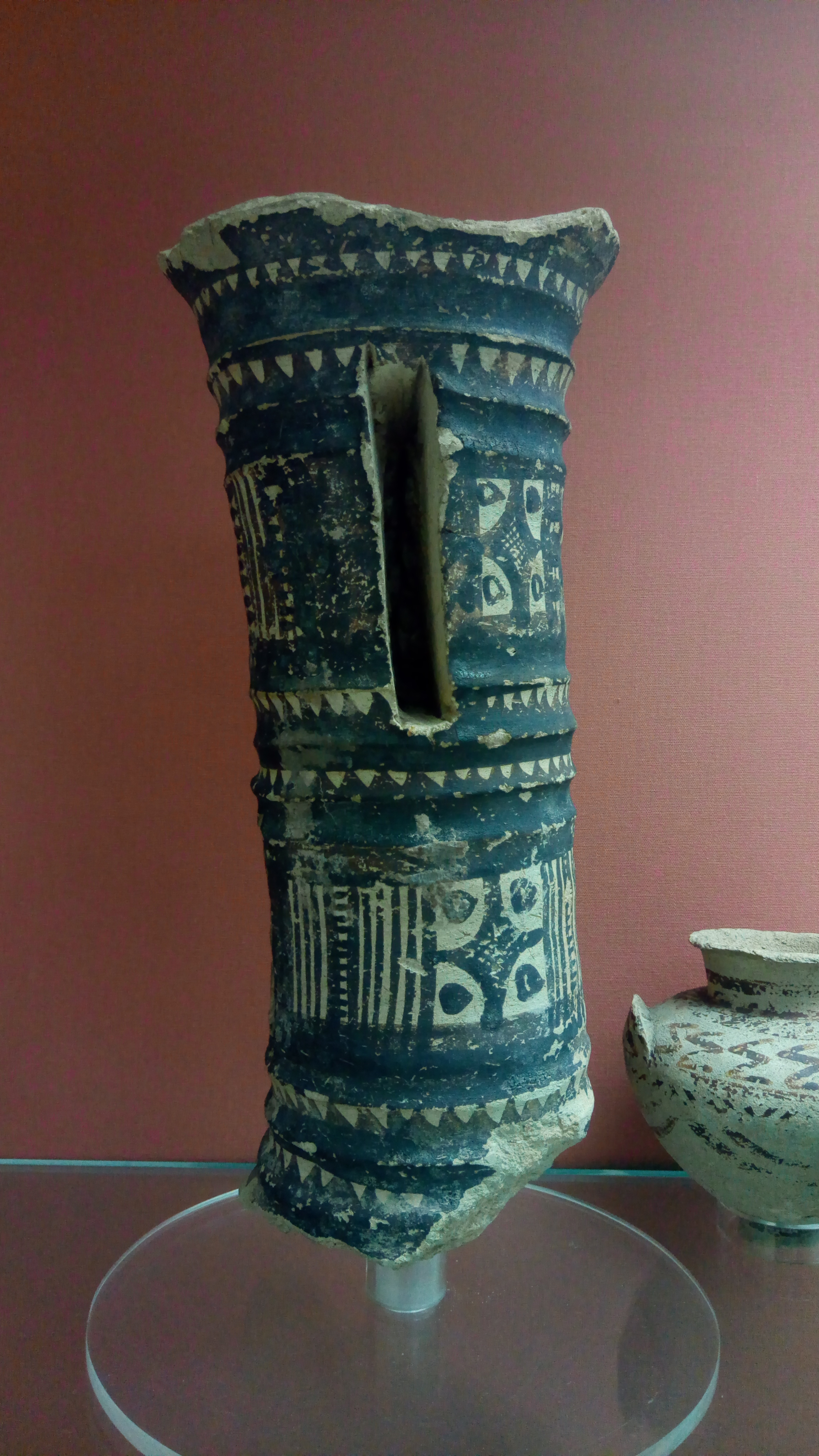
Support peint.
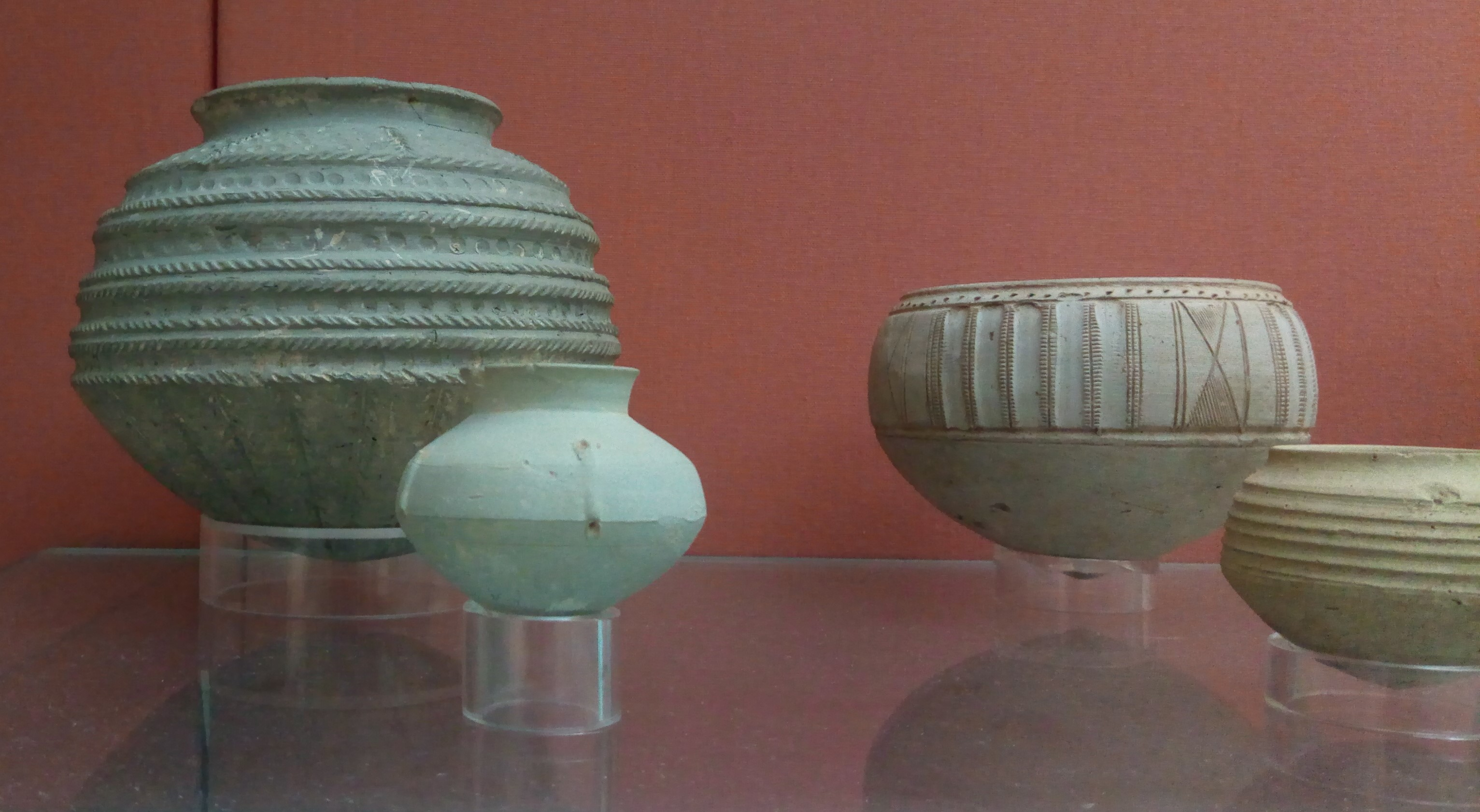
Poteries à décor incisé.

### Fin duIIIeet début duIIemillénaireav. J.-C.: une ville hourrite

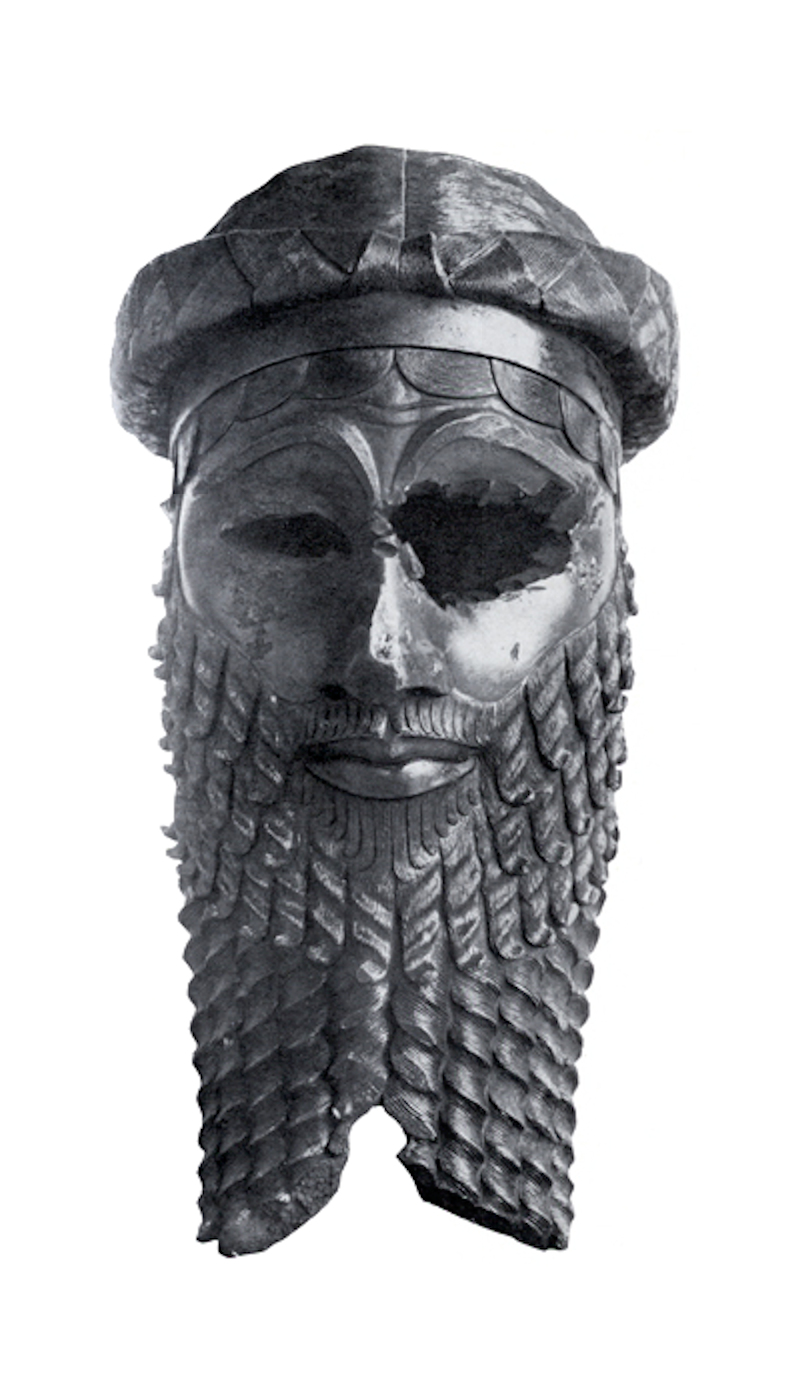
Tête en bronze d'un roi d'Akkad retrouvée dans le temple d'Ishtar de Ninive.

Les derniers siècles du IIIe millénaire av. J.-C., en Mésopotamie, marqués par la domination de deux empires successifs : celui d'Akkad du XXIVe au XXIIe siècle av. J.-C., et celui dit de la troisième dynastie d'Ur (Ur III), au XXIe siècle av. J.-C.. Tous les deux étendent leur domination en Mésopotamie du Nord, mais rien n'indique qu'ils ont pu contrôler Ninive. Selon les inscriptions laissées plus tard par Samsi-Addu, le roi Manishtushu d'Akkad aurait construit (ou restauré) le temple de la déesse Ishtar de Ninive, mais aucune inscription de la période akkadienne qui aurait été écrite sur le site même de Ninive n'a été clairement identifiée, les inscriptions de cette époque exhumées à Kuyunjik ayant probablement été transportées là plus tard. Il en va de même pour les artefacts de cette période trouvés sur le site, dont la fameuse tête royale en bronze représentant un souverain d'Akkad non identifié, qui est un des chefs-d'œuvre de l'art de cette période.
Quant à l'influence de la dynastie d'Ur III, elle n'est pas assurée non plus : trois textes de cette époque retrouvés en Basse Mésopotamie contiennent des allusions à Ninive. Ces textes sont : une offrande faite à la déesse Shaushga (Ishtar) locale, une visite de Tish-atal (nom hourrite), dit « l'homme de Ninive » (qui peut être assimilé à son roi), et une réception d'ambassadeurs ninivites à Ur. Ces textes indiquent deux choses : premièrement, Ninive est une ville de peuplement à majorité hourrite, ethnie arrivée dans la région vers la fin de la période akkadienne et peu après celle-ci. Deuxièmement, il n'y a aucune preuve de domination d'Ur III sur les princes du petit État de Ninive. On ne sait pas si le Tish-atal mentionné ci-dessus est le même que le Tish-atal qui règne à Urkesh vers la même époque, ce qui en ferait alors un personnage important.
Les trouvailles archéologiques pour les derniers siècles du IIIe millénaire av. J.-C. sont maigres et concentrées à Kuyunjik. Il n'y a aucune preuve archéologique de construction d'un temple par un roi d'Akkad. On a néanmoins identifié un fragment de muraille sur en bordure orientale du tell de Kuyunjik, ce qui constitue la plus ancienne attestation d'une fortification à Ninive. L'habitat s'étend alors probablement sur tout le tell, mais rien n'indique qu'il y a encore une occupation dans la ville basse.
Au début du XVIIIe siècle av. J.-C., les textes de Mari montrent que Ninive (alors appelée Ninet), se trouve bien dans un pays peuplé en majorité de Hourrites et qu'elle fait partie du royaume de la ville, non localisée, de Nurrugûm qui s'étend le long du Tigre, dont elle est le principal centre religieux. Le royaume finit par être l'objet des ambitions du roi Samsi-Addu d'Ekallatum, qui constitue un Royaume de Haute-Mésopotamie et étend ses ambitions vers la région du haut Tigre. Il réussit à s'emparer de Nurrugûm vers 1780, et réside un temps à Ninive même, sans doute pour des motifs religieux. Samsi-Addu entreprend rapidement des travaux dans la ville et restaure le temple principal de la ville, celui de la déesse Ishtar (nommée Shaushga en hourrite), ce qu'apprend une inscription de fondation déjà évoquée, dans laquelle il se présente comme le successeur de l'œuvre du roi Manishtushu d'Akkad. De cette période datent quelques autres inscriptions royales et des tablettes cunéiformes, des lettres et des textes littéraires, dont des possibles fragments de l'Épopée de Gilgamesh. Peu après l'effondrement du royaume de Samsi-Addu, c'est Hammurabi de Babylone qui étend apparemment son autorité sur Ninive : Ishtar de Ninive et son temple (appelé É.MÈŠ.MÈŠ) sont mentionnés dans le prologue du Code de Hammurabi, aux côtés des autres grandes villes du royaume.
La domination babylonienne ne dépasse pas la fin du XVIIIe siècle av. J.-C. et la suite de l'histoire de Ninive dans la première moitié du IIe millénaire av. J.-C. est mal connue. D'après un texte bilingue écrit en hourrite et en hittite retrouvé à Boğazkale, l'ancienne capitale hittite, Hattusha, un roi hourrite du nom de Pizikarra aurait régné à Ninive vers 1600 av. J.-C. et aurait eu une puissance suffisante pour détruire la cité d'Ebla en Syrie du Nord,. Il aurait également fait alliance avec le roi hittite Mursili Ier, ce qui aurait permis d'épargner Ninive lors de l'expédition menée par celui-ci vers la Basse Mésopotamie peu après et qui aboutit au sac de Babylone. Un souverain de la Liste royale assyrienne, Shu-Ninua, qui aurait régné sur Assur vers cette période, a un nom comportant le terme Ninive, ce qui indique peut-être que les deux villes sont alors liées. En dehors de ces sources extérieures à la ville, la présence d'un royaume à Ninive à cette période est difficile à évaluer.
Comme toute la Haute Mésopotamie, Ninive est durant le XVe et le début du XIVe siècle av. J.-C. sous le contrôle des souverains du Mittani. Elle apparaît régulièrement dans les sources de cette époque par le biais de sa grande déesse, Ishtar (akkadien)/Shaushga (hourrite) de Ninive,,. Cette divinité est attestée au sein de listes d'offrandes de la Troisième dynastie d'Ur. Importante durant la première moitié du IIe millénaire, elle dispose d'un rayonnement international dans la seconde moitié de ce même millénaire, puisque le roi mittanien Tushratta, dont elle est la déesse personnelle, envoie sa statue en Égypte, au pharaon Amenhotep III, comme l'avait fait son prédécesseur nommé Artashumara. Cette divinité est également révérée chez les Hittites, en Anatolie.

Extensions approximatives des royaumes dominant Ninive au deuxième millénaire av. J.-C.
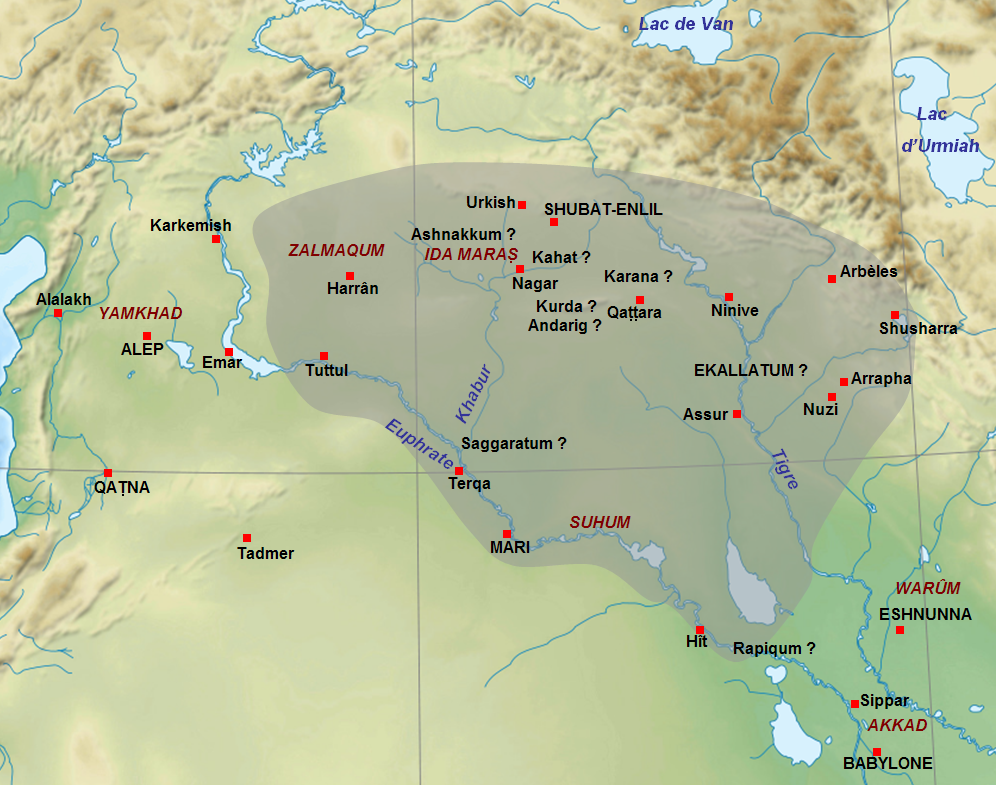
Le Royaume de Haute-Mésopotamie à la mort de Samsi-Addu vers 1775 av. J.-C.
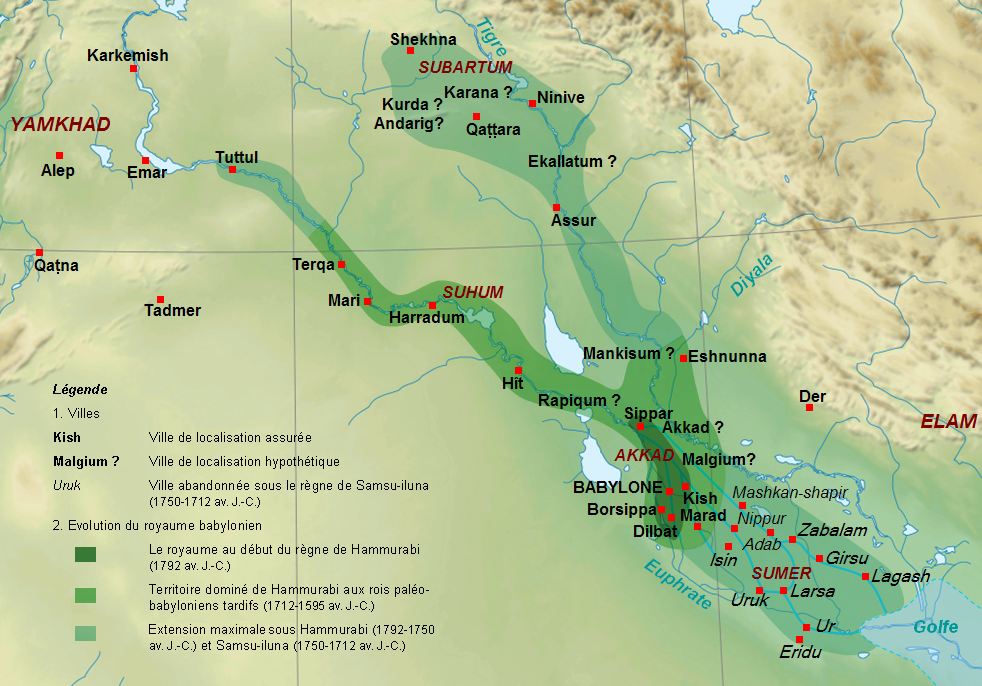
Le royaume de Hammurabi de Babylone à son apogée (milieu du XVIIIe siècle av. J.-C.).
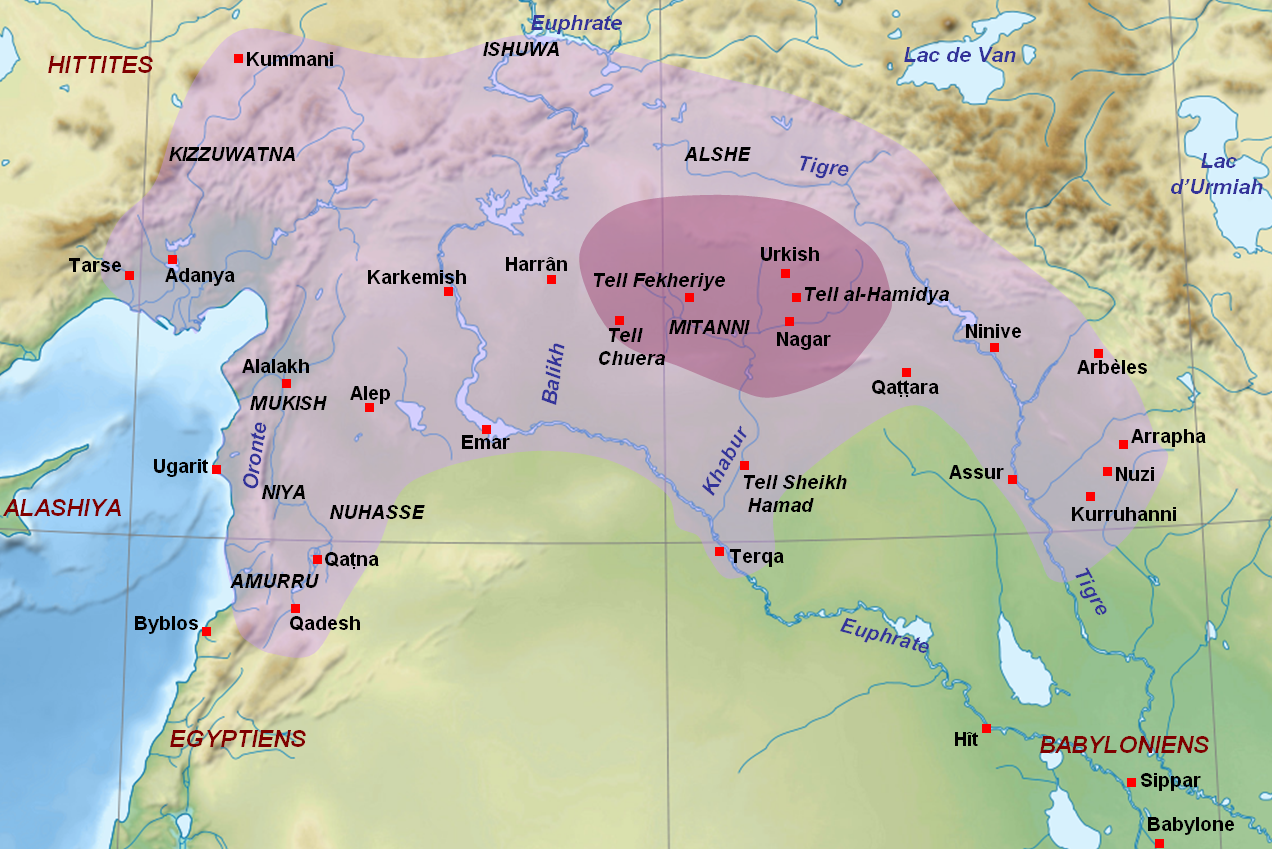
Le royaume du Mittani à son apogée dans la première moitié du XVe siècle av. J.-C.
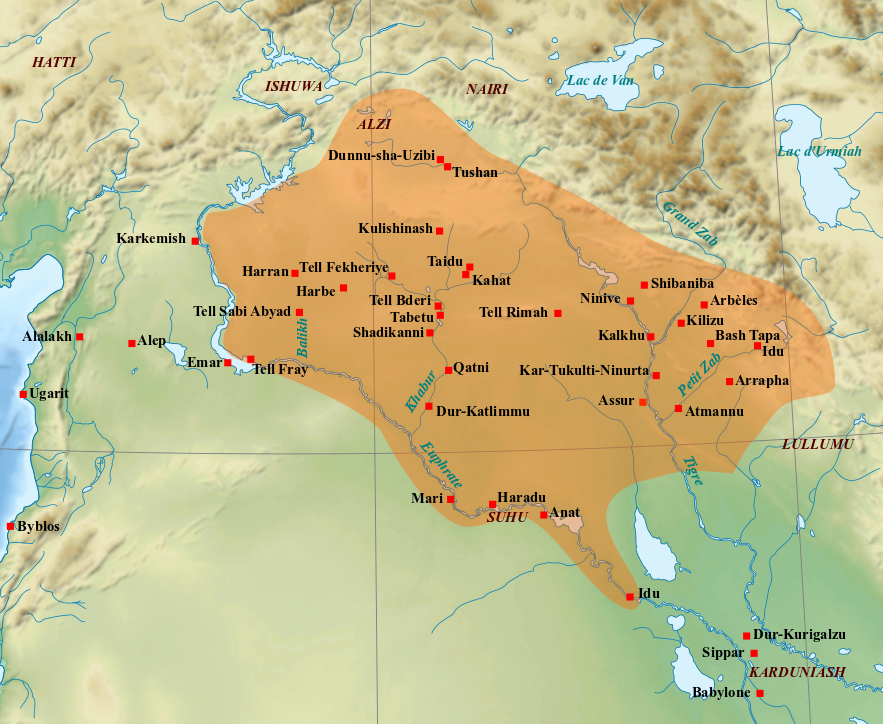
Le royaume médio-assyrien entre la fin du XIIIe et le début du XIe siècle av. J.-C.

### L'intégration de Ninive dans le royaume assyrien: une importance croissante

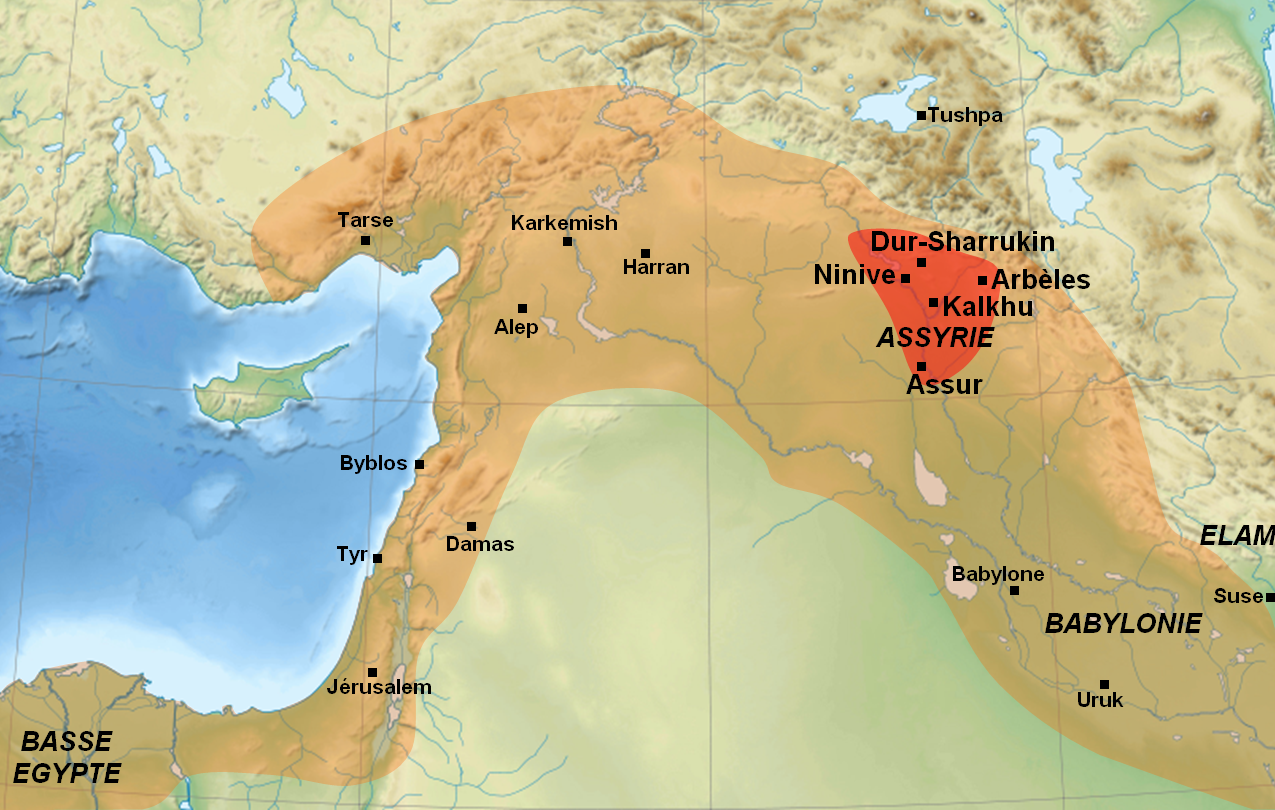
Le cœur historique de l'Assyrie avec ses principales villes dont Ninive (en rouge), et l'empire assyrien lors de son extension maximale sous le règne d'Assurbanipal au milieu du (en orange).

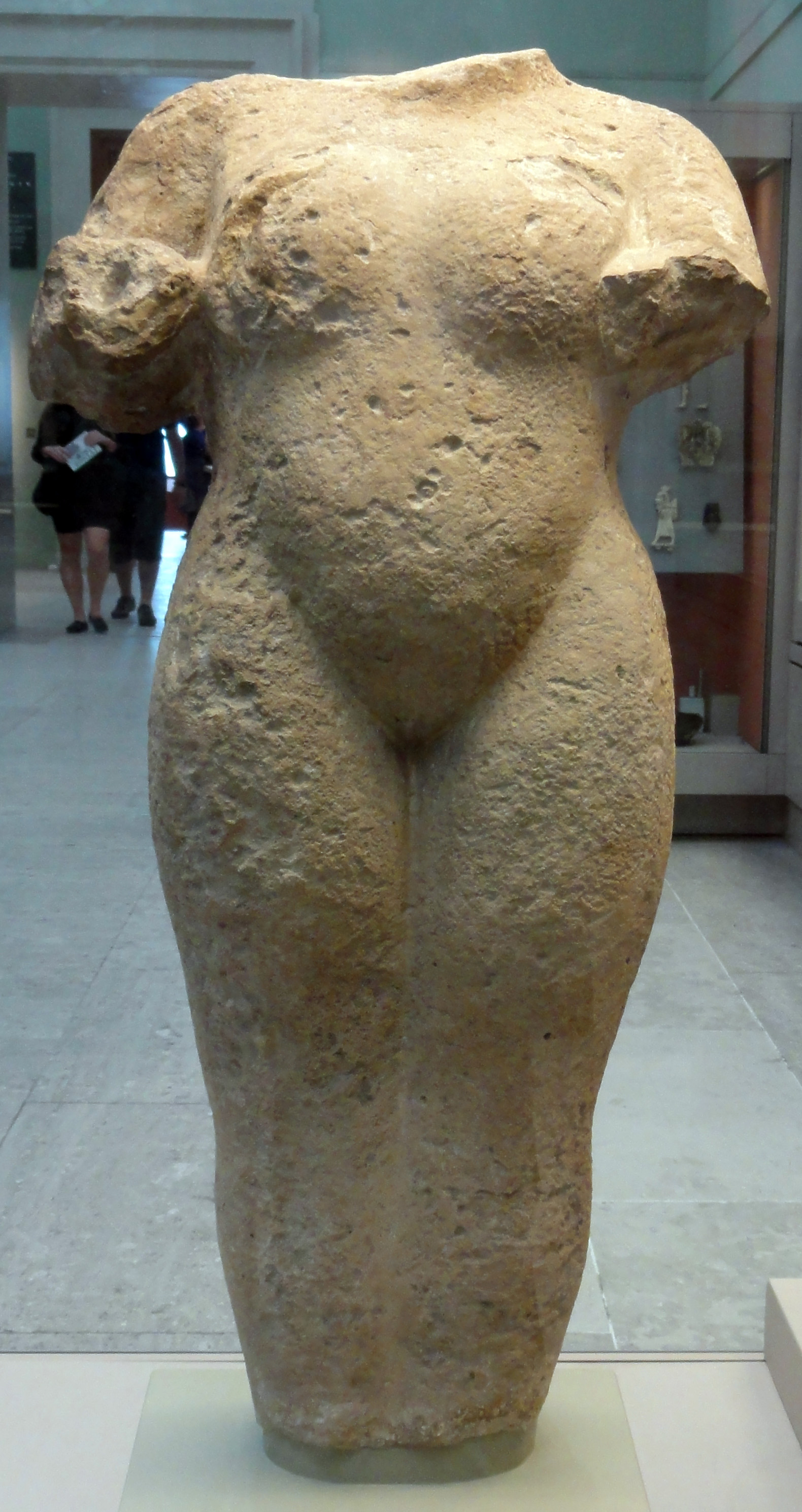
Statue fragmentaire de femme nue, mise au jour dans le temple d'Ishtar de Ninive, avec dédicace d'Assur-bel-kala (1073-1056 av. J.-C.). British Museum.

Vers le milieu du XIVe siècle av. J.-C., Ninive est incorporée dans le royaume assyrien par Assur-uballit Ier, qui vient de vaincre le royaume du Mittani. Progressivement, l'élément hourrite tend à être supplanté par les Assyriens dans la région. Au XIIIe siècle av. J.-C., les rois Salmanazar Ier et Tukulti-Ninurta Ier rénovent à plusieurs reprises le temple d'Ishtar et semblent y accorder une grande importance, faisant de Ninive la métropole religieuse de leur royaume. Les travaux effectués du temps de Salmanazar surviennent après un séisme qui a causé la destruction de différents bâtiments, ce qui entraîne d'importants chantiers de reconstruction.
Il semble que le culte d'Ishtar de Ninive prenne une plus grande importance à partir du XIIe siècle av. J.-C. Son temple est restauré par les rois au moins jusqu'au XIe siècle av. J.-C. On connaît aussi par les textes l'existence d'un temple nommé bīt akītu à Ninive, destiné probablement au déroulement d'une fête (akītu) et considérée comme l'une des plus importantes de la tradition mésopotamienne. Salmanazar Ier est le premier roi à établir un palais royal à Ninive et deux autres sont construits sous ses successeurs ; le premier est érigé par Assur-resh-ishi Ier et Teglath-Phalasar Ier, celui de ce dernier ayant été entouré d'un jardin alimenté par un canal dérivé depuis le Khosr. Les restes de ces édifices n'ont pu être identifiés avec certitudes sur le terrain, de même que les niveaux de cette période du temple d'Ishtar. La ville basse est déjà bien développée à cette période et le tell de Nebi Yunus devient sans doute un arsenal.
Située au cœur de l'Assyrie, Ninive reste toujours une possession de ses rois dans les temps difficiles qui suivent le XIIe siècle av. J.-C., même lorsque les Araméens réduisent considérablement leurs possessions au début du Ier millénaire av. J.-C.. Au début de la période néo-assyrienne (934-609 av. J.-C.), la ville profite du prestige du pays pour s'enrichir et pour gagner en importance ; les souverains assyriens continuent d'y aménager des palais et de restaurer ses temples.
Un premier changement survient quand Assurnasirpal II (883-859 av. J.-C.) déplace sa capitale d'Assur à Kalkhu, située dans la même vallée fertile que Ninive, au sud de cette dernière. En plus d'un important programme de constructions dans sa nouvelle capitale, ce roi restaure le temple d'Ishtar et y fait construire un palais où il réside souvent au début de son règne. Ses trois successeurs construisent à leur tour un palais à Ninive, le dernier, Adad-nerari III (810-783 av. J.-C.), restaurant également le temple de Nabû. Cette ville sert également de base de départ pour des expéditions menées vers la Syrie ou l'Anatolie, et est de ce fait régulièrement une résidence royale. Durant le VIIIe siècle av. J.-C., plusieurs de ses gouverneurs apparaissent dans les listes d'éponymes dont le nom sert de référence pour dater les années en Assyrie, signe de l'importance de la ville. Sargon II (721-705 av. J.-C.) change à nouveau la capitale du royaume, la déplaçant de Kalkhu à Dur-Sharrukin, fondée pour l'occasion et située quelques kilomètres au nord de Ninive. Il entreprend aussi des constructions importantes à Ninive telles que la restauration du temple d'Ishtar et de sa ziggurat et la construction d'un temple de type bīt akītu.
D'après les descriptions que donne Sennachérib, le souverain suivant, de l'état de Ninive avant les travaux qu'il y fait réaliser, on peut déduire que l'espace habité de la ville s'étendait alors sur le tell de Kuyunjik, où étaient concentrés plusieurs bâtiments publics et religieux importants, ainsi que le tell de Nebi Yunus et la ville basse au nord de Kuyunjik, où passait probablement un cours d'eau, et qui n'était pas enclose dans un mur. Le nombre de personnes vivant à Ninive à cette période a pu être estimé très approximativement à 15 000,.

### La nouvelle capitale de l'Empire assyrien, un gigantesque chantier

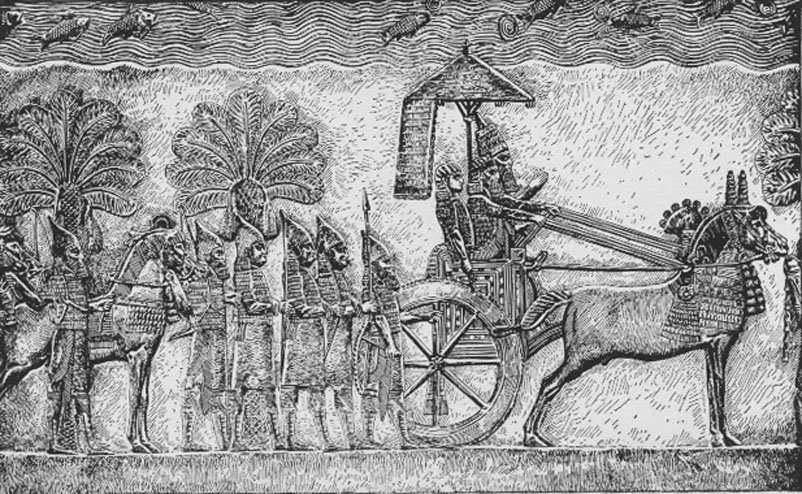
Sennacherib sur un char, d'après un bas-relief de Ninive.

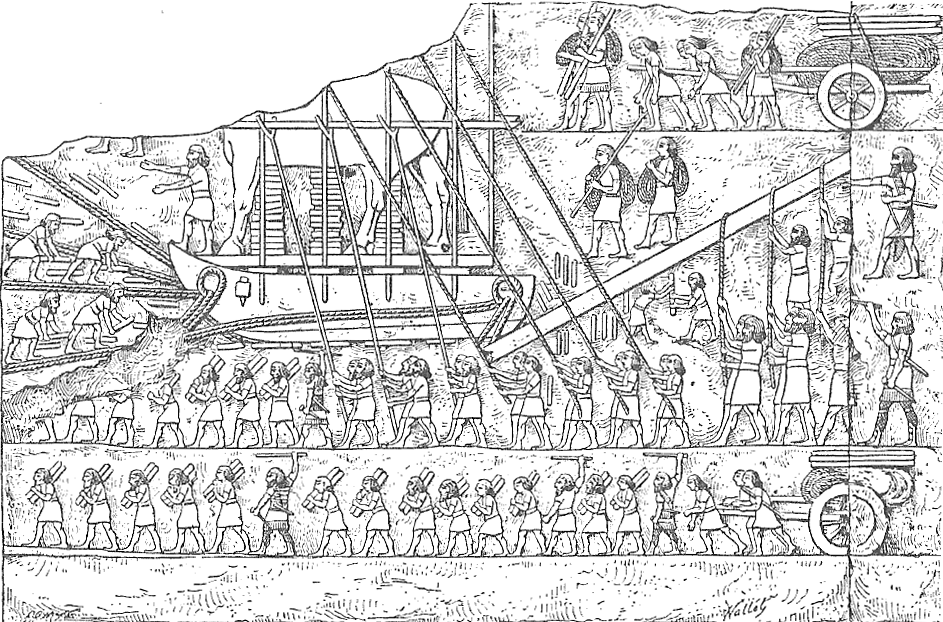
Le transport d'une statue de taureau ailé entre une carrière et le palais royal, d'après un bas-relief de Ninive.

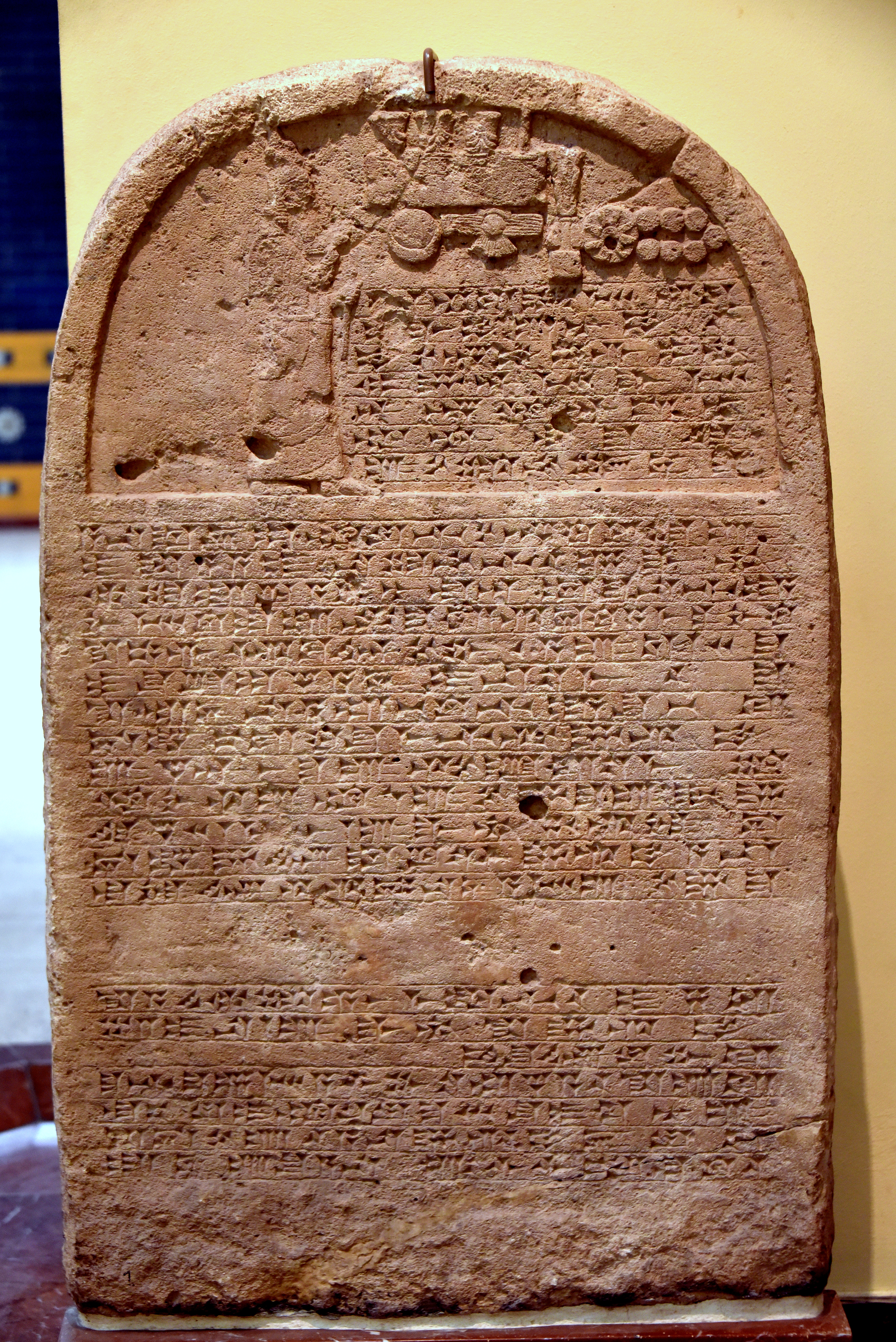
Stèle portant une inscription de Sennachérib commémorant le chantier de Ninive. Musée archéologique d'Istanbul.

C'est le roi Sennacherib (704-681 av. J.-C.) qui entreprend vers 700 de faire de Ninive la capitale de son puissant empire, qui s'étend de l'Iran occidental à la Méditerranée. Pour cela, il va engager des moyens considérables, dans le but de faire de la ville une métropole d'une dimension bien supérieure à celles voulues par ses prédécesseurs, la plus grande et la plus belle de toutes. En ce sens, Ninive marque l'apogée de la tradition urbanistique assyrienne. En même temps, toute la campagne qui entoure la capitale est réaménagée. Cette œuvre de construction est évoquée dans divers textes relatant ce règne, d'une importance de même niveau que cella des campagnes militaires, et apparaît également dans de nombreux bas-reliefs de son palais royal.
Le roi Sennacherib commença par faire passer son périmètre de 5 à 12 km, soit une surface d'environ 750 hectares pour environ 150 hectares précédemment. La ville fut étendue en longueur, au-delà du Khosr et vers le sud (cette rivière coupant la ville en deux vers son milieu), pour atteindre 5 kilomètres de long, et en largeur, vers le nord-est, où elle mesure 2 kilomètres,. Des murailles puissantes furent bâties et percées de quinze portes. Les rues furent agrandies, et une « voie royale » d'environ 31 mètres de large et bordée de stèles fut percée et devait être préservée à tout prix : quiconque construirait un bâtiment qui empièterait dessus serait empalé. Les constructeurs percèrent également des places et restaurèrent tout ce qui tombait en ruine.
D'autres aménagements importants furent entrepris pour maîtriser l'eau de la région de Ninive, afin d'améliorer la vie des habitants de la campagne et de la ville, la productivité des campagnes destinées à nourrir l'importante population de cette dernière, ainsi que de créer des espaces d'agrément,. Le cours du Khosr fut canalisé, contrôlé par deux nouveaux barrages et son débit fut augmenté par le détournement d'eau venant de la région haute au nord de la ville, amenée par différents ouvrages d'art dont le plus notable est l'aqueduc de Jerwan. Sennachérib fit ensuite identifier tous les points d'eau disponibles autour de Ninive pour augmenter les disponibilités, notamment en saison chaude. Cela a permis d'augmenter la zone cultivée autour de Ninive, d'alimenter de vastes parcs et jardins hors de la ville et à l'intérieur ; tout le paysage de la région entourant Ninive fut donc bouleversé, puisqu'on alla jusqu'à créer des marécages ainsi qu'une sorte de réserve naturelle d'agrément, dans l'espace rural.
Sennachérib concentra son œuvre sur le tell de Kuyunjik, où il édifia le grand « Palais sans rival ». Les récits du roi relatifs à la fondation de cet édifice sont abondants et fournissent de nombreux détails, même s'ils contiennent des incohérences (par exemple, les dimensions de la terrasse du palais diffèrent selon les versions du texte de fondation). Le palais fut construit sur la partie sud-ouest de la citadelle, sur l'emplacement d'un ancien palais qui tombait en ruine à cause de l'érosion provoquée par la rivière Khosr, qui coulait en contrebas. Le vieil édifice fut d'abord rasé, puis le cours de la rivière fut détourné pour pouvoir élargir les puissantes fondations du palais et les relever. Ce programme put être réalisé grâce à l'exploitation d'une nouvelle carrière de pierre destinée à la réalisation des sculptures (notamment à destination de la statuaire des taureaux androcéphales), ainsi que d'une nouvelle forêt de cèdres dans les montagnes, qui permettent de compléter les anciennes régions d'extraction de ces matières premières. Ces trouvailles sont célébrées par Sennachérib comme des miracles voulus par les dieux, qui ainsi marqueraient leur approbation envers son œuvre de construction. La décoration intérieure du palais fut également l'objet de nombreuses attentions et l'occasion de réalisations spectaculaires dont se glorifiait le roi, comme les statues géantes en cuivre et en bronze, les taureaux ailés sculptés, etc. Les autres palais de Kuyunjik furent restaurés, de même que les temples, et le vieil arsenal de Nebi Yunus.
Pour réussir son entreprise, Sennachérib dut donc mobiliser des ressources matérielles énormes venant parfois d'endroits éloignés de son royaume (notamment le bois et les métaux), mais il dut également mobiliser des moyens humains considérables. Une grande partie des travaux sont effectués par des déportés, mais aussi peut-être par des sujets d'Assyrie au titre de corvée. Les récits de construction ne cachent pas le fait que certaines de ces tâches étaient harassantes, notamment l'extraction et le transport de blocs de pierres ou de sculptures monumentales. Il fallut aussi employer en nombre plus réduit des artisans et ouvriers spécialisés, qui pouvaient venir de tout l'empire, mais aussi des maîtres d'œuvre sur lesquels il existe très peu d'informations.
L'inauguration des nouvelles constructions firent l'objet de fêtes. Quand il eut achevé son « Palais sans rival », Sennachérib invita Assur et les autres grands dieux d'Assyrie (en fait les statues de leurs grands temples) à un banquet somptueux au cours duquel il leur fit des offrandes, servant à assurer la protection divine pour l'édifice. Il décida des fêtes à d'autres occasions, notamment lors de l'achèvement du canal principal, faisant des sacrifices aux dieux pour la postérité de la construction et offrant même à l'occasion des vêtements et objets précieux aux personnes qui avaient participé à sa difficile construction, geste inédit dans les récits de construction assyriens.

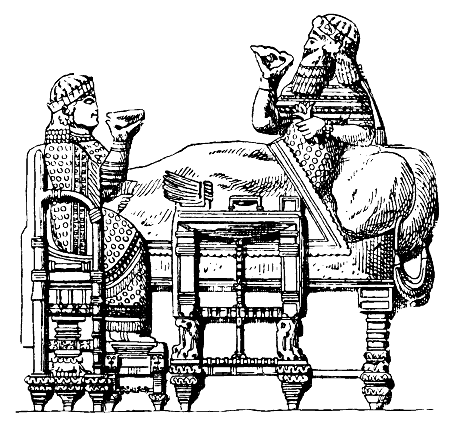
Assurbanipal en train de boire avec son épouse, d'après un bas-relief de son palais à Ninive.

Les successeurs de Sennacherib continuèrent à embellir la ville et à restaurer et améliorer certains de ses édifices. Sur le tell de Nebi Yunus, Assarhaddon reconstruisit l'arsenal. À Kuyunjik, Assurbanipal, après avoir occupé dans un premier temps le palais de Sennacherib, restaura un ancien palais déjà réaménagé, le bīt-redūti (« Maison de l'héritier ») : c'est le « Palais nord ».
L'importance de la population de Ninive à son apogée demeure une question. Si on évalue le nombre d'habitants possibles en fonction de l'espace enclos par les murs, en prenant en compte un taux de 100 habitants par hectare (très approximatif étant donné que tout l'espace n'était pas habité et que d'autres quartiers étaient densément peuplés), on arriverait à approximativement 75 000 habitants,.

### La chute de Ninive

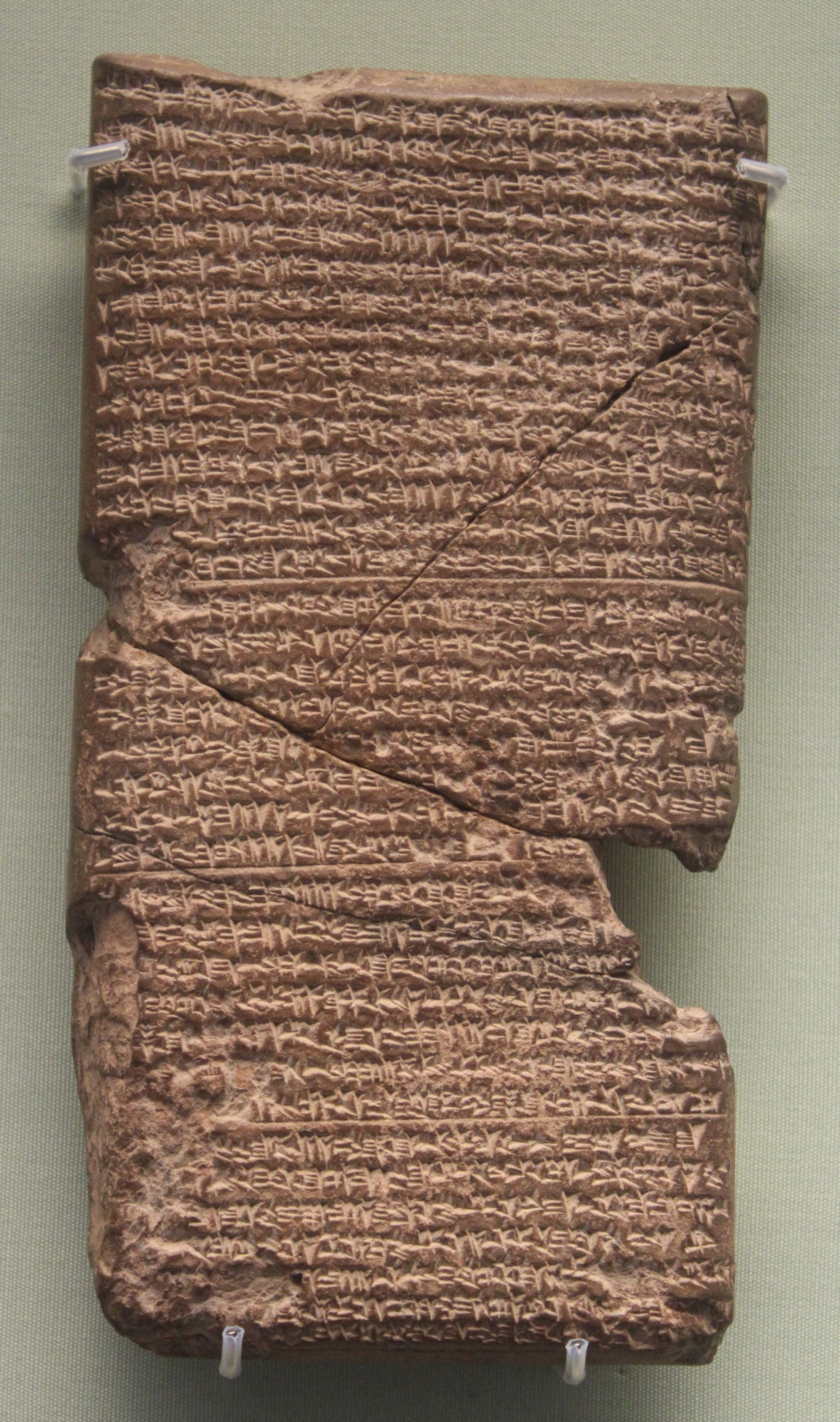
Tablette de la chronique babylonienne rapportant la chute de Ninive. British Museum.

Après la fin du règne d'Assurbanipal, l'Assyrie décline brutalement et se retrouve menacée en son cœur par les assauts des Babyloniens et des Mèdes,. En 614 av. J.-C., les Mèdes, seuls, mènent une campagne en Assyrie, campagne qui voit la chute d'Assur et un premier assaut sur Ninive, qui échoue cependant. Une seconde campagne est menée en 612, par les deux alliés ensemble, avec pour but la prise de Ninive. Le siège dure seulement trois mois, et la ville tombe ; le roi assyrien Sîn-shar-ishkun meurt durant ces combats. La ville est pillée et détruite, événement qui marque la fin de l'empire assyrien.

« La [14e année (612)], le roi d'Akkad (Babylone) rassembla ses troupes [et marcha sur l'Assyrie]. Le roi des Umman-manda (Mèdes) [se rendit] en présence du roi d'Akkad [et le roi d'Akkad et Cyaxare (le roi des Mèdes)] se rencontrèrent à [...]u. Le roi d'Akkad et son armée [traversèrent le Tigre, Cy]axare fit traverser le [Rad]anu et ils firent mouvement le long de la rive du Tigre ; au [mois de Siwan, le ...e jour, ils dressèrent le camp] devant Ninive. Du mois de Siwan au mois d'Ab, pendant 3 mois, [ils (?) ... (et)] ils livrèrent une rude bataille à la ville. Au mois d'Ab, [le ...e jour], ils infligèrent une écrasante [défaite] à un [gr]rand [peuple]. À ce moment mourut Sîn-shar-ishkun, le roi d'Assy[rie .. (?)..]. Ils prirent un important butin dans la ville et dans le temple et [réduisirent] la ville en un monceau de dé[combres]. »

— Extrait d'une chronique babylonienne rapportant la chute de Ninive.

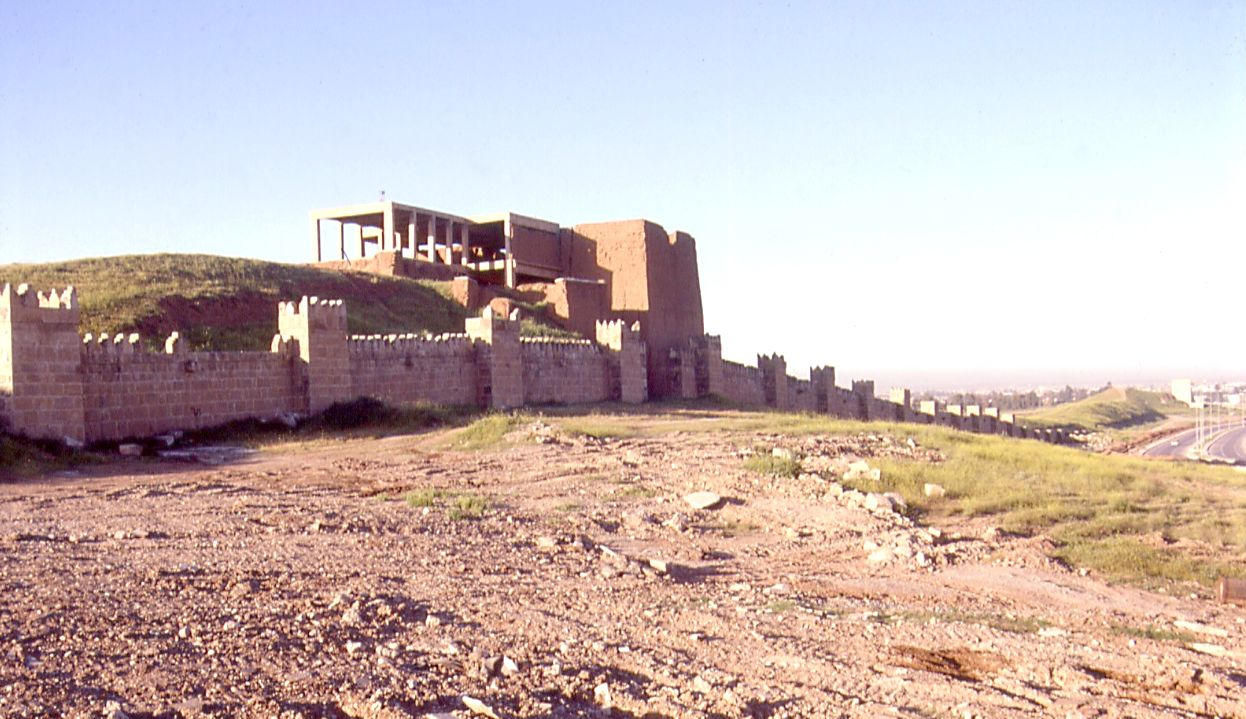
La porte d'Adad et un pan des murailles de Ninive, après reconstruction moderne.

Les fouilles de certaines portes de la cité ont apporté des éléments nouveaux sur le déroulement du siège et en particulier celles de Shamash, d'Adad et de Halzi. Elles témoignent de la préparation des Ninivites au siège, puisque leurs entrées sont rétrécies et que des tours de défense sont sans doute ajoutées à la troisième. Seule la porte d'Adad, au nord, et celle de Halzi, au sud, portent des traces d'attaque. Dans la seconde, on a retrouvé les cadavres d'une douzaine d'individus morts au cours de l'assaut final. Celle de Shamash, proche de la porte de Halzi, n'a en revanche livré aucune trace de combat. Selon D. Stronach, les assaillants auraient porté leurs attaques sur quelques points stratégiques de l'enceinte, aux extrémités nord et sud le cas échéant, pour profiter de la taille de la ville et obliger ainsi les défenseurs à se disperser. Il suppose également que les zones de la muraille bordant le Khosr ont dû faire l'objet d'assauts. Plusieurs traditions (narrées par Diodore de Sicile et dans le Livre de Nahum) rapportent qu'une inondation se serait alors produite, ce qui pourrait indiquer que la rivière a joué un rôle dans la chute de la ville.

### Période post-impériale
Les trois siècles suivant la chute de l'empire assyrien sont très mal connus, en ce qui concerne la région de l'ancienne Assyrie. Il n'y a en effet quasiment pas de textes provenant de cette région et aucun n'est clairement attesté comme venant de Ninive. La culture matérielle post-assyrienne n'a pas, par conséquent, pu être déterminée,,.
En tant que capitale et plus grande métropole assyrienne, Ninive fut la cible principale de l'assaut final des Babyloniens et des Mèdes en 612 av. J.-C. La ville subit un pillage et des destructions très violentes, même si rien n'indique que sa population fut massivement massacrée ou déportée. Les édifices principaux ont été détruits et quelques-uns sont partiellement réoccupés peu après : le temple de Nabû, une partie du palais Sud-Ouest ainsi qu'une partie à l'est de Kuyunjik, identifiés par les fouilleurs du site comme des niveaux de « squatters », c'est-à-dire de personnes qui réutilisent des pièces et des orthostates pour aménager un habitat dans ces ruines. Les alentours de la ville sont encore habités à l'époque achéménide selon le témoignage de Xénophon, de passage dans la région lors de la retraite des Dix Mille, vers 400 av. J.-C. Il rapporte dans son Anabase être passé avec son armée aux abords des ruines d'une ville appelée Mespila, couramment identifiée comme étant Ninive, et qui semble inhabitée à ce moment mais qui sert de refuge aux habitants de la campagne environnante du fait de ses murailles restées imposantes,.

### Périodes hellénistique et partho-romaine: le nouvel essor de Ninive
L'évolution politique de la Haute Mésopotamie après la chute de l'empire perse est complexe et elle est surtout connue dans les grandes lignes, la situation particulière de Ninive étant mal connue. Elle vit toutefois une reprise et redevient une ville importante au moins à la période de la domination des Parthes. Kuyunjik est apparemment encore habitée, ainsi que la ville basse au nord de Kuyunjik mais aussi au sud du Khosr, où ont été dégagés des bâtiments et des objets (des monnaies et des poteries) de cette époque. Des tombes voûtées ont également été identifiées sur la rive droite du Khosr à l'est de Kuyunjik.
Après la bataille de Gaugamèles remportée par le Macédonien Alexandre le Grand contre l'armée perse en 331 av. J.-C. et qui s'est probablement déroulée dans la plaine à proximité de Ninive, l'Assyrie passe sous domination grecque,. Elle est ensuite contrôlée par les rois séleucides, puis devient l'objet de conflits entre plusieurs royaumes qui se succèdent sur son sol : vers 141 av. J.-C., le roi des Parthes Mithridate Ier vainc une première fois les Séleucides, et ses successeurs chassent les rois grecs définitivement de Mésopotamie, après d'autres conflits. La situation politique de la Haute Mésopotamie sous la période parthe est complexe. Vers 80 av. J.-C., le roi Tigrane II d'Arménie étend temporairement son royaume sur le Nord de la Mésopotamie, qui repasse ensuite sous domination parthe malgré les tentatives romaines. Elle voit aussi le développement du royaume d'Adiabène qui change plusieurs fois d'alliance dans les rivalités des grandes puissances. En 116, lors de l'invasion de la région par Trajan, Ninive est intégrée à l’éphémère province romaine d'Assyrie, qui disparaîtra en moins d'un an. Durant les décennies suivantes, la Haute Mésopotamie vit une période tourmentée, car elle est située dans la zone de lutte entre Romains et Parthes puis Sassanides.
Il semble que Ninive devienne à un moment une cité grecque et une communauté de colons grecs s'y installe. Cette fondation remonte peut-être au règne de Séleucos Ier, fondateur de la dynastie des Séleucides, vers 300 av. J.-C., ou sous un de ses successeurs ; à moins qu'il ne faille retenir une date bien plus tardive, vers 80 av. J.-C., sous Tigrane II d'Arménie, souverain hellénisé. En réalité, nous sommes informés du fait que Ninive est une cité peuplée par une communauté grecque par des trouvailles provenant essentiellement de la période de la domination des Parthes. Des pièces de période séleucide et parthe ont en effet été trouvées dans la ville, qui a peut-être disposé d'un atelier de frappe de monnaies. Plusieurs inscriptions en grec ont été trouvées sur des objets exhumés à Ninive. Une colonne a été dédicacée à des dieux par un certain Apollophanes, stratège et épistate de la cité. L'œuvre d'art la plus remarquable de cette période est une statue de 50 cm de haut en calcaire représentant Héraclès Epitrapezios (identifié comme Hermès lors de sa découverte), réalisée par un certain Diogène au Ier siècle ou au IIe siècle de notre ère. Elle a été déposée dans un petit temple (de 3 mètres sur 4,4 mètres) dégagé dans la ville basse juste au nord de Nebi Yunus et dont le plan rappelle les anciens temples d'époque assyrienne. À proximité, on a retrouvé un ancien autel assyrien inscrit au nom de Sennachérib et réutilisé puis dédicacé par un magistrat local nommé Apollonios. Cette partie de la ville basse semble donc être importante durant les premiers siècles après Jésus-Christ. Cependant, ces traces d'hellénisation de la région ne remettent pas en question le fait que la région soit majoritairement peuplée d'Araméens, tandis que les Grecs perdent en importance au fil du temps.
| |  |  |
| Parures de l'époque parthe exhumées dans des tombes de Ninive : boucle de ceinture en or et boucles d'oreille en or et pierres précieuses. British Museum. |  |  |

Kuyunjik reste la partie principale de Ninive, sans doute celle où se trouvent les bâtiments publics les plus importants, notamment les temples. Des poteries, des restes de colonnes ou de statues de la période parthe y ont été exhumées. Deux trésors de monnaies contenant des pièces romaines et parthes du IIIe siècle apr. J.-C. ont été fouillés. Des tombes situées sur les ruines de l'ancien temple d'Ishtar ont livré un riche matériel, notamment des bijoux en or et pierres précieuses, datant probablement du début du IIe siècle après Jésus-Christ. Tout cela atteste de la prospérité de Ninive à cette période.

### Périodes sassanide et islamique: un important lieu de culte
Après la désastreuse campagne de l'empereur romain Julien face aux Perses Sassanides en 363 apr. J.-C., Ninive passe sous le contrôle de ces derniers qui y installent à leur tour une garnison frontalière,. La culture matérielle de la ville acquiert alors des traits perses qui se retrouvent dans les quelques découvertes de cette période (monnaies, sceaux, objets en verre, etc.), provenant généralement de Kuyunjik, l'habitat semblant alors se resserrer autour de ce tell et de celui de Nebi Yunus. En 627, la plaine de Ninive est le théâtre d'une bataille entre les troupes byzantines et sassanides. C'est un peu plus de dix ans plus tard, en 637/8 ou en 641/2 que Ninive est prise par les troupes arabo-musulmanes.

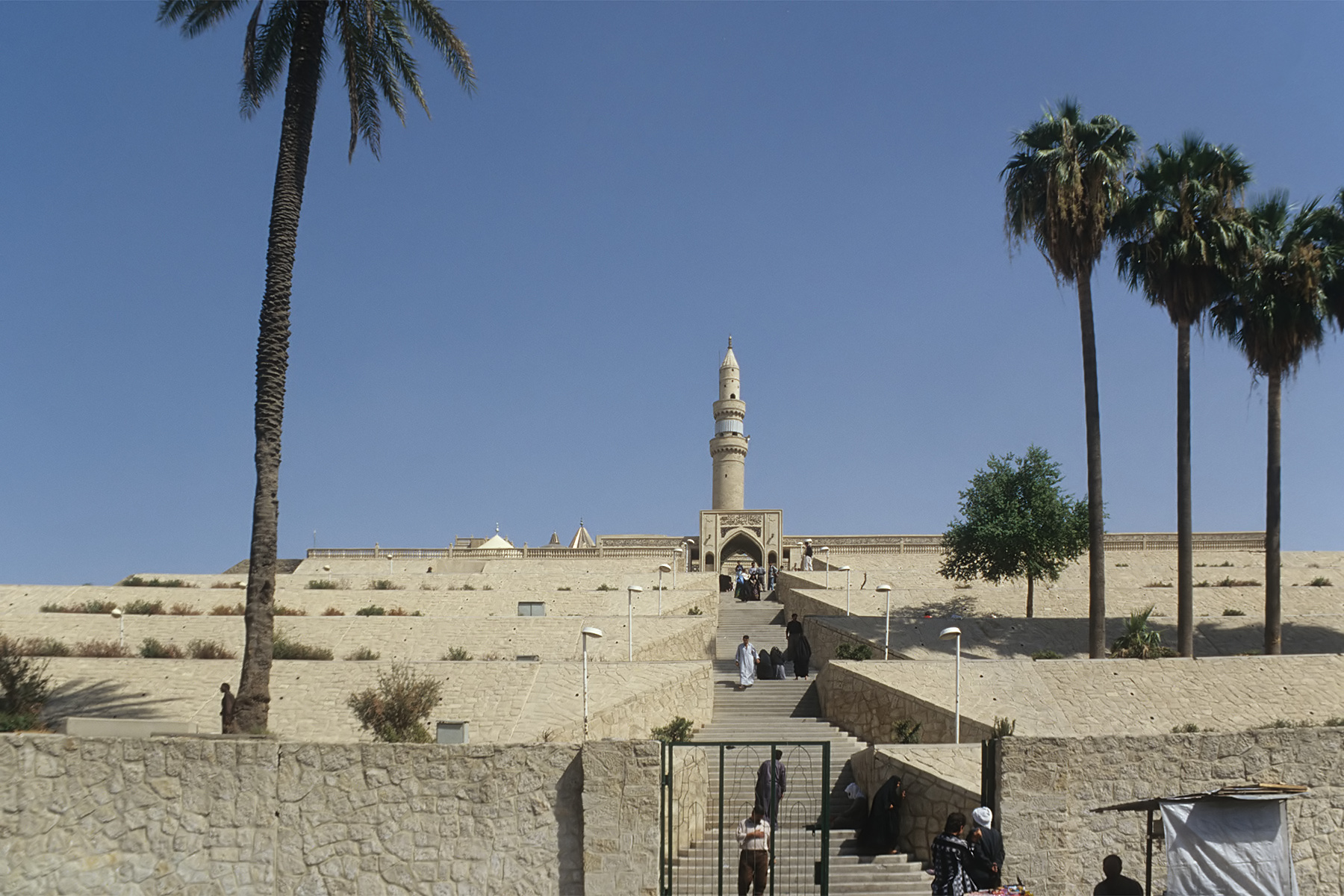
La mosquée du mausolée du prophète Jonas (Nebi Yunus) en 1999.

Sur le plan religieux, Ninive est alors devenue une cité chrétienne importante (tout en hébergeant une communauté juive elle aussi de taille notable), puisque s'y trouvent les sièges d'évêchés nestorien et jacobite, ce dernier étant occupé au VIIe siècle par le théologien Isaac de Ninive qui n'y reste que cinq mois, ce qui n'empêche pas qu'on l'associe couramment à cette ville. Un monastère nestorien est construit sur Nebi Yunus, sans doute en lien avec la légende rapportant la venue du prophète Jonas à Ninive,. Les souverains perses, bien que zoroastriens, tolèrent la religion chrétienne et restaurent parfois les monastères de la région. La même tolérance existe sous les premiers temps de la domination musulmane, mais une large partie de la population se convertit peu à peu à l'islam. Divers objets retrouvés à Kuyunjik attestent de la présence d'une communauté paléo-chrétienne dans la ville. Elle est notamment caractérisée par des poteries marquées d'une croix à branches de longueurs égales, motif qui se retrouve également sur une lampe en alliage à base de cuivre, et des plaques de stuc représentant des croix de différentes formes, qui sont des sortes d'icônes caractéristiques du christianisme de l'Irak des VIIe et VIIIe siècles.
Après la conquête arabe, Ninive décline face à sa voisine Mossoul, qui devient peu après la conquête une ville militaire (miṣr) et la capitale politique de la région, disposant d'une forte garnison, puis connaît une forte croissance. L'évêché nestorien de Ninive fut finalement fusionné à celui de Mossoul au IXe siècle. Cependant, une portion du site de l'antique capitale assyrienne garde une certaine importance : la colline de Nebi Yunus, qui passe pour porter le tombeau du prophète Jonas et qui a de ce fait le statut de lieu de pèlerinage, l'un des plus fréquentés de la Haute Mésopotamie,. Une mosquée remplace l'ancien monastère chrétien. Elle est entourée au Xe siècle d'une hôtellerie visant à accueillir les pèlerins, à l'initiative de l'émir de Mossoul, Nasir al-Dawla des Hamdanides. Elle voisinait également un cimetière où sont enterrés des personnes recherchant la proximité du lieu saint. Une source thermale située à l'est du tell (ʿAyn Yūnus) est également visitée par des malades cherchant la guérison. Ce site apparaît dans les textes arabes des époques médiévale et moderne comme le Tall al-Tawba, la « Colline du repentir », en référence à la mission qu'aurait accomplie Jonas sur ce lieu. Quant au tell de Kuyunjik, il apparaît sous le nom de Kalʿat Nunia, la « Citadelle de Ninive », ou plus simplement al-Kalʿa, « la Citadelle », en référence aux ruines qui s'y trouvent,. Son nom actuel est celui d'un village qui y est attesté au début du XIXe siècle, peuplé par des paysans de la minorité religieuse des Yézidis. Ils sont massacrés en 1836 au cours d'un des accès de violence religieuse qui agite alors la Haute Mésopotamie, et leur village est détruit, ce qui explique pourquoi les premiers fouilleurs purent explorer ce tell.

## Ninive à son apogée

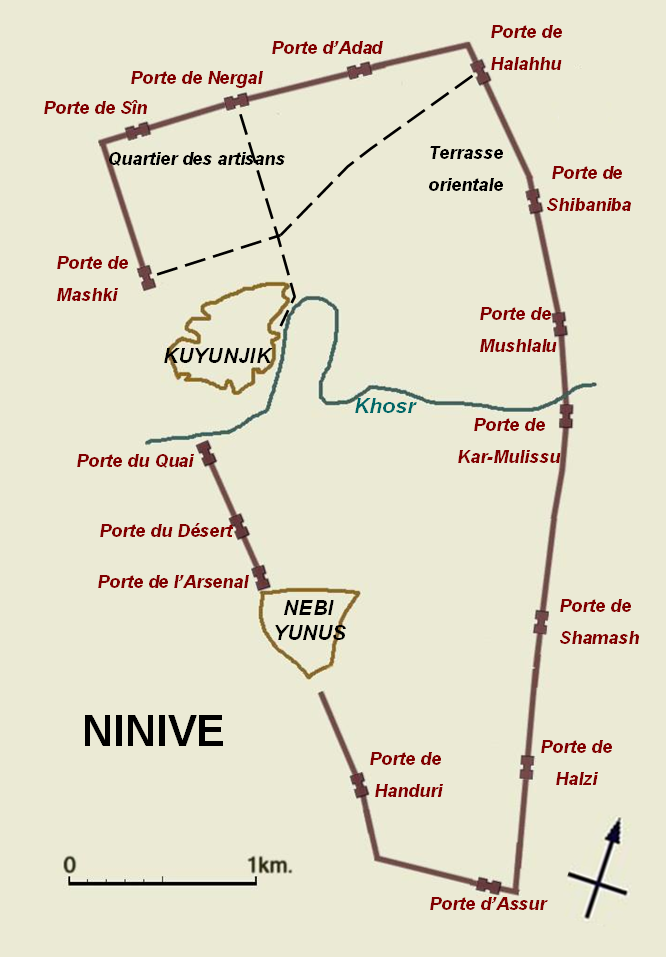
Plan simplifié de la ville de Ninive au

Après être devenue capitale de l'Assyrie sous Sennacherib, Ninive est l'une des principales villes du Moyen-Orient au VIIe siècle av. J.-C. Ce sont les niveaux archéologiques de cette période qui ont le plus attiré l'attention des différentes équipes de fouilleurs du site, ce qui justifie un développement plus long sur l'état de la ville à ce moment.
Ninive s'organise autour de deux tells séparés par la rivière Khosr : au sud, Nebi Yunus, et au nord, Kuyunjik. La première partie a été très peu explorée et semble avoir de toute manière été d'une moindre importance comparée à Kuyunjik. Hormis quelques temples, on y trouvait un ancien arsenal (ekal mašarti) restauré par Assarhaddon. L'espace urbain postérieur à l'œuvre de Sennacherib occupait une surface de 750 hectares entourés par une muraille de 12 km. Elle était alimentée en eau par divers canaux provenant des collines environnantes et les deux rivières bordant la cité.
Ninive était enfin un important centre cultuel. S'y trouvaient plusieurs temples. Tout d'abord, celui de la déesse principale de la ville, Ishtar de Ninive, et sa ziggurat, situés à Kuyunjik. La ville renfermait aussi d'importants temples dédiés à Nabû, Assur, Adad, etc.
Étant la dernière capitale voulue et construite par un monarque de l'empire assyrien, après les chantiers de Kalkhu sous Assurnasirpal II (883-859 av. J.-C.) puis Dur-Sharrukin sous Sargon II (722-705 av. J.-C.), le propre père de Sennacherib, Ninive est l'apogée de la tradition architecturale et urbanistique de cette civilisation. Cette métropole est un concentré des capacités des aménageurs assyriens : les travaux entrepris sous Sennacherib et ses successeurs attestent de leurs connaissances dans les aménagements hydrauliques alors que les ouvrages défensifs, les jardins, l'urbanisme, les constructions publiques et les palais royaux du tell de Kuyunjik témoignent d'un savoir-faire remarquable.

### Aménagements hydrauliques

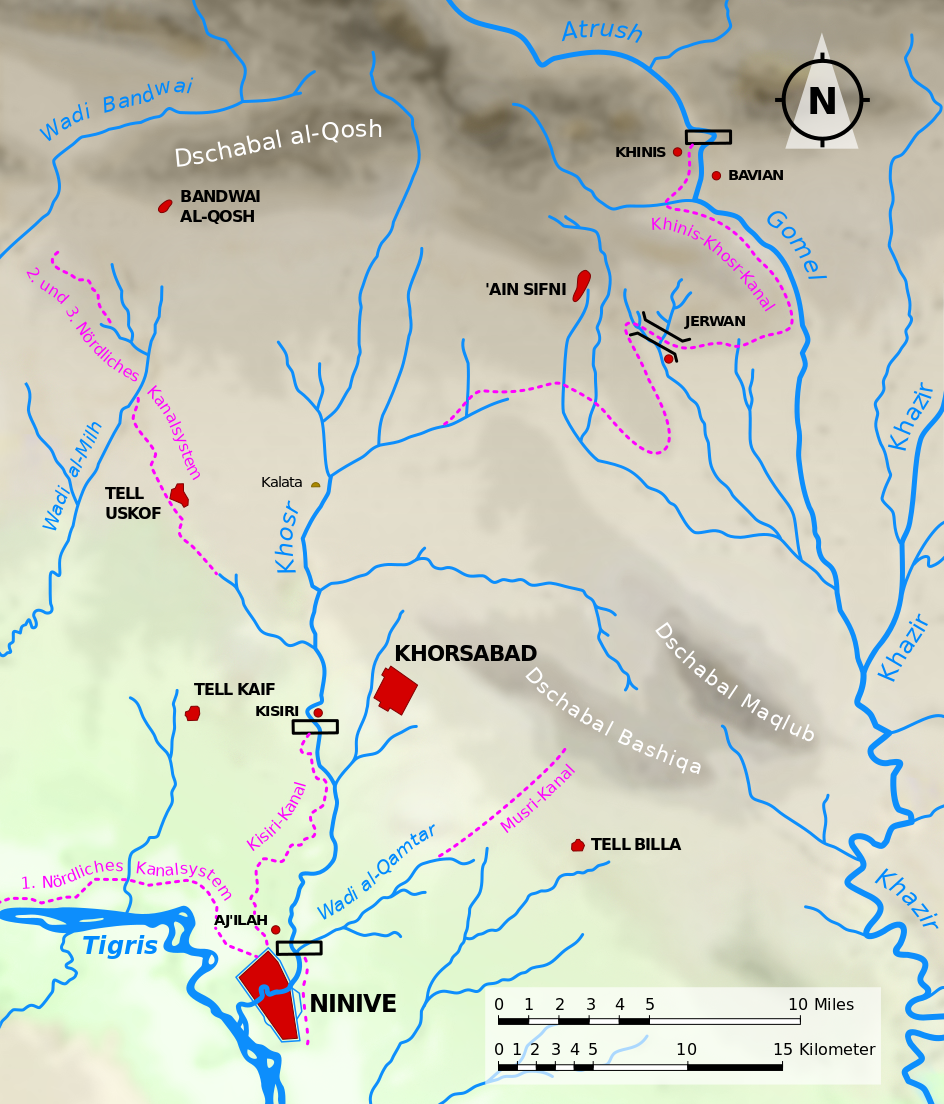
Localisation des principaux aménagements hydrauliques de la région de Ninive au

Bien que naturellement alimentée par le Khosr et proche du Tigre ainsi que de diverses sources naturelles, Ninive n'est pas suffisamment bien alimentée en eau pour pouvoir devenir la grande capitale que souhaite Sennacherib. Ce dernier cherchait surtout à arroser les jardins qu'il crée et à étendre la surface agricole servant à nourrir la cité. Le projet est donc d'ampleur régionale et il implique la rénovation des canaux existant, la création de nouveaux, ainsi que la construction de plusieurs barrages et d'autres ouvrages hydrauliques comme un aqueduc,. Sennacherib prétendit avoir fait aménager tous les points d'eau connus des alentours de Ninive. Cependant, ce dispositif ne suffit pas puisqu'il fallait aller capter l'eau de divers cours d'eau dans les régions hautes situées au nord de la ville.
Certains de ces aménagements ont été fouillés ou repérés sur le terrain et plus récemment par l'utilisation de photographies aériennes et d'images satellites,. Ces ouvrages ont aussi fait l'objet d'inscriptions de Sennacherib, accompagnées de bas-reliefs à Khinis et Maltai au nord de Ninive à proximité de certains ouvrages. Si ce roi se situe dans la continuité de ses prédécesseurs, qui ont également fait réaliser des aménagements hydrauliques importants autour des anciennes capitales assyriennes, une nouvelle fois il pousse la démarche à un niveau supérieur, ce qui impliquait la mobilisation de moyens considérables. Comme l'eau était captée dans une région au relief tourmenté, il fallait parfois creuser la roche et dégager de grands espaces. Ces aménagements supposaient des ingénieurs connaissant bien la topographie et le climat de la région, ainsi que le régime de ses cours d'eau. Finalement, ils ont modifié le réseau hydrologique de la région de Ninive et son paysage. Cela demandait une administration lourde et un entretien constant, et, quand l'empire assyrien s'est effondré, le système n'a pas duré, même si certains aménagements ont pu être restaurés localement pendant de longues périodes.

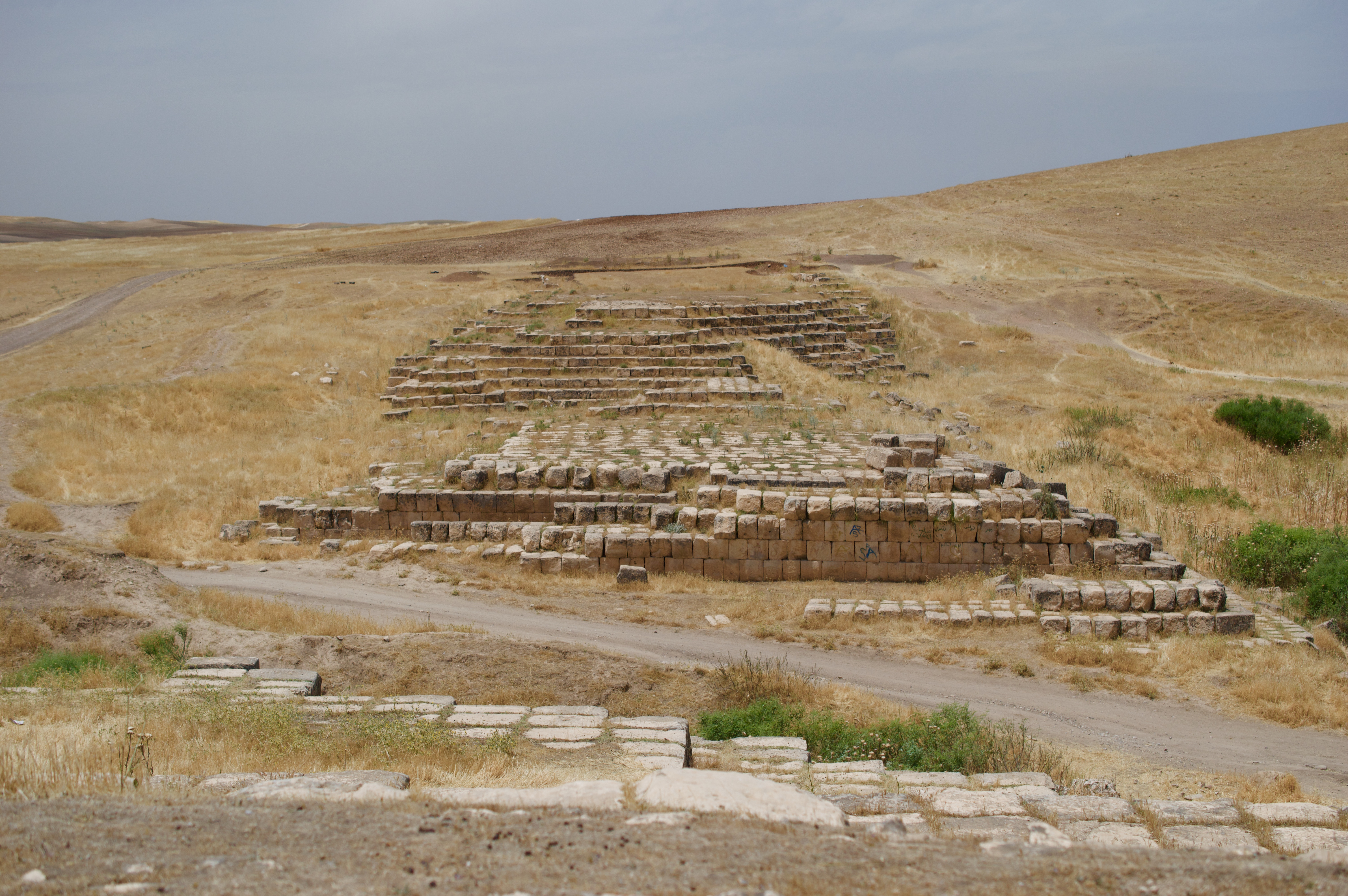
Ruines de l'aqueduc de Jerwan.

Plusieurs étapes peuvent être distinguées dans le programme de construction d'un réseau de canaux lors de l'extension de Ninive, qui dura principalement une quinzaine d'années, de 702 à 688 av. J.-C.,, La première phase vit la réalisation du canal de Kisiri qui reliait alors le nord de la ville et rejoignait le Khosr 13 kilomètres en amont, au niveau du barrage de Shallahat, proche de Dur-Sharrukin. Un barrage est construit sur le Khosr à Ajileh, juste en amont de Ninive. Les aménagements les plus importants sont réalisés plus au nord : un système de cours d'eau canalisés et de canaux creusés long d'environ 100 kilomètres servait à dériver les eaux de cours d'eau situés dans des régions de collines au nord-est, dont celles d'affluents du Grand Zab (qui se jette dans le Tigre en aval du Khosr). Sur son tracé, on a retrouvé un important aqueduc, à Jerwan, permettant au canal de franchir une vallée où coule un wadi. Il fait 280 mètres de long pour 22 mètres de large, et sa construction a demandé environ 2 millions de blocs de pierre. Le wadi et probablement une piste passaient sous l'aqueduc en son centre dans des passages voûtés. Le canal situé en amont de Jerwan est celui de Khinis, qui capte les eaux de l'actuel Gomel sur plus de 50 kilomètres. C'est sans doute le dernier à avoir été réalisé, et le plus long. Un autre système de canaux véhicule de l'eau provenant de plus au nord-ouest, vers Maltai.

« Sur une longue distance, depuis le fleuve Husur (le Khosr), je fis creuser un canal vers les prairies de Ninive ; par-dessus des wadis profonds je fis passer un pont de pierres blanches et je fis couler ces eaux dessus. »

— Inscription de Sennachérib sur l'aqueduc de Jerwan.
Les canaux sont de tailles diverses selon la quantité d'eau qu'ils devaient capter et transporter : celui de Khinis, en amont du barrage de Jerwan, faisait environ 6 mètres de large pour 2 mètres de profondeur car il captait encore peu de cours d'eau ; il s'élargit ensuite autour d'une vingtaine de mètres pour capter l'eau de nouvelles rivières. Par endroits, des canaux creusés avaient nécessité le dégagement d'un espace de près de 70-100 mètres de large (qui ne correspond pas forcément à la largeur du canal).

### Les remparts et les portes

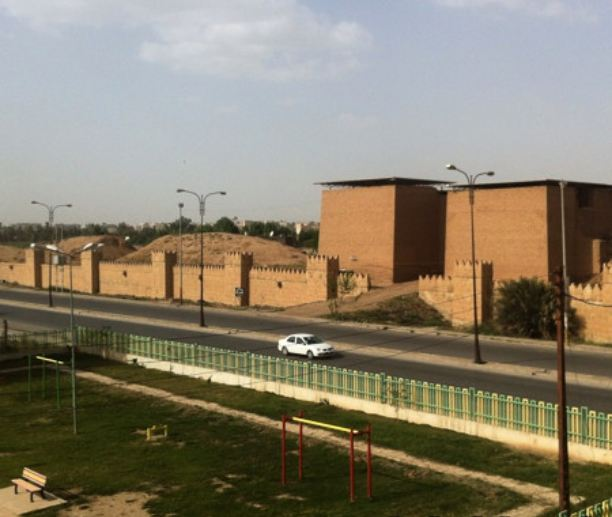
La porte de Mashki, après reconstruction.

Les murailles de la ville au temps de Sennacherib étaient un ouvrage impressionnant, qui a frappé l'imagination dès l'Antiquité : Diodore de Sicile lui attribue une longueur de 27 kilomètres. En réalité, la muraille était constituée de deux enceintes (une intérieure et une extérieure) qui encerclaient la ville sur une longueur d'environ 12 km, suivant un tracé de forme trapézoïdale. Les longs côtés étaient constitués par la partie est de la muraille qui courait sur environ 5 kilomètres et la partie ouest qui mesurait 4,1 kilomètres de long, tandis que les petits côtés mesuraient 2 kilomètres au nord, et 800 mètres au sud. Les murs étaient faits avec de grands blocs calcaires provenant de carrières situées 50 km en amont le long du Tigre, renforcés par des briques crues en argile. Le système défensif était très puissant, et, à certains endroits, son épaisseur approchait les 45 mètres, tandis que, selon les dires de Sennacherib, sa hauteur était de 25 mètres. Le nom antique des deux enceintes était évocateur quant à leurs fonctions : « mur dont l'éclat submerge l'ennemi » (en sumérien BÀD NÍ.GAL.BI KÚR.RA ŠÚ.ŠÚ) pour l'enceinte intérieure ; « mur qui terrifie le Mal » (BÀD NÍG.ERÍM HU.LUH.HA) pour l'enceinte extérieure. Des fossés d'environ 55 mètres de large avaient été creusés en avant des murailles et devaient donc être franchis par des ponts, dont deux ont pu être repérés en face des portes de Shamash et de Halzi. Les deux tells principaux étaient également protégés par une enceinte.
Dix-huit portes perçaient la muraille extérieure selon les textes de fondation les plus récents de Sennacherib, mais seulement une douzaine ont été localisées avec certitude. Au sud, la porte d'Assur accueillait les voyageurs ayant remonté le long du Tigre, depuis la direction de la ville du même nom. À l'ouest, la muraille comptait au moins cinq portes, et à l'est, six. Au nord, il y avait trois portes, portant respectivement les noms des dieux Adad, Nergal et Sîn, auxquelles elles étaient dédiées. Chacune de ces portes avait sa particularité, signe que les Ninivites portaient grande attention à ces édifices, censés frapper le visiteur à l'instant même où il pénètre dans la cité. Elles étaient de plus flanquées de tours défensives. La localisation de trois portes connues par les textes est discutée, le plus probable étant qu'elles soient situées sur la muraille ouest : celle de Handuri, celle du Quai et celle du Désert.
Plusieurs portes ont fait l'objet de fouilles, plus ou moins précises et certaines ont été partiellement restaurées par le Département des Antiquités irakiennes. La porte de Halzi, située au sud de la ville, est l'une des plus imposantes portes de Ninive et la mieux connue par les archéologues,. De forme rectangulaire, elle occupe environ 70 mètres dans la muraille orientale. L'entrée (de 7 mètres de large à l'origine) se trouvait dans un angle, et l'accès depuis l'extérieur s'y faisait par un pont. L'édifice s'organise autour d'une cour centrale de 45 mètres sur 19 mètres, où ont été dégagés 22 orthostates disposés sur le mur ouest. Huit tours de qualité différente protégeaient la porte, les moins solides ayant probablement été construites devant l'imminence du siège de la ville entre 614 et 612 av. J.-C., période qui vit également l'entrée être réduite à 2 mètres de large.
La porte de Mashki a été ciblée lors des destructions perpétrées par Daesh à Ninive en 2016. Par la suite des restaurations et fouilles y ont été entreprises, qui ont mis au jour en 2022 des fragments de bas-reliefs semblables à ceux qui ornaient les palais royaux.

### La ville basse
D'abord relatée dans la description qu'en donne Sennacherib, dans les textes relatant les aménagements qu'il fit faire à Ninive, la ville basse est un peu mieux connue à la suite de prospections menées dans sa partie nord à la fin des années 1980, limitées toutefois par la progression de l'urbanisation sur le site. La ville basse de Ninive est coupée en deux par le cours du Khosr. Ce dernier et les autres cours d'eau et fossés de la ville étaient franchissables par plusieurs ponts, les emplacements de certains ayant pu être repérés. Plusieurs grandes avenues, dont certaines étaient pavées, reliaient les portes principales. La plus importante était la « Voie royale », qui aurait mesuré environ 28,50 mètres ou plus de large et était délimitée par des stèles sur ses côtés.

« En ce temps-là, j'agrandis le site de Ninive, ma cité royale. J'élargis ses rues afin qu'elles conviennent à une "voie royale" et les fis briller comme le jour. Afin qu'à l'avenir la voie royale ne puisse pas devenir plus étroite, je la fis border de stèles qui se faisaient face. Je donnais à cette voie une largeur de 62 grandes coudées, jusqu'à la porte du Parc. Si jamais un habitant de cette ville détruit sa vieille maison pour en bâtir une autre et fait empiéter les fondations de sa maison sur la voie royale, on l'empalera sur un pieu planté sur sa maison. »

— Inscription de Sennachérib sur la « Voie royale ».
S. Lumsden a proposé d'identifier les fonctions de différentes parties de la ville : au nord de Kuyunjik, et dans la partie située entre ce tell et Nebi Yunus, on aurait trouvé les résidences des élites, tandis que la partie située au sud de Nebi Yunus aurait eu une fonction surtout militaire. La partie orientale de la moitié nord aurait été occupée par une « Terrasse orientale », où se trouvaient peut-être des jardins internes à la ville, en sachant qu'il y en avait aussi à l'extérieur à proximité des murailles, probablement le long du cours du Tigre, à l'ouest.
Avant que Sennacherib n'étende le périmètre de Ninive, la ville basse occupait un espace au nord du tell de Kuyunjik nommé la « Vieille ville ». Les prospections y ont identifié pour le VIIe siècle av. J.-C. un ensemble de résidences luxueuses organisées autour de cours centrales vastes, avec de larges rues délimitant les îlots d'habitation. Il s'agit donc manifestement d'un quartier d'élites, situé à proximité du centre du pouvoir. Au nord de celui-ci, et jusqu'aux murailles, un quartier d'artisanat à l'habitat plus tassé a été repéré. Des ateliers de potiers et de métallurgistes ont été repérés. Ces deux quartiers étaient bordés à l'est par une large voie reliant la porte de Nergal à Kuyunjik, peut-être la « Voie royale ». La partie nord-est du site est moins bien connue. Elle comprenait elle aussi des ateliers de céramique.
Au sud du Khosr, plusieurs édifices ont été repérés. Un premier a été identifié comme étant un bīt hilāni (type de bâtiment d'origine syrienne caractérisé par un portique à colonnes servant d'entrée), en raison des bases de piliers repérées, ce qui est en fait insuffisant pour le définir comme un édifice de ce type. À proximité, un bâtiment de type palatial a été exploré, organisé autour d'au moins une grande cour, qui a livré deux tablettes cunéiformes. Des abreuvoirs à chevaux portant des inscriptions au nom de Sennacherib ont également été mis au jour près des murailles juste au nord de Nebi Yunus.
La partie est de Ninive, au nord du Khosr, a vu la réalisation d'un aménagement original lors des travaux entrepris par Sennacherib : la « Terrasse orientale ». Surélevée par rapport au reste de la cité basse, S. Lumsden en a proposé une fonction spécifique dans le projet de Sennachérib qui concernait aussi la vie des habitants de la capitale. Selon lui, elle procurait un espace d'où admirer un panorama de la métropole au temps de son apogée. En effet, elle était probablement ouverte au public, car elle n'était pas fortifiée à la différence des citadelles de Kuyunjik et Nebi Yunus. C'est peut-être un des endroits où se trouvaient des vergers et jardins à l'intérieur de la ville, évoqués dans les récits sur la construction de Ninive. D'autres propositions sont possibles telles : fonction cérémonielle, espace commercial ou récréatif, etc.

### Les jardins de Ninive

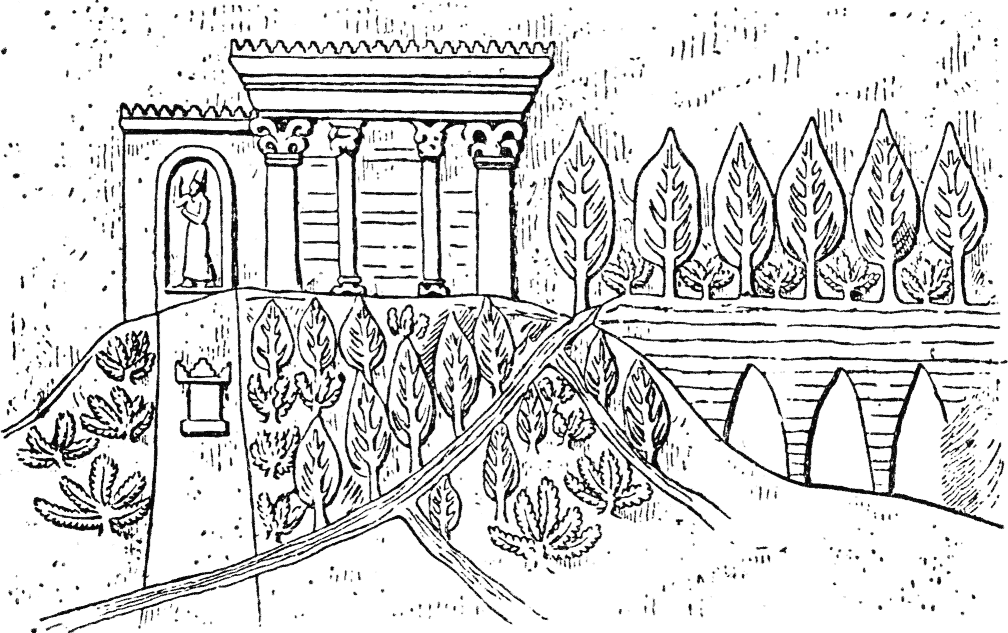
Représentation des jardins royaux de Ninive, d'après un bas-relief du palais nord, peut-être localisés sur la « Terrasse orientale ».

Des jardins avaient été aménagés en divers points de la cité, à l'intérieur des murs, mais aussi à l'extérieur le long des deux cours d'eau alimentant la ville et des canaux. Leur repérage sur le terrain est plus problématique et leur localisation est pour l'instant de l'ordre de l'hypothèse. Ils ont eu une fonction cruciale dans l'idéologie du pouvoir des rois qui les ont fait construire. S'y trouvait une grande quantité d'essences d'arbres, surtout des arbres fruitiers, de la vigne, le relief et l'espace étant parfois modifiés pour imiter les régions montagneuses ou marécageuses. Ainsi, les rois reproduisaient en miniature les régions qu'ils avaient conquises, et introduisaient dans leurs jardins des plantes inconnues en Assyrie, comme le cotonnier, appelé « arbre à laine ». Pour leur agrément, ils construisaient des petits édifices, où ils pouvaient donner des banquets. Des animaux exotiques venant des pays conquis étaient également introduits pour le bon plaisir des rois et surtout montrer l'ampleur de leur pouvoir, car ils symbolisaient la domination exercée par les souverains sur les pays d'où ils venaient, et leur capacité à recréer un espace fertile plein de vie dans un lieu auparavant désertique. Il s'agissait donc non seulement de jardins, mais aussi de sortes de zoos, de véritables parcs, solidaires de la conception du pouvoir et du monde de la royauté assyrienne.

« Pour contrôler le flot de ces eaux (du fleuve et des canaux), je fis un marais et y plantai une cannaie. J'y laissai en liberté des hérons, des sangliers et des cerfs. Par la volonté divine, dans les jardins au sol fraîchement labouré, poussèrent en abondance de la vigne, toutes sortes d’arbres fruitiers, des oliviers et des arbres aromatiques. Des cyprès, des mûriers (?), ainsi que toutes sortes d'arbres, y poussèrent en grande taille et eurent des rejets. Les marais se développèrent rapidement. Les oiseaux du ciel, les hérons dont la région d'origine est lointaine, y firent leurs nids. Les sangliers et les cerfs y donnèrent naissance à une multitude de petits. Je coupai les cyprès et les mûriers qui avaient grandi dans les jardins, ainsi que les roseaux des marais et je les utilisai pour la construction de mes palais royaux. On récolta du coton (« on tondit les arbres porteurs de laine ») et on en tissa pour faire des vêtements. »

— L'aménagement des parcs royaux de Ninive, d'après une inscription de Sennachérib.
Suivant les descriptions des bas-reliefs des palais et des textes, les jardins étaient alimentés par des aqueducs, et peut-être même par des conduites amenant l'eau sur des terrasses surélevées. Si on accepte l'existence de tels jardins surélevés, on peut suivre la proposition de Stephanie Dalley (en) selon laquelle il faudrait chercher à Ninive l'origine des « jardins suspendus de Babylone », qui ne se trouveraient en réalité pas dans cette dernière cité (où ils ne sont attestés ni dans les textes ni par l'archéologie), mais plutôt à Ninive, où les indices seraient un peu plus consistants (mais pas déterminants). La proposition de Dalley a fait l'objet de diverses critiques. L'existence de « jardins suspendus » n'est en réalité pas plus certaine en Assyrie qu'en Babylonie, vu qu'ils ne sont pas explicitement évoqués dans les textes ni repérés sur place, mais peut-être représentés sur un bas-relief, qui peut s'interpréter autrement. Il est impossible de savoir en quoi auraient consisté exactement ces éventuels jardins surélevés, quelle apparence ils auraient prise, quels mécanismes auraient été en jeu.

### Nebi Yunus, l'arsenal de Ninive

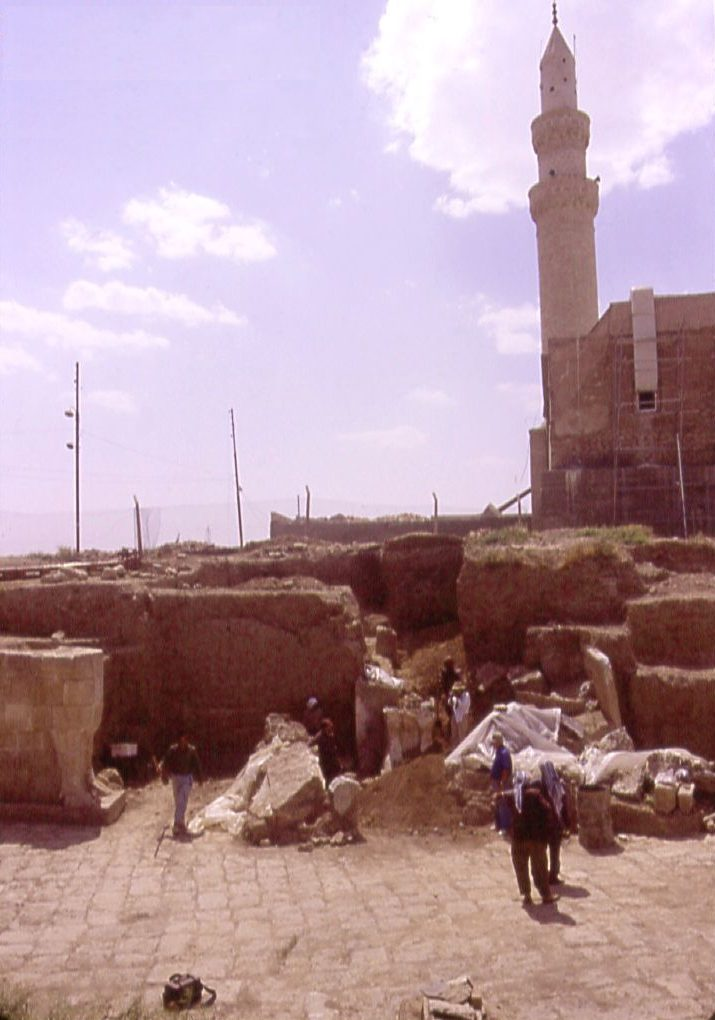
Fouilles sur le tell de Nebi Yunus, 1990 ; la mosquée en arrière-plan.

Sur une surface de 14 hectares, situé à environ 1 kilomètre au sud de Kuyunjik, le tell de Nebi Yunus (« Prophète Jonas ») est, comme son nom l'indique, le lieu où la tradition veut que le prophète Jonas ait été enterré. Ce dernier aurait en effet été envoyé à Ninive par Dieu, ce que relate le Livre de Jonas, qui sert de source sur l'histoire de Ninive et de sa chute, et a beaucoup compté dans la préservation de la mémoire de la cité après sa destruction. Ce tell est donc un lieu saint, qui attire des pèlerins, et est surmonté d'une mosquée, en plus d'un village. Cela a donc empêché d'y faire des fouilles de grande dimension, même si quelques campagnes ont pu être effectuées au bord du tell par des équipes irakiennes.
En l'absence de fouilles importantes sur place, il est impossible de savoir quand commence le peuplement de ce tell. Les connaissances des archéologues reposent essentiellement sur des trouvailles épigraphiques effectuées sur le tell et ailleurs, notamment des inscriptions de fondation laissées par les rois assyriens ayant entrepris des constructions sur le site, avant tout Sennachérib et son fils Assarhaddon. La plus ancienne attestation de construction sur le site remonterait au règne d'Adad-nerari III (882-859 av. J.-C.), mais c'est à partir du règne de Sennachérib que l'on dispose de connaissances correctes sur le tell, qui entre dans son programme de travaux à Ninive.
Les textes des rois assyriens nous apprennent qu'ils avaient bâti sur ce tell un arsenal, appelé ekal kutalli (« palais arrière » ou « palais de la réserve (militaire) ») ou ekal mašarti (« palais de la revue (militaire) »). Sennachérib dit avoir détruit un bâtiment plus ancien dont on ignore la nature exacte, pour construire cet édifice. Si on se base sur les fouilles effectuées dans l'arsenal de Kalkhu et la description qu'en donnent les textes de Sennachérib, ce bâtiment dispose de bâtiments résidentiels s'apparentant à un palais royal à côté desquels se trouve l'arsenal à proprement parler,. Il sert de quartier général aux armées assyriennes. Nebi Yunus avait donc une fonction militaire, comportant des magasins, des ateliers de fabrications d'armes, des étables pour chevaux. C'est également là que l'on entreposait une partie du butin de guerre rapporté par l'armée d'Assyrie. Sennachérib dit avoir bâti deux ensembles de bâtiments résidentiels, probablement avec une salle du trône et des appartements, l'un dans un style « assyrien », l'autre dans un style « du Hatti », en fait de Syrie, donc probablement une construction de type bīt-hilani. Assarhaddon entreprend à son tour un programme de constructions autour de l'arsenal, qui est considérablement agrandi. Une de ses inscriptions indique la fonction de l'édifice : « maintenir le campement (et) garder les chevaux, les mulets, les chars, l'équipement militaire, les instruments de guerre, et le butin fait sur l'ennemi ». Il s'attache surtout à faire de la partie résidentielle un palais royal plus vaste. C'est la construction la plus importante entreprise par ce souverain à Ninive et c'est peut-être là qu'il réside une partie de l'année. Son fils Assurbanipal effectue également des travaux dans l'arsenal.
Les fouilleurs irakiens ont retrouvé sur Nebi Yunus divers objets en 1954, dont quelques tablettes, un prisme inscrit d'Assarhaddon, et des pièces de butin rapportées par les rois assyriens à la suite de campagnes victorieuses, notamment trois statues du pharaon Taharqa et une statuette en bronze de la déesse égyptienne Anoukis. Ils ont également dégagé au nord-est du tell une porte monumentale menant à l'arsenal, dont les montants sont gardés par des taureaux androcéphales comme il est habituel dans les palais assyriens. Lors de travaux de restauration dans le sanctuaire de Jonas, au milieu des années 1970, les ouvriers ont mis au jour un fragment de bas-relief sur orthostates, représentant des personnages conduisant des chevaux. Par la suite lors de l'occupation du site par l'État islamique, après la destruction du mausolée de Jonas, les Djihadistes ont creusé des galeries dans le tell (apparemment pour prendre des objets d'art et les revendre) et mis au jour des éléments du palais d'Assarhaddon qui ont pu être explorés après la reprise du site par les troupes irakiennes, notamment fragments de bas-reliefs, et des inscriptions murales.

### Kuyunjik, le cœur de l'empire assyrien

Plan de localisation des zones fouillées des bâtiments principaux du tell de Kuyunjik, avec leur extension possible (une grande partie des palais n'a pas été dégagée).

Le cœur de Ninive est le tell de Kuyunjik, qui tient son nom d'un village établi sur son bord nord-est avant les premières fouilles, qui signifierait en turc « petit mouton ». C'est la partie la plus anciennement peuplée, depuis le VIIe millénaire av. J.-C., celle autour de laquelle elle s'est développée et qui a fait de loin l'objet du plus de campagnes de fouilles car elle était quasi déserte quand les archéologues ont investi le site. Il s'étend sur plus de 40 hectares, mesurant sur sa longueur maximale environ 1 kilomètre et 600 mètres sur sa largeur maximale et surplombe aujourd'hui la plaine environnante de plus de 30 mètres. Après les travaux de Sennachérib, c'est le centre de l'empire assyrien, où se trouvent les palais royaux principaux, la famille royale, la cour, et les archives royales. Ce tell conserve sa fonction traditionnelle d'espace sacré, car on y trouve le temple de la divinité tutélaire de la ville, Ishtar de Ninive, qui a une fonction importante dans l'empire assyrien, avec sa ziggourat qui dominait toute la ville, ainsi que le temple du dieu Nabû.

#### Les temples
Le centre du tell de Kuyunjik est occupé par un groupe de temples, dont l'établissement doit remonter aux périodes les plus anciennes du site. Le temple d'Ishtar de Ninive, déesse tutélaire de la cité aussi connue sous les noms de Shaushga, Inanna, Ninlil/Mullissu, déesses de diverses origines unies par syncrétisme, ou encore sous l'épithète « Dame de Ninive », est le principal lieu de culte de la cité. Il est connu sous le nom sumérien É.MÈŠ.MÈŠ ou É.MAŠ.MAŠ, mais apparaît aussi sous le nom de É.GAL (« grande maison/temple » en sumérien), qui généralement désigne un palais, ou encore bīt nathi (« maison/temple du lit », le second terme étant d'origine hourrite), qui semble désigner plus spécifiquement les appartements de la déesse dans le temple, où avaient lieu les rituels majeurs. Lors de ses fouilles qui n'ont dégagé qu'une partie de l'édifice, une trentaine de phases ont été distinguées, s'étendant au moins du IVe millénaire au VIe siècle av. J.-C. Les datations et parfois même la pertinence de toutes ces phases font l'objet de discussion, notamment en raison de relevés de fouilles imprécis. C'est un édifice particulièrement important pour la connaissance du site, grâce aux nombreuses trouvailles d'objets et d'inscriptions qui y ont été effectuées, car il s'agissait du cœur historique de Kuyunjik, qui a fait l'objet de nombreuses attentions de la part des souverains dominant la Haute Mésopotamie au moins à partir du début du IIe millénaire av. J.-C. Si l'on se fie à l'inscription laissée par Samsi-Addu lors de sa reconstruction au XVIIIe siècle av. J.-C., Manishtusu d'Akkad l'aurait (re)bâti au XXIIIe siècle av. J.-C., mais cela n'est pas vérifiable. Il est en tout cas constamment rénové par les souverains assyriens jusqu'à la chute du site. Pour l'époque néo-assyrienne, le premier chantier de rénovation important date du temps d'Assurnasirpal II au IXe siècle av. J.-C. puisque des clous de fondation, des dalles sculptées et des briques émaillées ont été retrouvés. Sennacherib le place dans la liste des monuments de la ville qu'il a restaurés, mais les traces de ses travaux sur place sont maigres. Assurbanipal est le dernier à organiser la décoration de l'édifice et de sa ziggurat.
Localisé au centre même du tell, ce temple est mal connu en raison de ses fouilles incomplètes. Les reconstitutions proposées par J. Reade semblent indiquer que son plan n'a pas subi de grands changements depuis le temps de Samsi-Addu. Il est de forme rectangulaire et d'orientation sud-ouest/nord-est, mesure environ 55 mètres de large pour au moins 106 mètres de long. L'entrée semble s'effectuer par le côté sud-ouest, qui mène à l'époque néo-assyrienne à une première cour menant à une seconde plus vaste qui occupe le centre de l'édifice. La cella abritant la statue de la déesse et son trône se trouvait manifestement dans la continuité vers le nord-est, mais elle n'a pas été dégagée. Le temple était associé à une ziggurat dédiée elle aussi à Ishtar, dont il ne reste plus rien et qui n'est donc connue que par des inscriptions royales et une prière néo-assyrienne à la déesse. Samsi-Addu lui attribue à elle aussi une première construction sous Manishtusu. Il se charge de l'agrandir, et plus tard elle est restaurée par Salmanazar Ier puis par les rois Sargonides. Elle était peut-être située juste au sud-ouest du temple, en face de l'entrée principale de celui-ci et également du palais sud-ouest, au point le plus élevé de Kuyunjik et donc de toute la ville. Un dernier édifice associé au culte d'Ishtar de Ninive était son bīt akītu connu uniquement par des inscriptions des rois néo-assyriens (mais peut-être existant dès l'époque médio-assyrienne) y ayant entrepris des travaux. Sa localisation sur Kuyunjik ; il est peut-être à chercher vers le nord ou l'ouest du grand temple. Il s'agit d'un type d'édifice cultuel courant dans les grandes villes babyloniennes et adopté en Assyrie, servant lors de la grande fête nommée akītu qui avait généralement lieu lors du Nouvel An, durant laquelle une grande procession reliait le temple principal d'Ishtar au bīt akītu, la statue de la déesse faisant le trajet sur son chariot processionnel. Un autre bīt akītu semble avoir été bâti par Sennachérib, mais hors des murs de Ninive, comme cela était courant pour ce type de bâtiment.
C'est dans le temple qu'a notamment été découverte la tête en bronze d'un souverain de la dynastie d'Akkad (peut-être Naram-Sîn), qui est considérée comme l'une des plus belles œuvres d'art de la Mésopotamie antique. De nombreuses autres trouvailles d'objets de culte ou de tablettes ont également été réalisées dans le secteur du temple d'Ishtar.
Plusieurs autres temples du tell de Kuyunjik sont connus uniquement par des textes, dédiés à Assur, Kidmuri (un aspect d'Ishtar) et aux Sibitti. Un seul autre a été dégagé au cours de fouilles, à savoir le temple d'époque néo-assyrienne dédié à Nabû, situé au nord du temple d'Ishtar. Il était nommé É.ZI.DA (« Temple juste »), comme d'autres temples de ce même dieu connus à Kalkhu et Borsippa. Sa construction semble attribuable à Adad-nerari III vers 788-787 av. J.-C., fervent dévot du dieu, et il a fait l'objet de rénovations sous Assurbanipal. La partie qui en a été dégagée constitue un ensemble de forme trapézoïdale, bâti sur une terrasse, et s'organisant autour d'une cour centrale de 35 mètres sur 26 mètres. Le temple s'étendait peut-être plus loin sur le côté sud-ouest, dans un espace non fouillé. Une bibliothèque (girginakku) y était conservée, Nabû étant le dieu de la sagesse. Les autres temples connus par les textes étaient dédiés à Ishtar de Kidmuri (une ville assyrienne), au dieu national assyrien Assur, aux Sibitti, groupe de sept divinités guerrières, aux divinités astrales : Sîn (le dieu-lune) et Shamash (le dieu-soleil), associés dans le même lieu de culte comme c'est le cas à Assur, et également au dieu de l'orage Adad, disposant d'une ziggurat, ce qui fait que deux édifices de ce type se trouvaient sur l'acropole de Ninive.

#### Les palais royaux

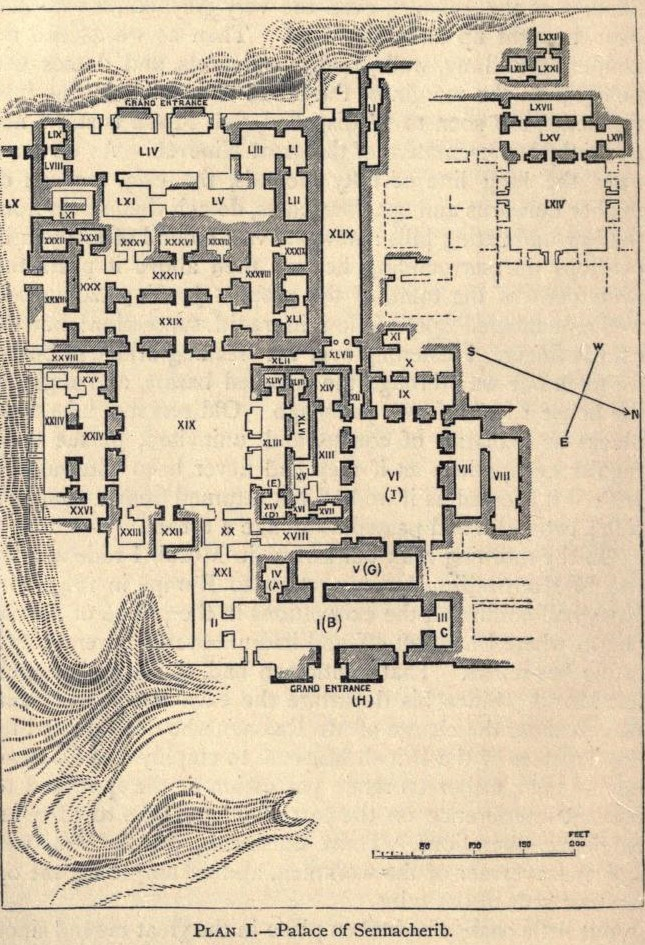
Plan des zones fouillées du palais sud-ouest, d'après le plan de Campbell-Thompson.

Ninive a servi de résidence royale temporaire à plusieurs reprises avant le règne de Sennachérib, et possédait donc un palais sur le tell de Kuyundjik au moins à partir du IXe siècle av. J.-C. Les fouilles de Campbell Thompson et Hutchinson ont ainsi dégagé les ruines d'un édifice palatial ayant livré plusieurs inscriptions d'Assurnasirpal II (883-859) qui y a sans doute résidé au début de son règne. Ils y ont retrouvé des fragments de décoration murale : peintures représentant des rosettes et des personnages, certaines étant des scènes militaires peintes sur des orthostates qui sont donc des précurseurs des bas-reliefs ultérieurs.
Les différents palais royaux de Kuyunjik datés de la période finale de l'empire assyrien (VIIe siècle av. J.-C.), servant de centre de l'empire à partir du règne de Sennacherib, sont l'aboutissement d'une longue tradition de constructions de ce type d'édifices entamée dès le IXe siècle av. J.-C. par Assurnasirpal II à Kalkhu, et poursuivie par ses successeurs sur le même site puis à Dur-Sharrukin. Il s'agit du type de monument le plus impressionnant et représentatif de la civilisation assyrienne, qui n'a pas d'équivalent dans le reste du Proche-Orient ancien avant les palais perses achéménides, qui ont largement repris la tradition assyrienne.

« Je conférai ainsi à tout ce palais la perfection qu'il convenait ; de son ensemble j'élevai le faîte afin de provoquer l'admiration de tous les peuples et lui donnai pour nom celui de "Palais sans rival" »

— Inscription de Sennachérib.
Cette longue expérience assyrienne culmine dans l'édifice qui s'élève au sud-ouest de Kuyunjik, le « Palais sans rival » (ÉGALZAGDINUTUKUA en sumérien, employé pour les noms cérémoniels) de Sennacherib, appelé aussi « Nouveau palais » (bītu eššu) dans les textes antiques, et dénommé « Palais sud-ouest » par Layard lors des fouilles. C'est un ouvrage massif érigé au rebord du tell, surplombant le cours du Khosr,,. Il était bâti sur des fondations d'une profondeur d'une vingtaine de mètres, et mesurait à l'aboutissement des travaux (qui se sont étalés entre 700 et 691) environ 500 mètres de long sur 200 mètres de large, selon les chiffres donnés par Sennacherib, problématiques puisqu'ils varient selon les versions de ses récits de construction (les plus tardifs prenant manifestement en compte des travaux d'extension). Ces données sont invérifiables dans la mesure où tout l'édifice n'a pas été dégagé par les archéologues (qui ont œuvré sur environ 200 m2), dont les techniques de fouilles, orientées vers la découverte de sculptures et objets, n'étaient du reste pas propres à assurer une bonne préservation et une bonne connaissance de l'organisation de l'édifice. La partie dégagée est organisée autour d'une vaste cour intérieure (cour XIX, 38,5 × 42,5 mètres) desservant des unités constituées de cours secondaires et de salles parallèles (peut-être des suites de réception) qui étaient décorées par des séries de bas-reliefs. Elle devait correspondre au secteur public (babānu) attesté dans les autres palais néo-assyriens. Une salle allongée (B dans la classification de Layard, I dans celle de Campbell-Thomson, approximativement 51 × 12,25 mètres), située dans la partie nord-est de la zone fouillée semble correspondre à la salle du trône, précédée par une autre salle allongée (G/V) qui ouvrait sur une grande cour de la partie publique, non dégagée. Au nord-ouest de la zone fouillée se trouvait un autre groupe de suites, autour d'une cour (LXIV) que des inscriptions semblent rattacher à Tashmetu-sharrat, épouse de Sennachérib. Vers l'est devaient se trouver les appartements royaux, dans un vaste espace non fouillé. L'édifice rejoignait peut-être un autre édifice fouillé environ 300 mètres plus au nord-est sur le bord du tell, le « palais oriental » ou bīt nakkapti. Le tout devait constituer un vaste ensemble s'étirant sur environ 500 mètres sur le rebord du tell comme l'indiquent les inscriptions royales, comprenant probablement plus de 200 salles et organisé autour de plusieurs grandes cours (une dans la zone fouillée, une ou deux dans celle qui ne l'a pas été), la partie non fouillée devant être moins large que celle qui l'a été (large de presque 200 mètres), ce qui correspondrait aux données des textes de Sennachérib,.
Assurbanipal résida au début de son règne dans le palais de son grand-père, dont il fit restaurer certaines ailes, puis il s'est doté de son propre palais au nord-est de Kuyunjik, à l'angle opposé du palais sud-ouest, en réaménageant une ancienne construction précédant les rénovations de son grand-père Sennachérib, le bīt redutī (« Palais nord » selon la terminologie actuelle), édifice destiné à l'origine au successeur désigné au trône d'Assyrie et à son administration et déjà restauré par le refondateur de Ninive. Le plan de cet édifice est encore moins bien connu que celui du palais sud-ouest, notamment en raison de la forte érosion de cette partie du site. Il occupait au moins un espace au sol de 250 mètres de long sur 150 mètres de large. L'accès devait se faire par son côté est. Seules les pièces centrales ont été dégagées, comprenant une partie des salles d'audience, notamment la salle du trône (la salle M), située apparemment dans un groupe de quelques pièces à la jonction entre deux grandes cours intérieures.

#### Le décor des palais
De nombreuses salles des deux palais étaient décorées de grandes dalles de pierre sculptées, les orthostates, qui font partie des plus belles jamais réalisées par les Assyriens, dont beaucoup se trouvent de nos jours au British Museum et dont le succès ne s'est jamais démenti comme l'illustrent les nombreuses publications dont elles font l'objet. Selon les calculs de Layard, c'étaient en tout plus de 3 km de frises qui ornaient le seul palais de Sennacherib. Cette ampleur dépasse largement les précédents palais royaux, où seules quelques pièces étaient décorées de la sorte ; ici il s'agit de près de 70 pièces ornées de la sorte. Ces bas-reliefs commémoraient des hauts faits des règnes des souverains, surtout des campagnes victorieuses (35 des 38 groupes de reliefs identifiés), mais aussi la construction du palais lui-même. Des inscriptions les accompagnent, notamment des textes courts, les « épigraphes », qui les commentent et permettent de suivre l'histoire racontée par les reliefs, comme une sorte de bande dessinée.
Lorsqu'il explora le palais de Sennacherib, Layard fit sensation en exhumant dans la salle XXXVI des reliefs relatant le siège de Lakish entrepris par ce roi, événement dont on trouve un écho dans l'Ancien Testament,.

Bas-reliefs du palais sud-ouest de Ninive : la prise de Lakish. British Museum.
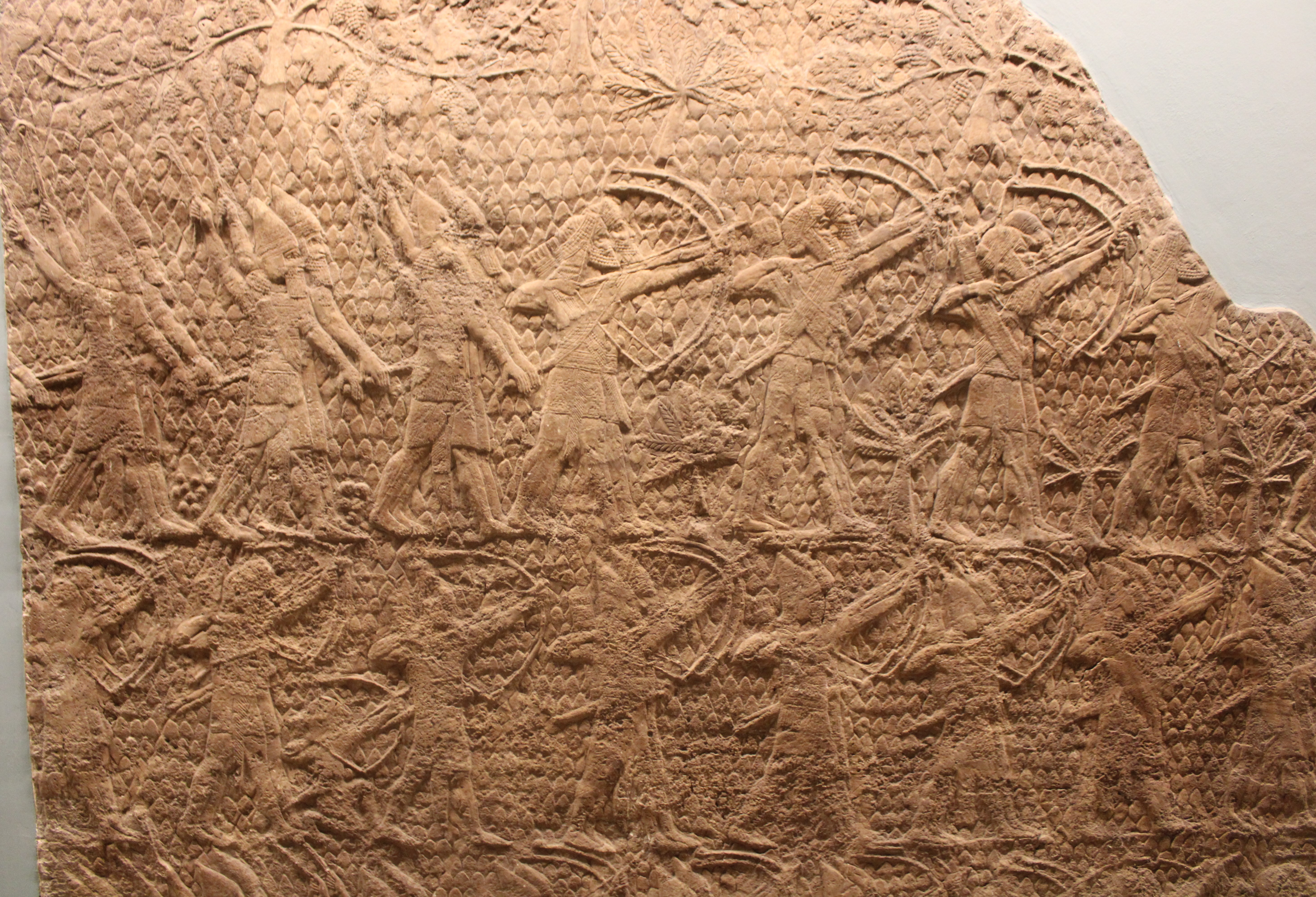
Le début de l'assaut des murailles de Lakish : des unités de frondeurs et d'archers tirent en direction de la ville assiégée.
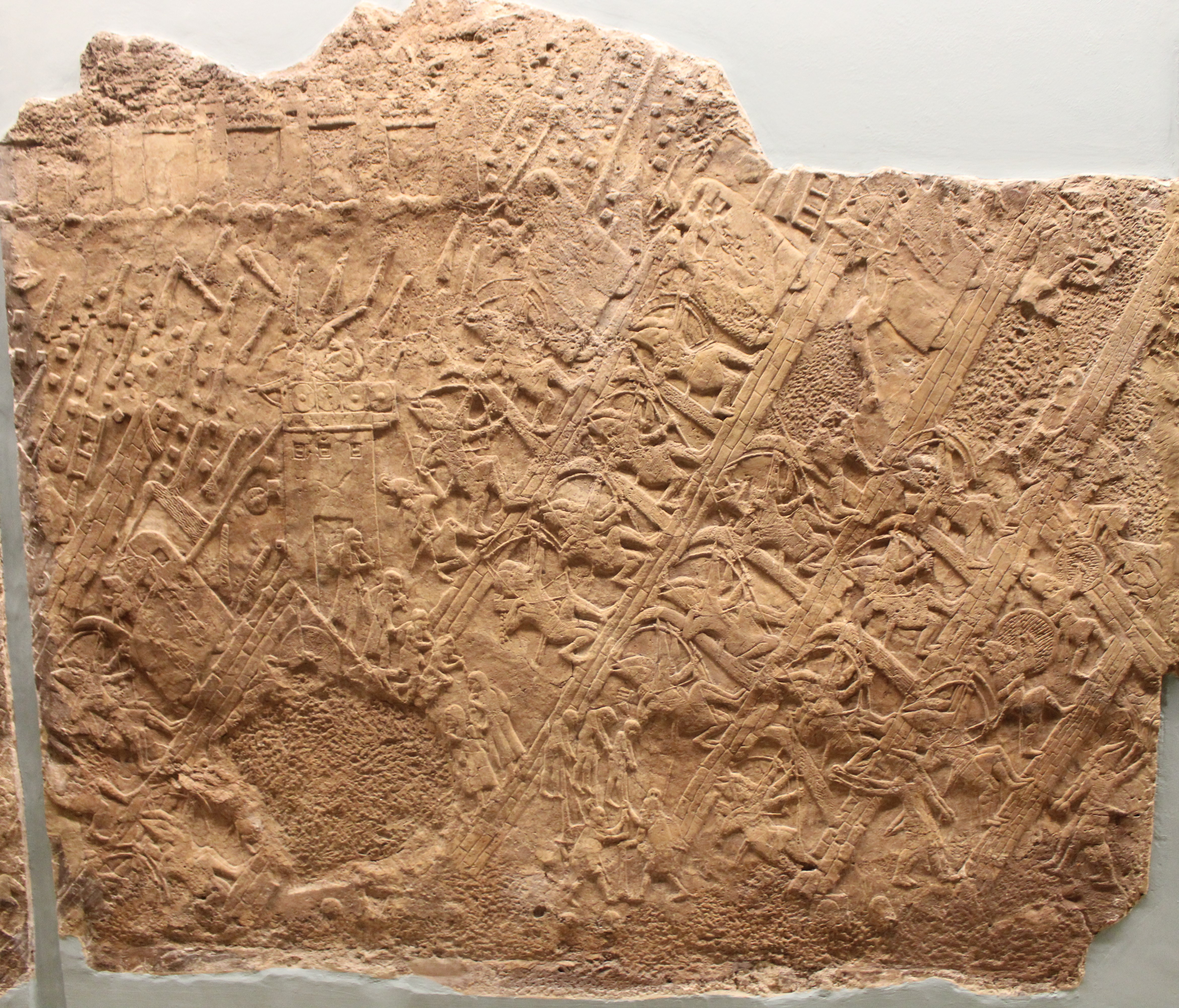
L'assaut des murailles de la ville : les troupes assyriennes ont construit des rampes sur lesquelles elles progressent, les engins de siège ouvrant la voie aux soldats à pied.
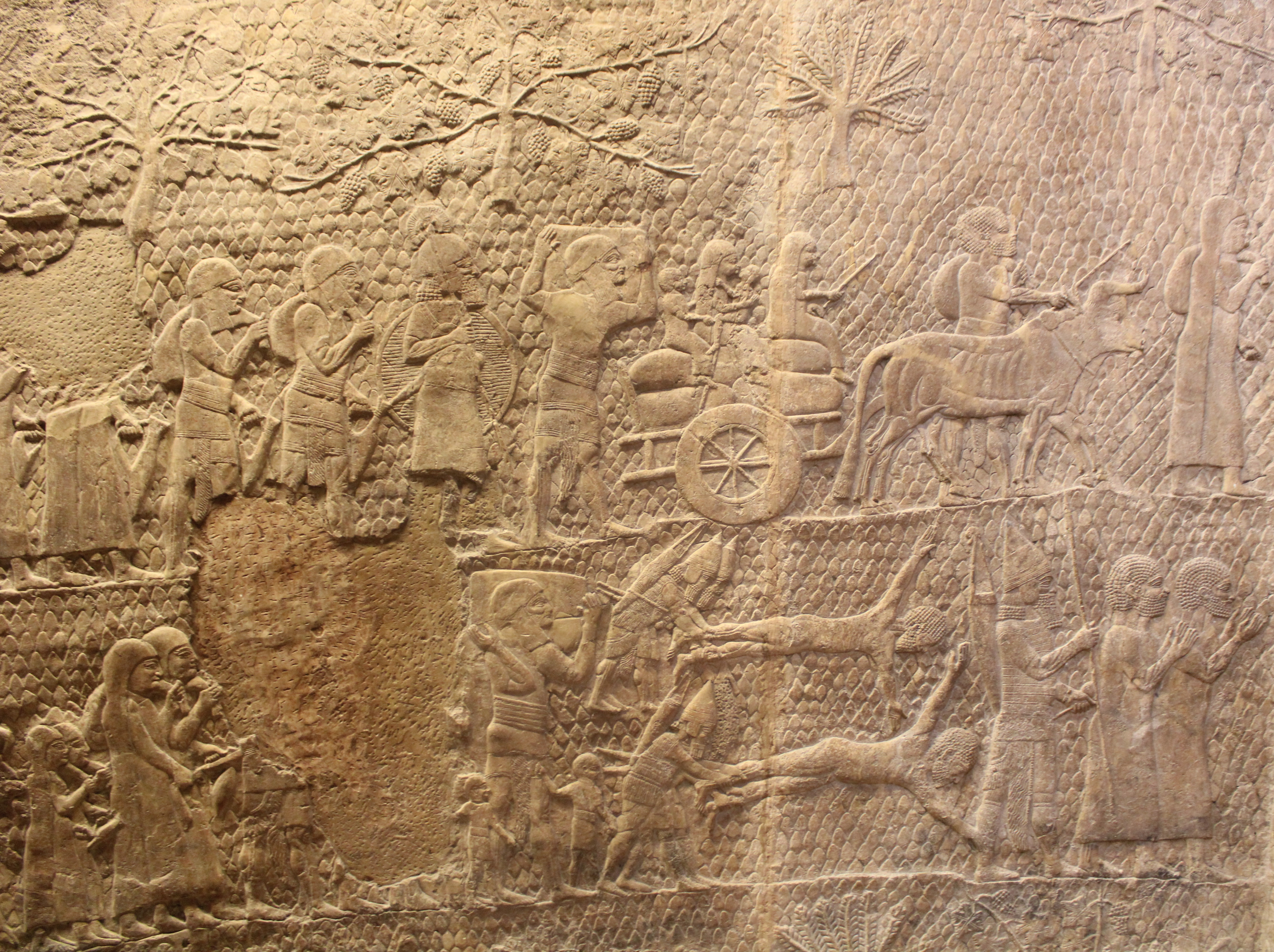
Après la prise de la ville : des troupes assyriennes conduisent des déportés emmenant leurs propres biens et animaux en exil, et d'autres soldats exécutent des vaincus en les écorchant vifs.
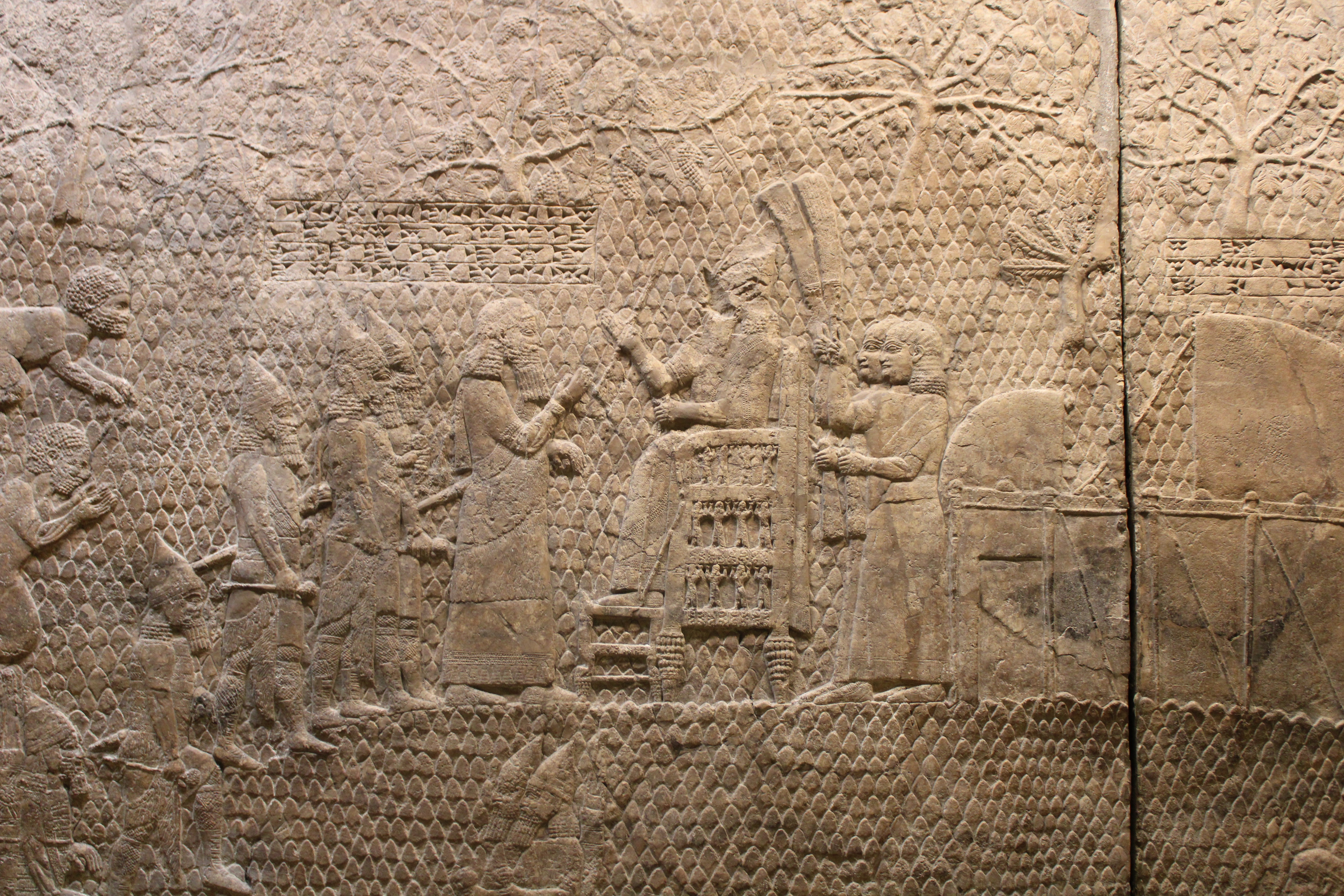
Sennachérib sur son trône contemple la procession de prisonniers et reçoit des hommages de ses hommes et de vaincus.
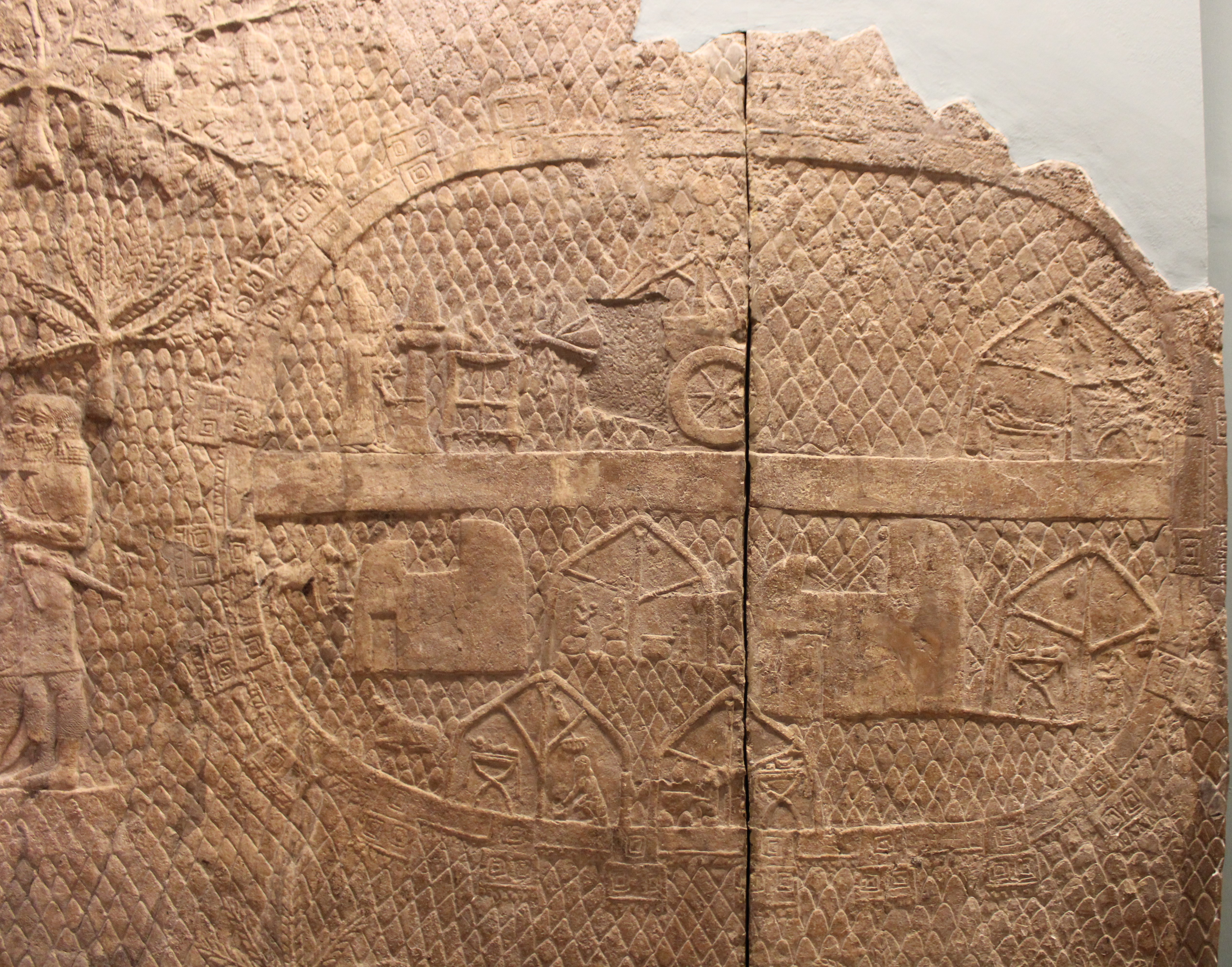
Le campement assyrien, fortifié, avec des serviteurs au travail dans des tentes, et des prêtres conduisant des rituels en face de chars supportant ses étendards divins.

Dans la cour VI, les bas-reliefs décrivent le processus de réalisation et de transport des fameux taureaux ailés qui gardent le palais : on effectue une première ébauche de la statue aux carrières de Balaṭai, puis on la transporte sur des rondins de bois tirés par des hommes, le tout sous le regard de Sennacherib lui-même, assis sur son trône ; la scène se répète sur plusieurs paysages (des marais, le bord d'une rivière), puis la série se termine par l'arrivée au palais (où des finitions sont sans doute effectuées),. Cette représentation de scènes de construction et l'attention dans la représentation des paysages des scènes sculptées sont des innovations des artistes du règne de Sennachérib.

Bas-reliefs du palais sud-ouest de Ninive : le déplacement des statues de taureaux ailés de la carrière jusqu'au palais. British Museum.
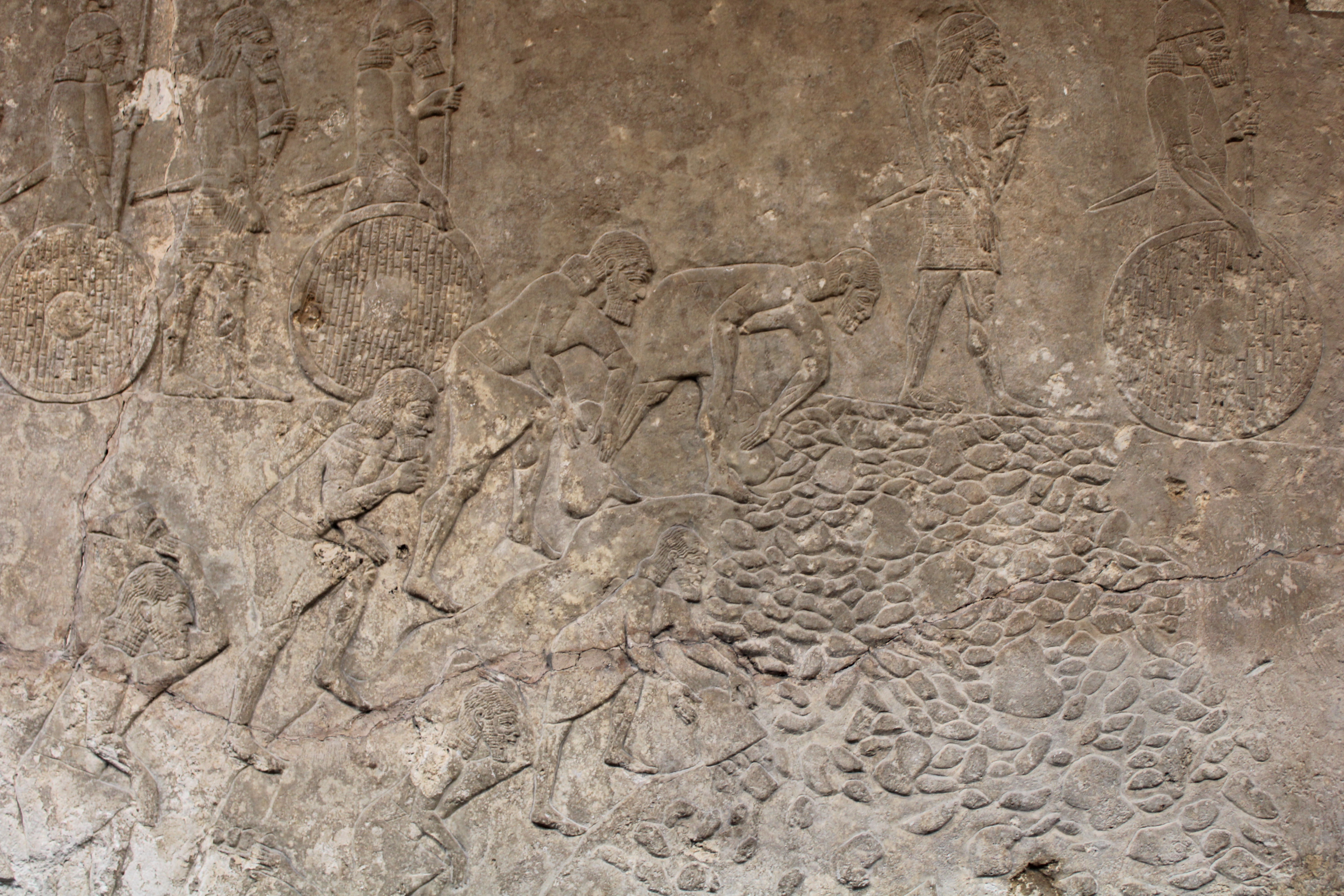
Des ouvriers transportent des pierres extraites de la carrière et les jettent en tas, sous la surveillance de soldats.
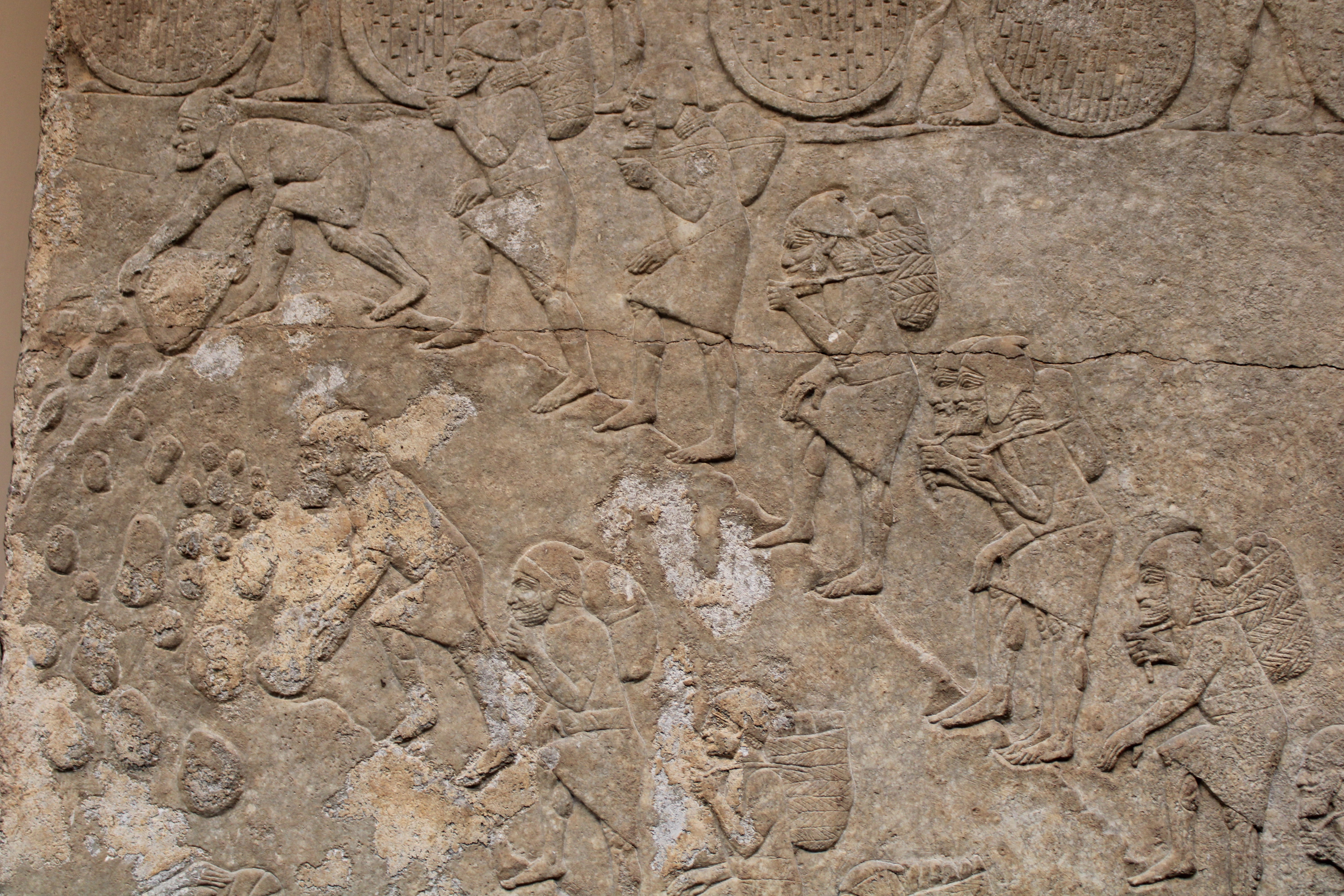
Des ouvriers transportent des pierres dans des paniers avant de les jeter en tas.
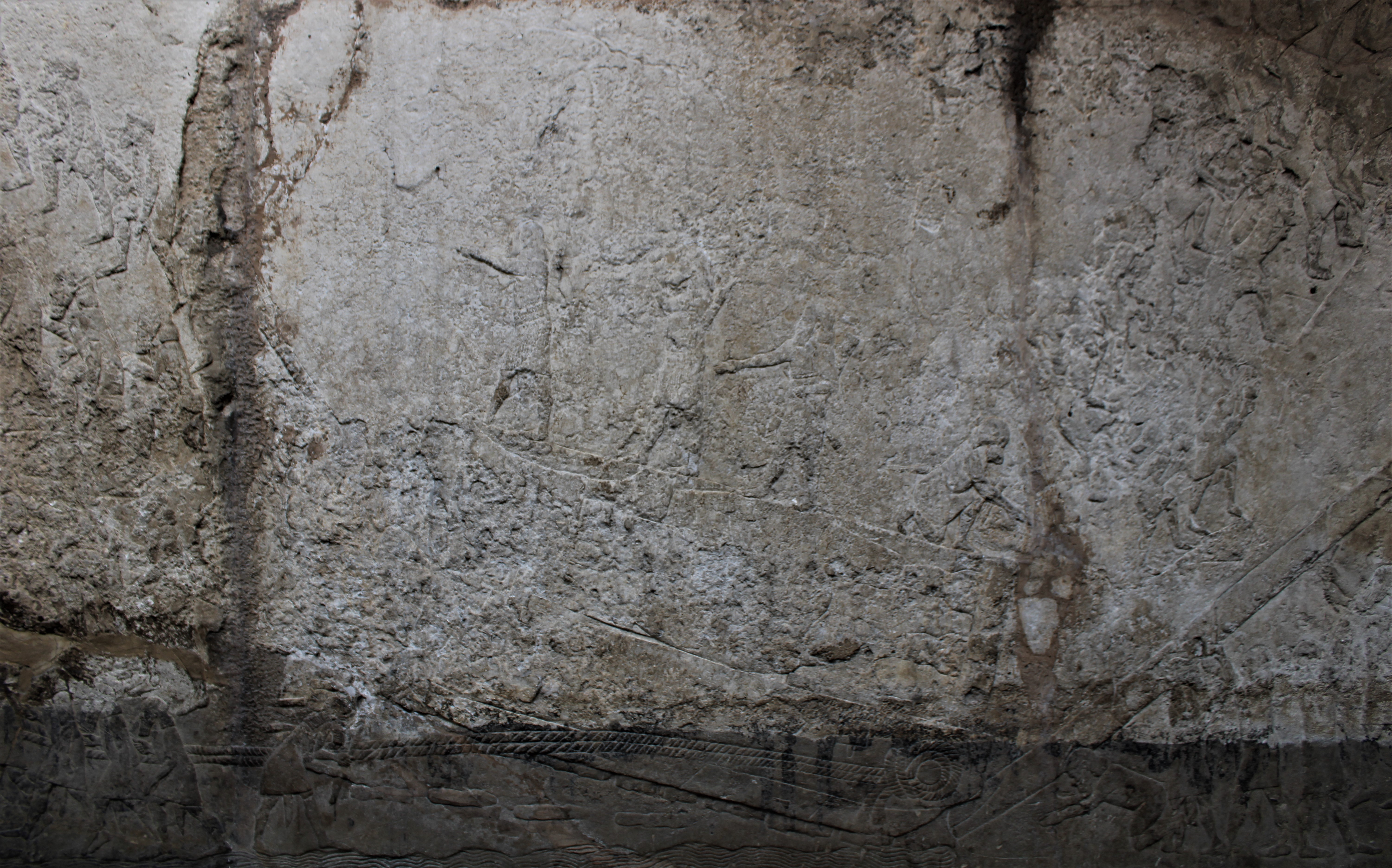
Le taureau ailé est sorti de la carrière.
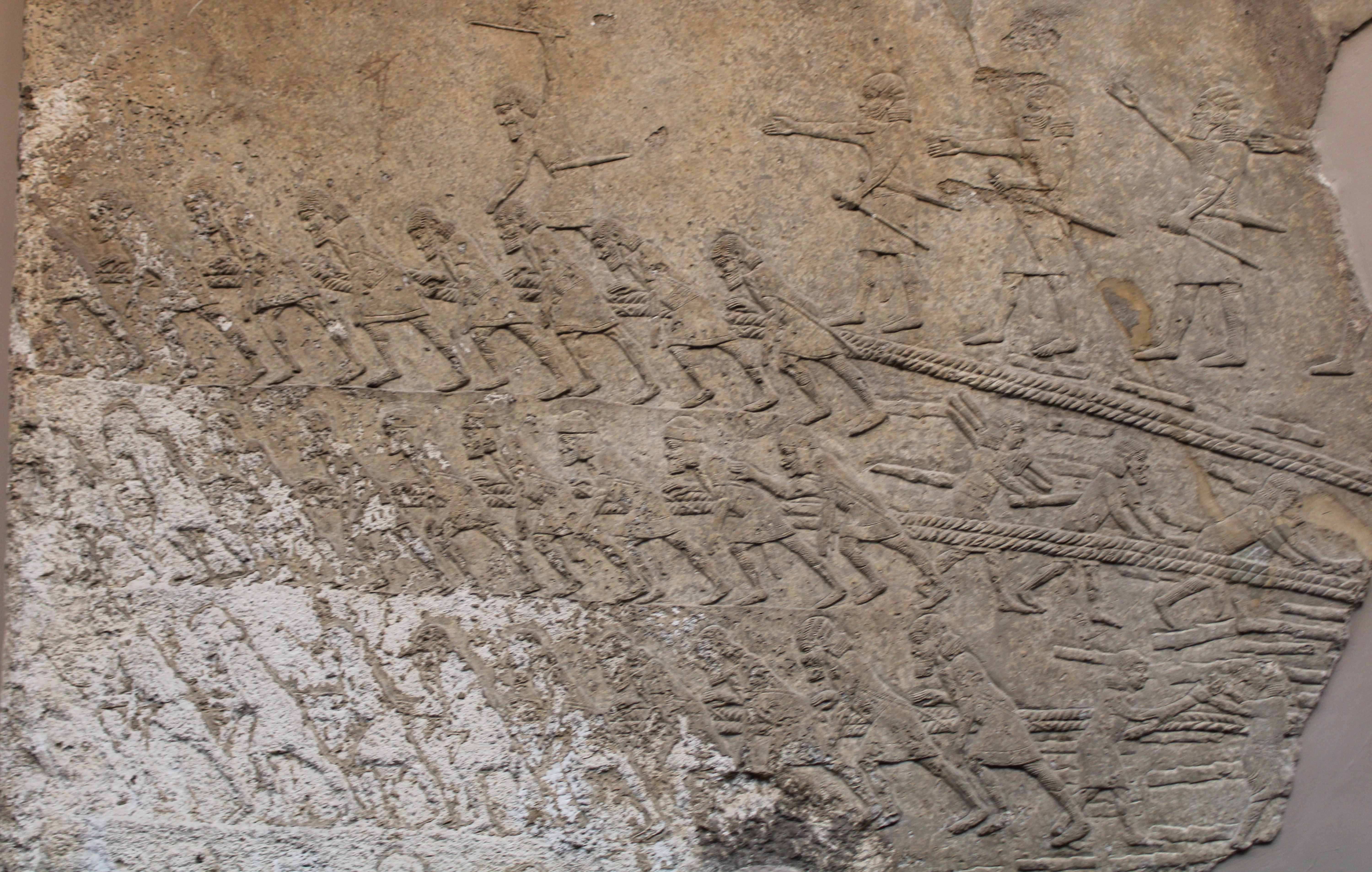
Des ouvriers tirent des cordes tractant une statue de taureau ailé.
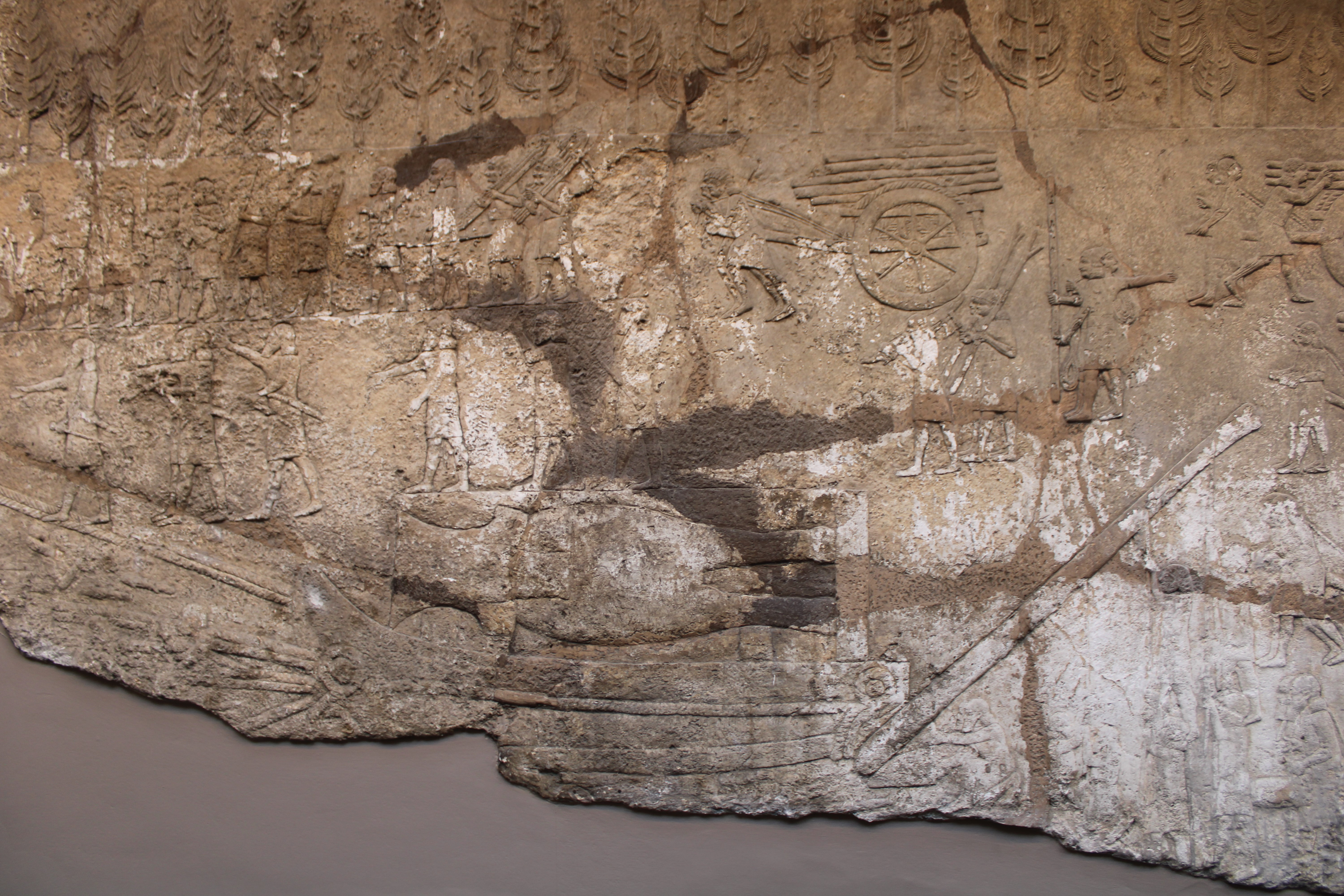
La statue de taureau ailé est déplacée sur des rondins, direction le palais.
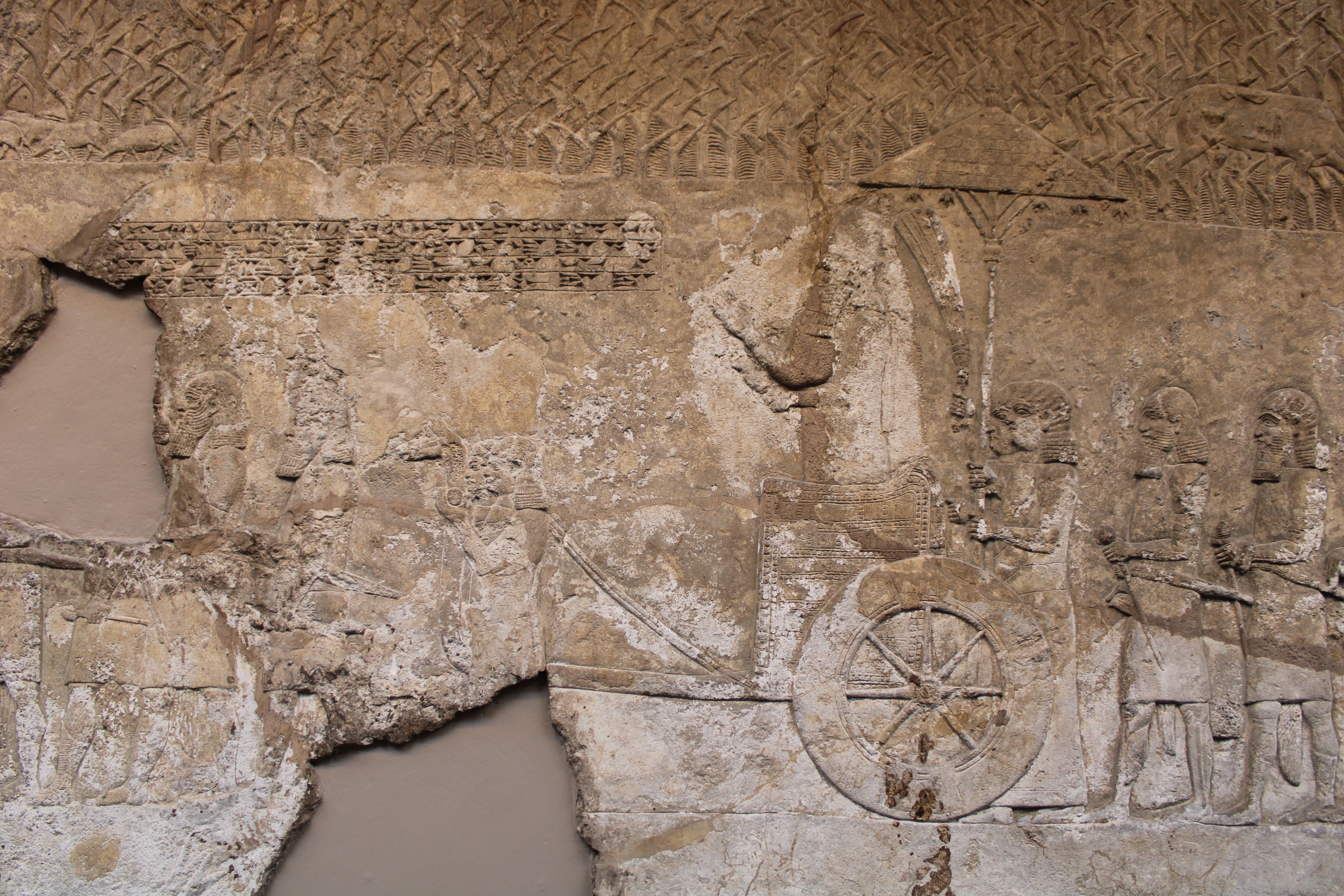
Le roi Sennachérib inspecte le transport des statues.

Quant à Assurbanipal, il fit réaliser dans la salle XXXIII du palais de son grand-père une série de bas-reliefs racontant sa victoire sur l'Élam et son roi Te-Umman près de la rivière Ulaï, puis l'intronisation d'un nouveau souverain à sa botte dans ce royaume, Ummanigash. En revanche les derniers affrontements de son règne contre l'Élam, qui se soldent par la prise de Suse, furent représentés sur les murs du palais nord. Des tablettes mises au jour à Ninive contiennent des textes courts, des épigraphes qui renvoient à des bas-reliefs retrouvés, notamment ceux relatifs à cette campagne élamite ; peut-être s'agissait-il de textes fournis aux lapicides afin de les graver sur les bas-reliefs. En tout cas leur lien avec les bas-reliefs semble évident en raison de correspondances, et ils permettent de reconstituer les scènes manquantes. Ils indiquent aussi que l'ensemble suivait un déroulement narratif grossièrement similaire à celui des annales du souverain consacré à la campagne élamite, mais en divergeait par endroits.

Bas-reliefs des palais de Ninive : campagnes d'Assurbanipal en Élam. British Museum.
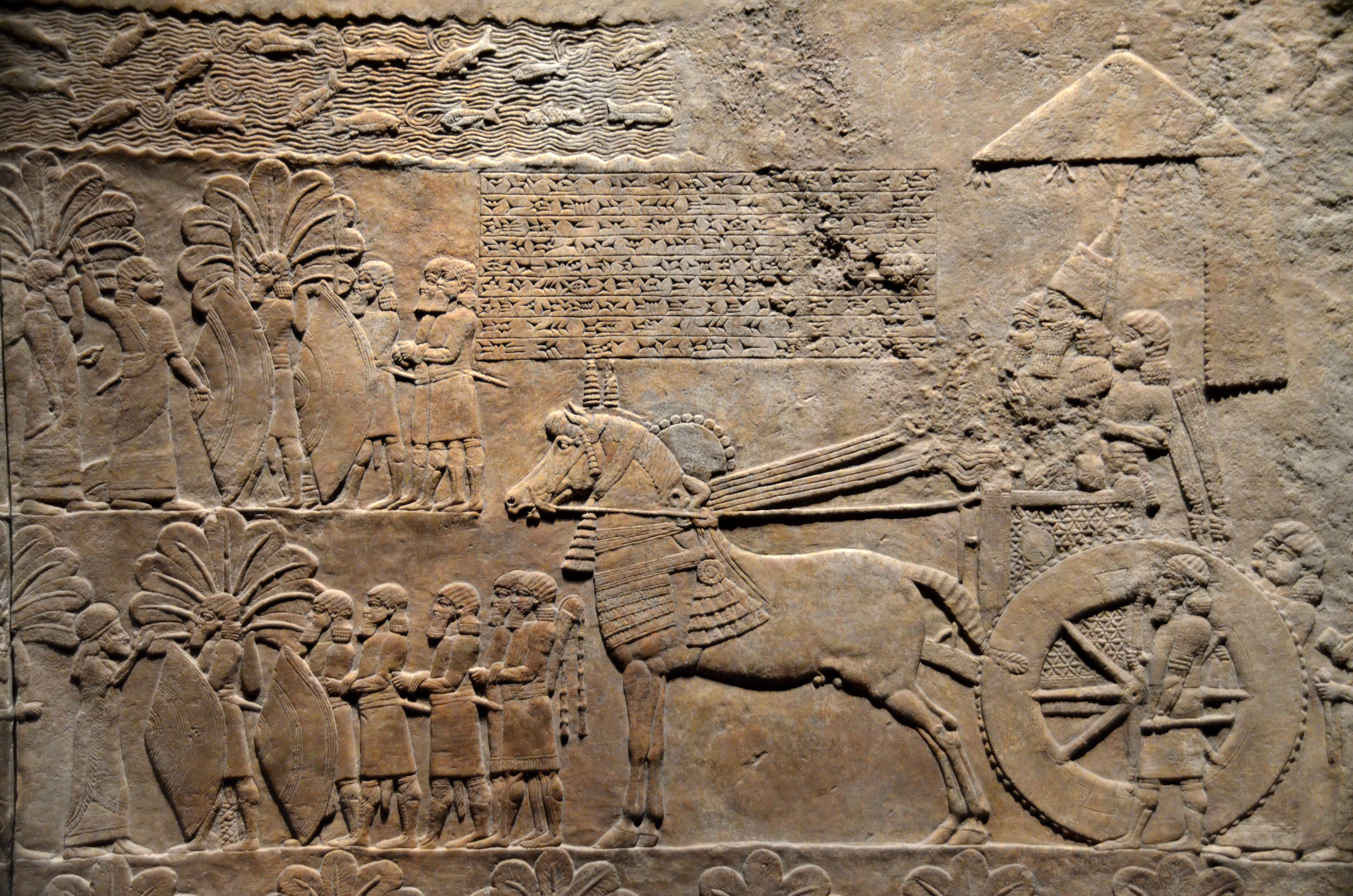
Assurbanipal sur son char.
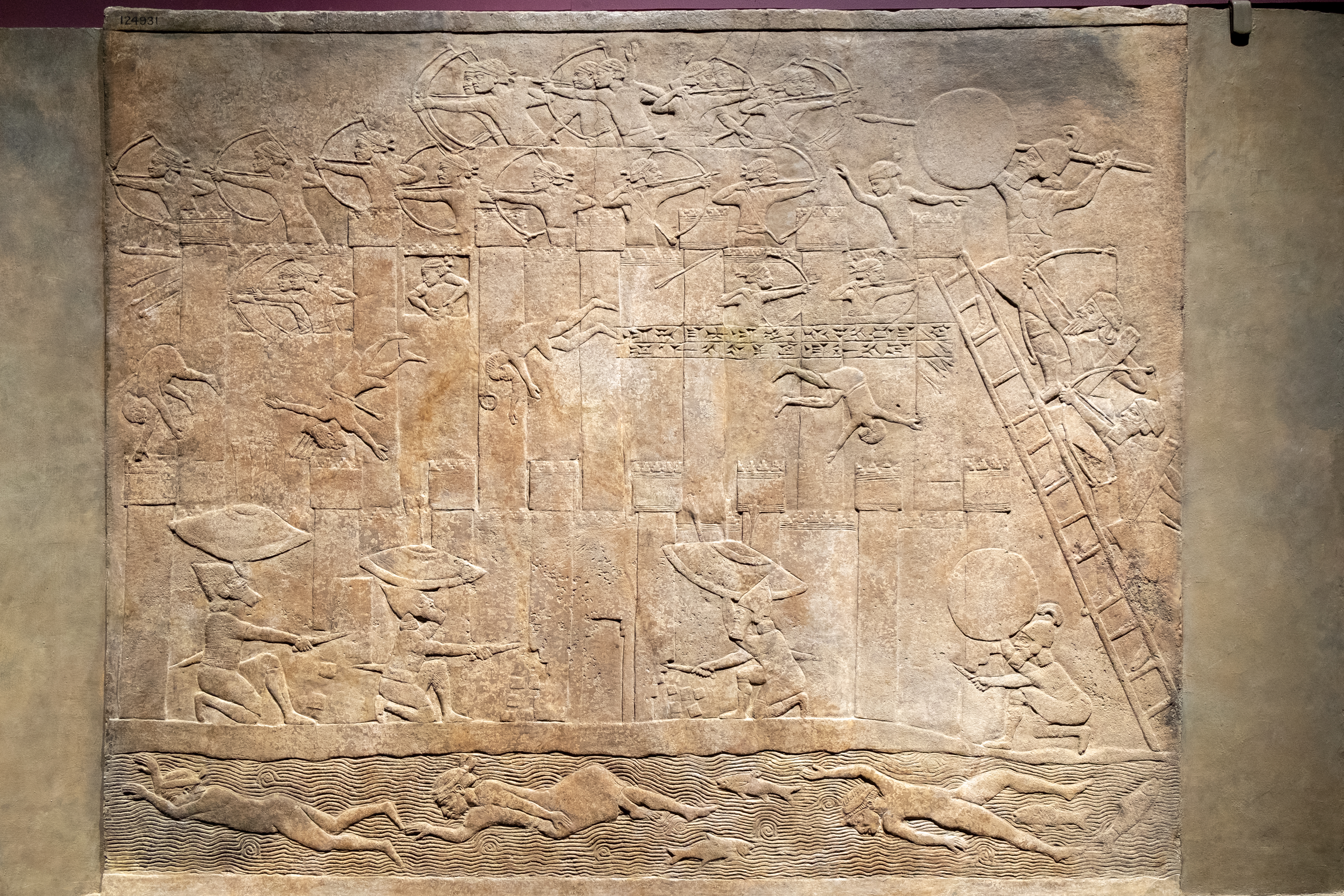
Le siège de la ville de Hamanu.
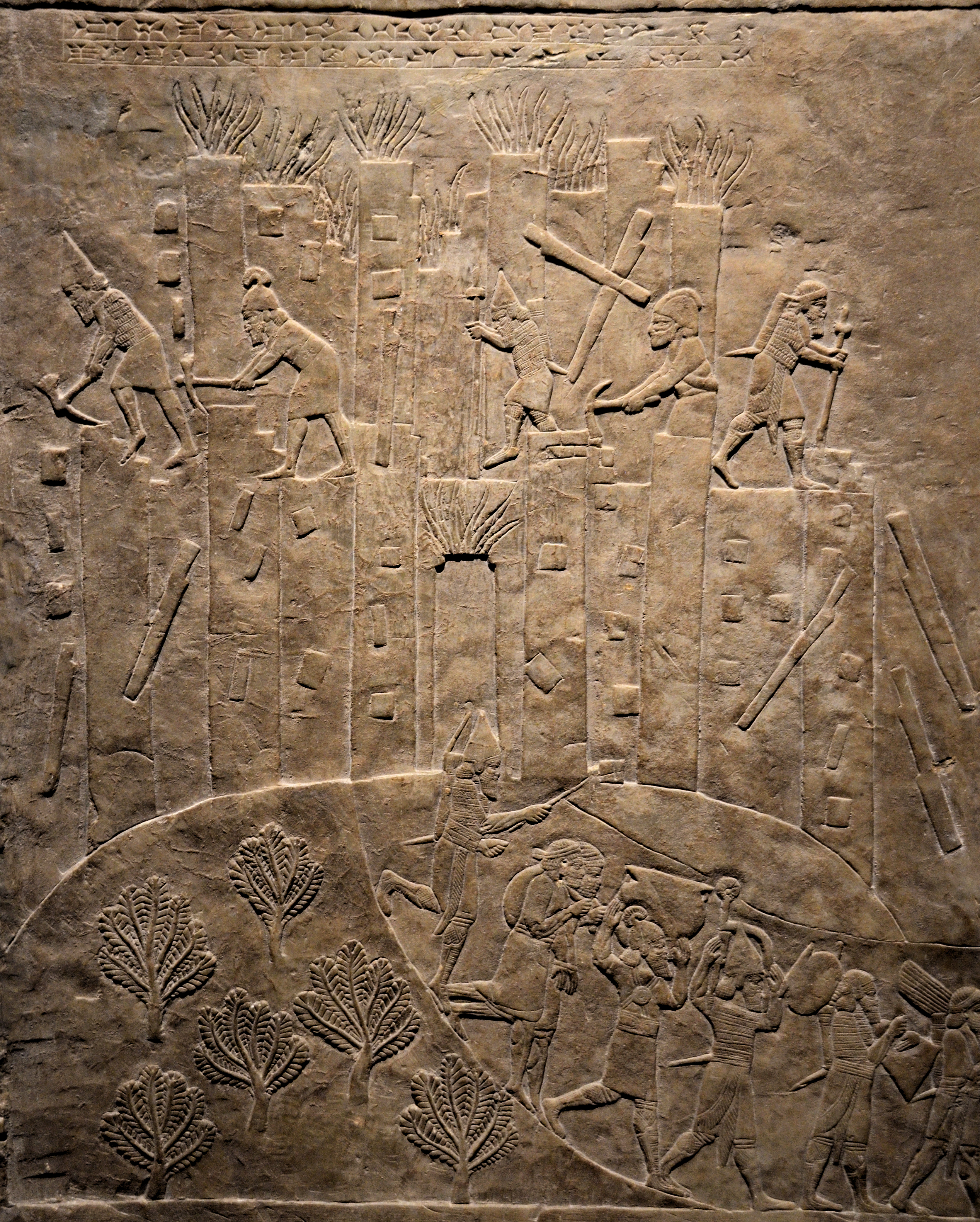
Le pillage et la destruction de Hamanu.
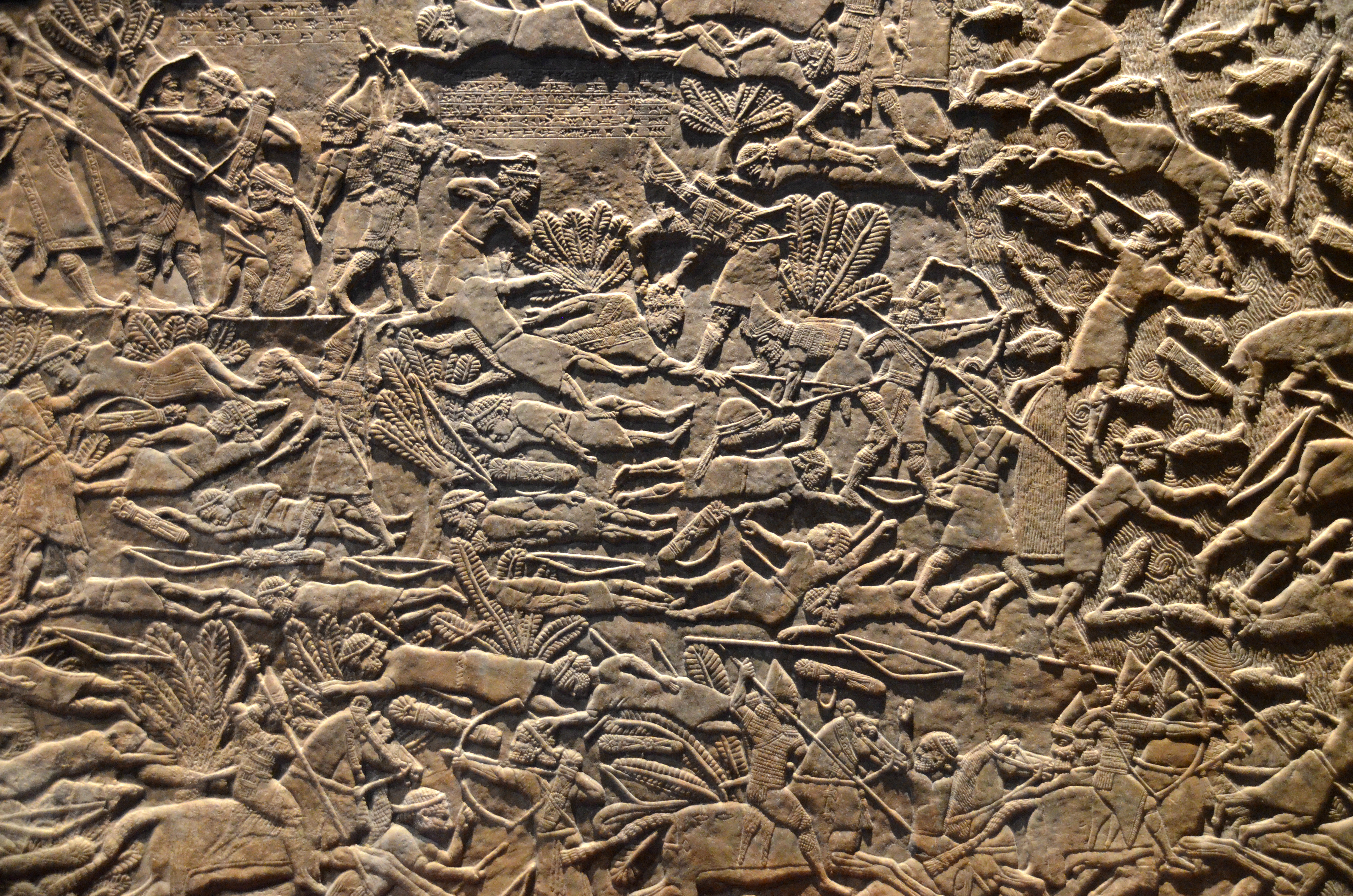
La bataille de la rivière Ulaï.
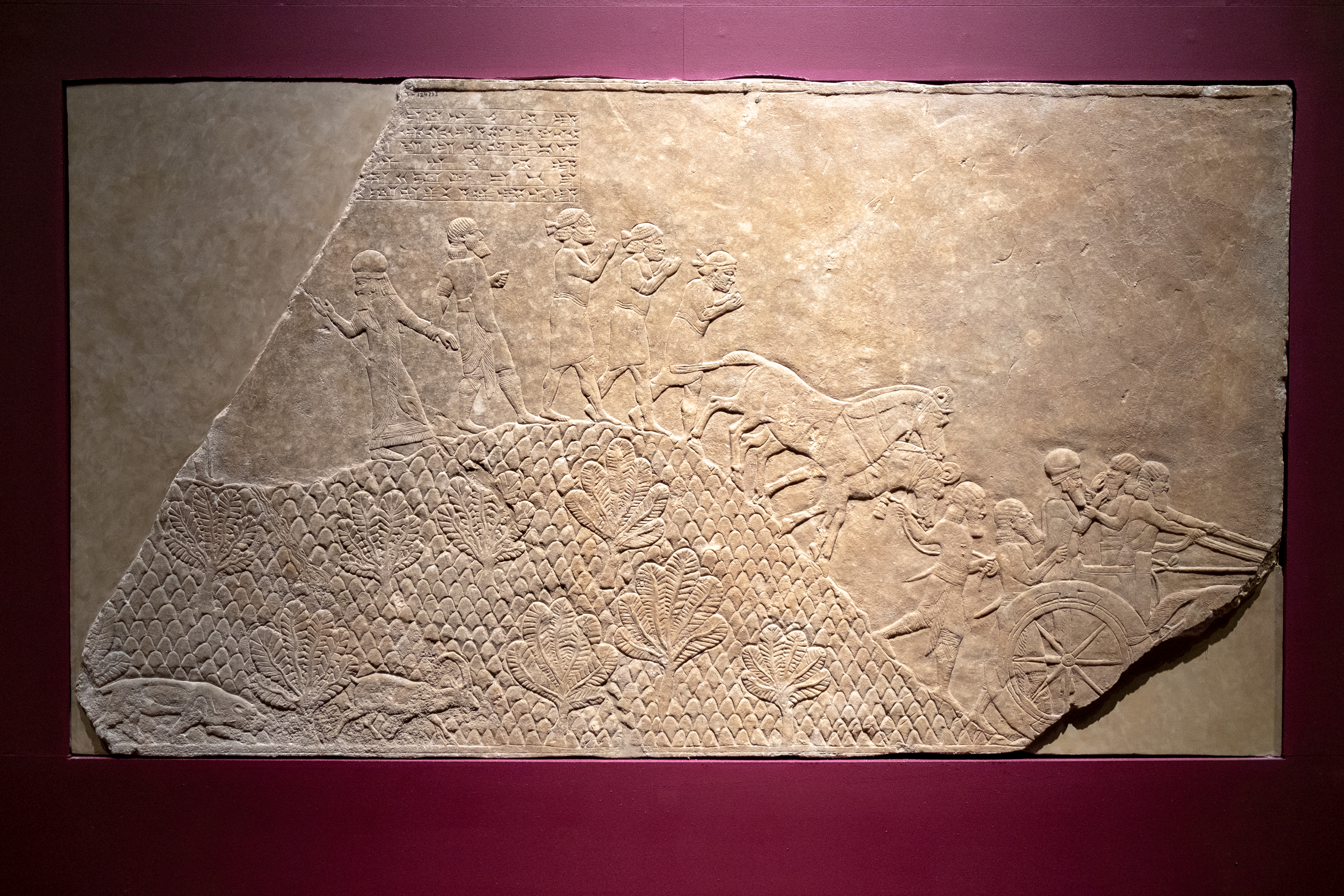
La capture d'Ummanaldash.

Bas-reliefs du palais nord de Ninive : la dernière campagne d'Assurbanipal en Élam. Musée du Louvre.
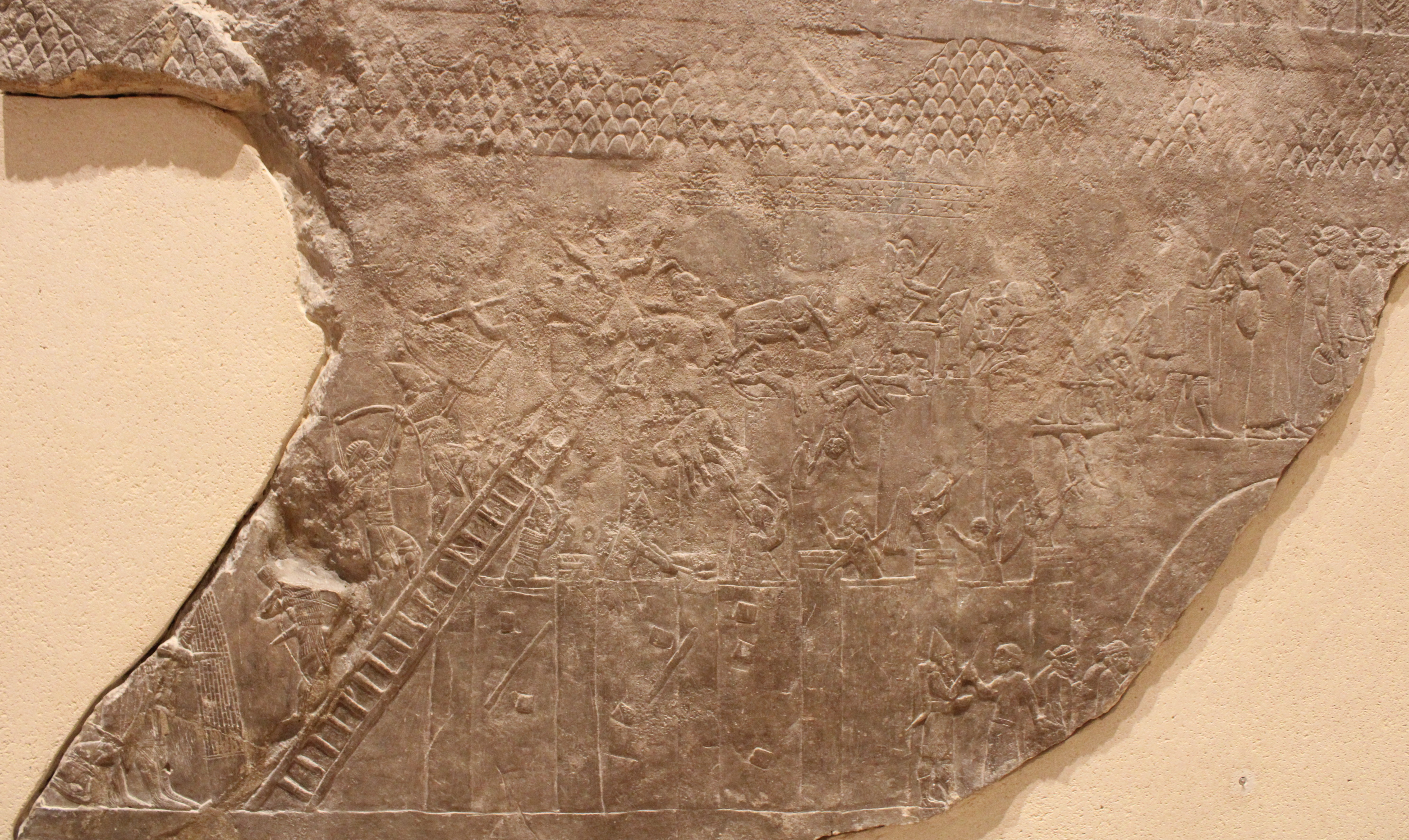
La prise d'une ville élamite.
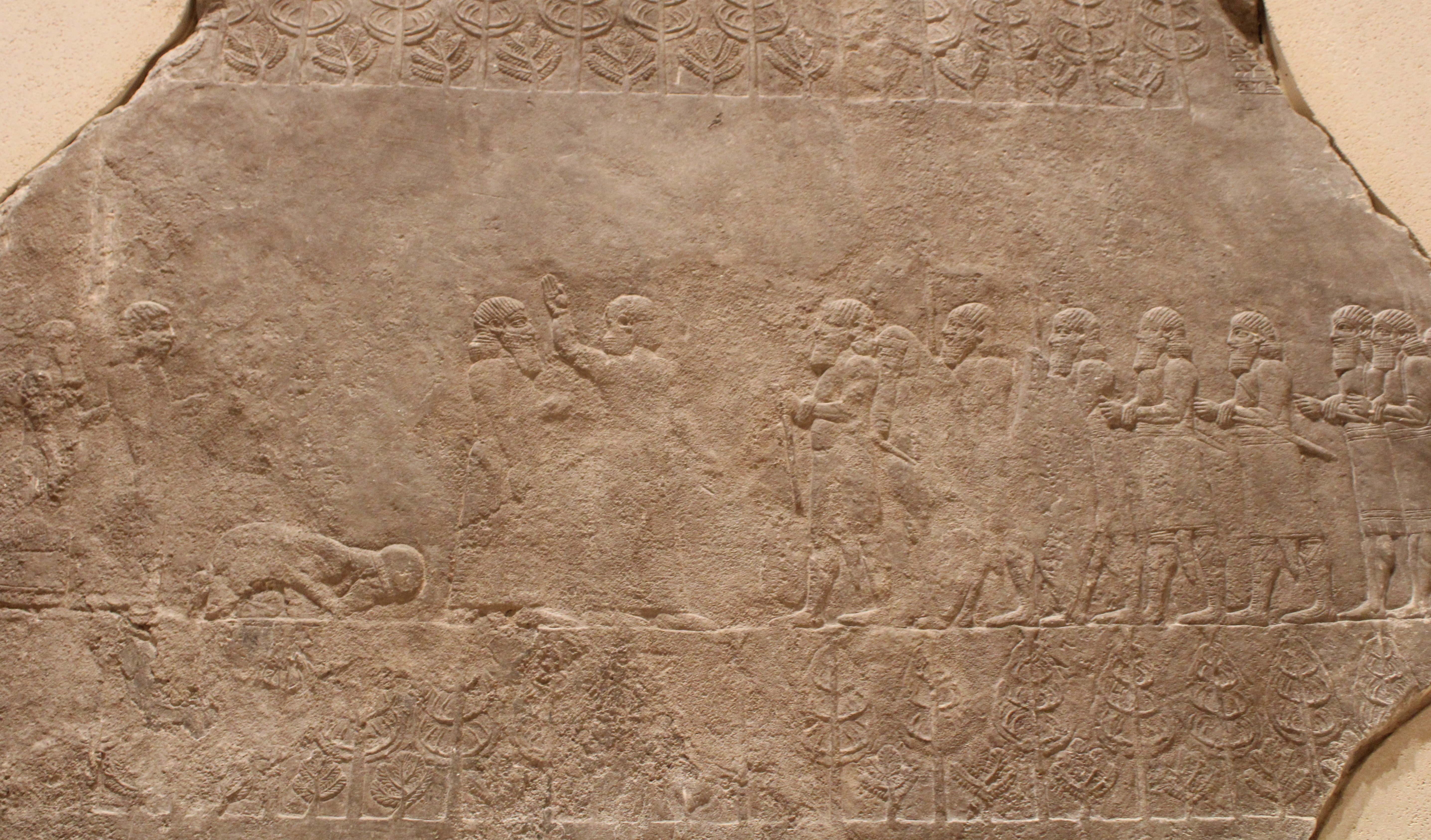
La reddition du roi élamite Ummanaldash.
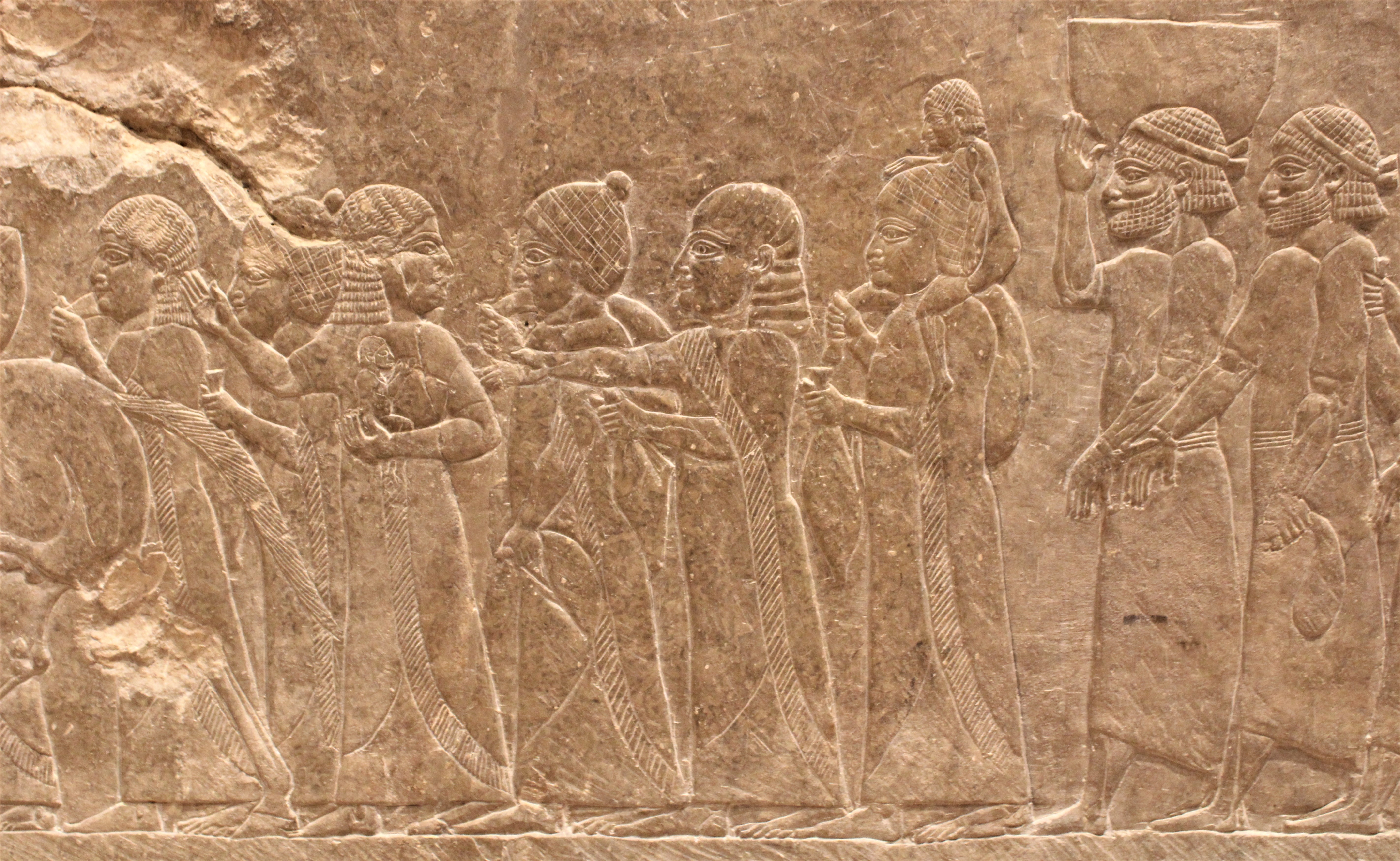
Déportation de la population après la prise de la ville de Din-Sharri.
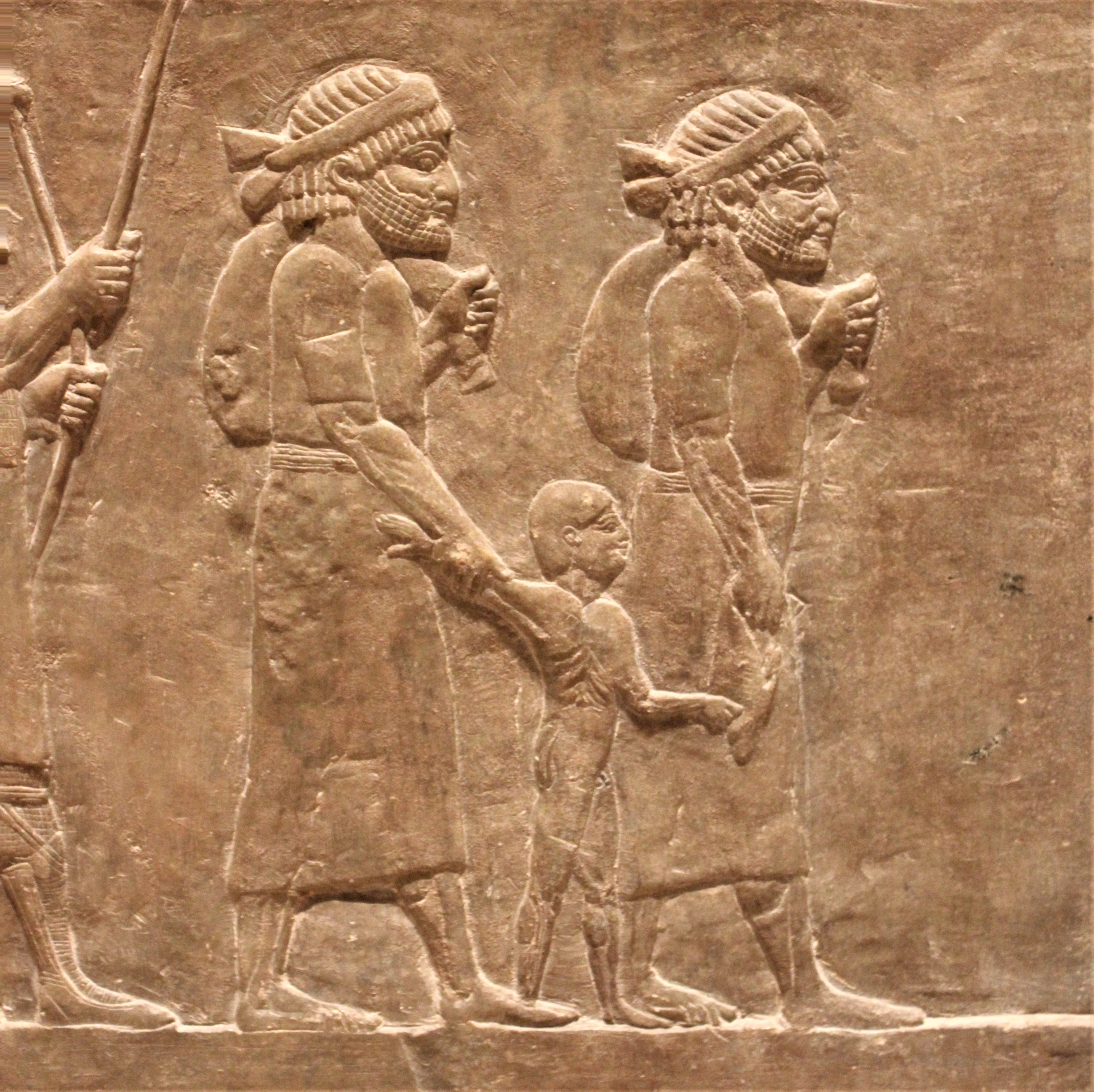
Prisonniers élamites.
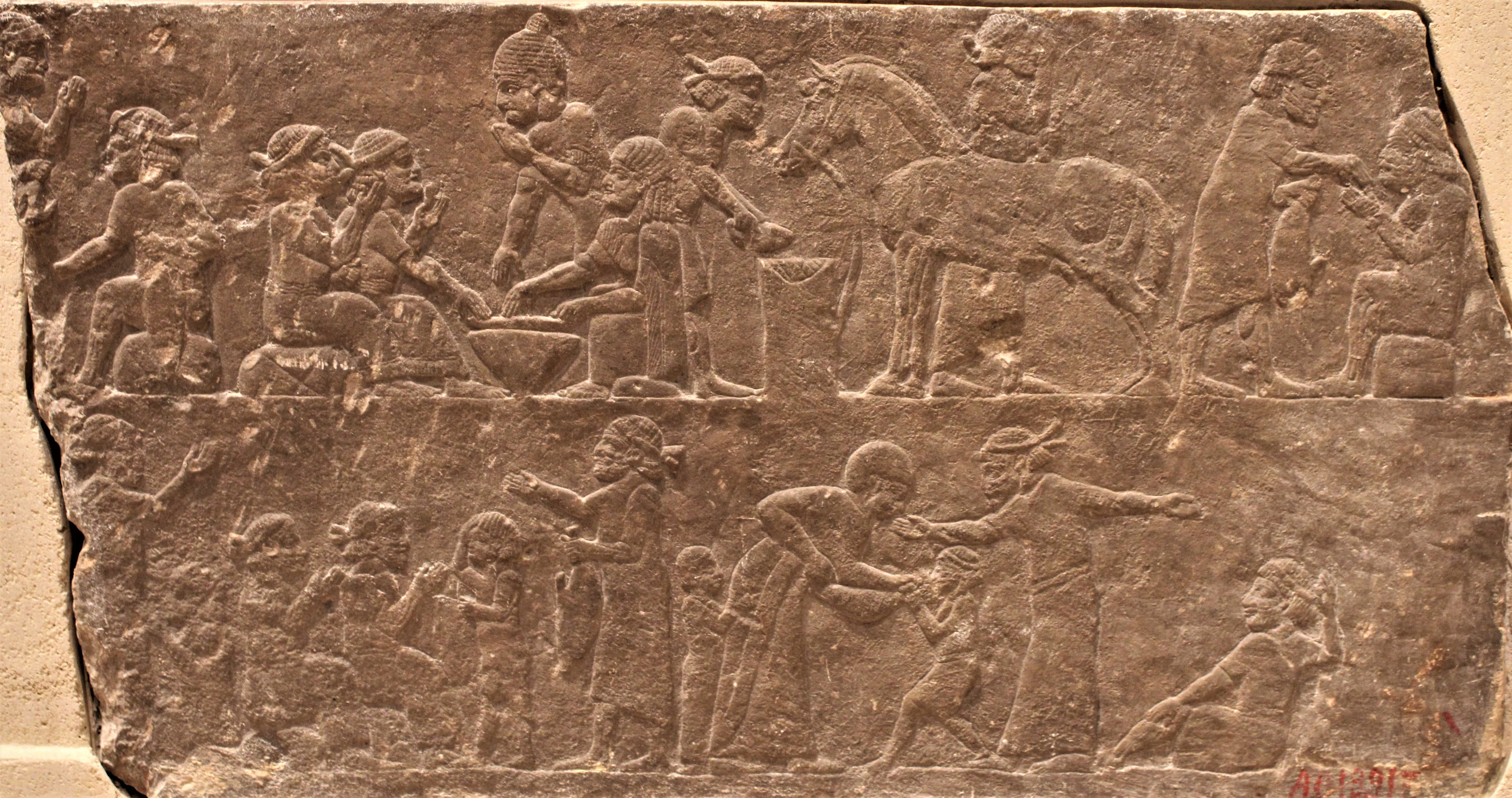
Campement des populations élamites déportées.
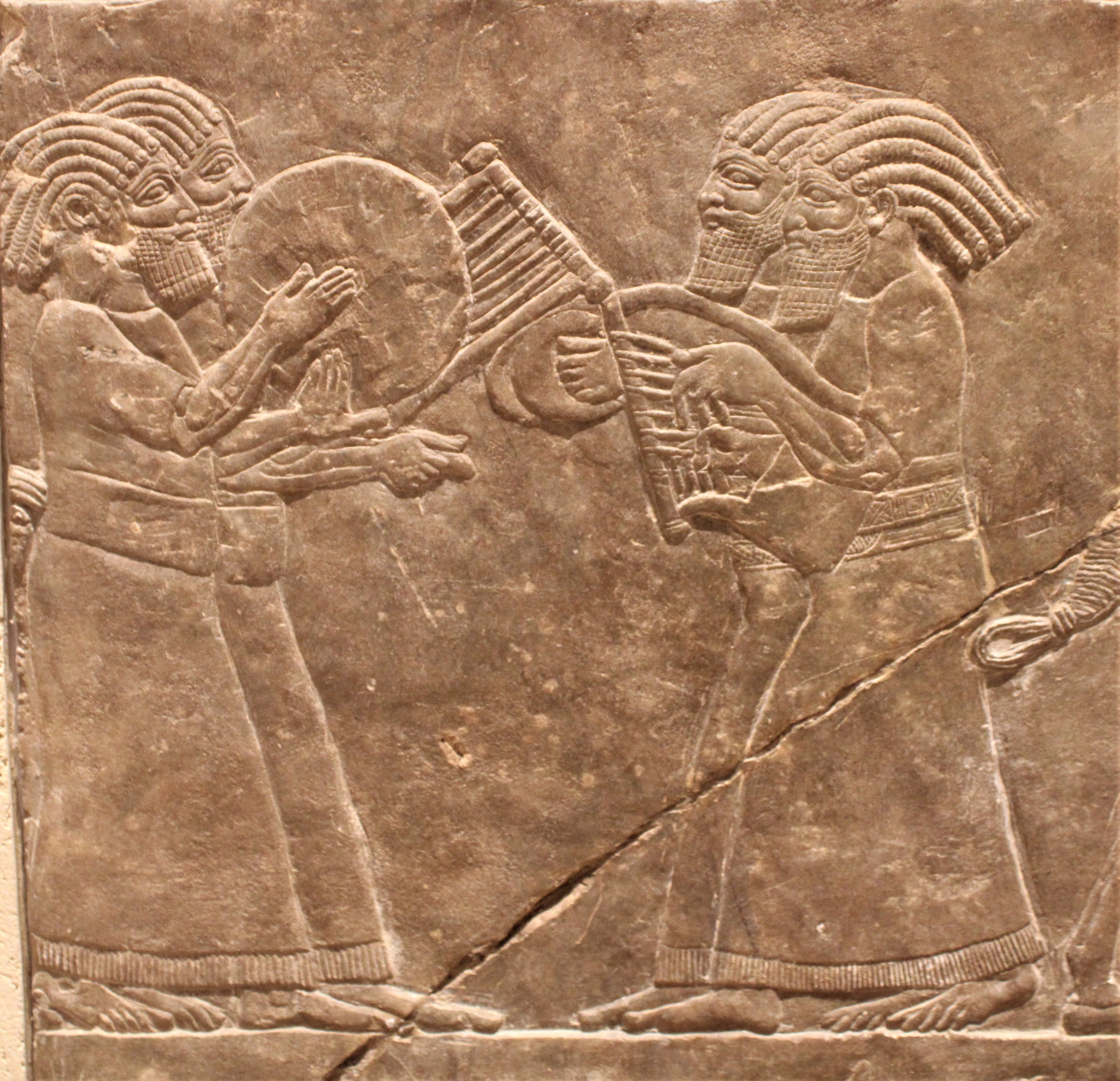
Musiciens de l'armée assyrienne.

Une autre série de bas-reliefs du palais sud-ouest réalisée sous Assurbanipal pour décorer la salle XXVIII relate une campagne dans les régions marécageuses du sud de la Babylonie.

Bas-reliefs du palais sud-ouest de Ninive : campagne dans le Sud de la Babylonie. British Museum.
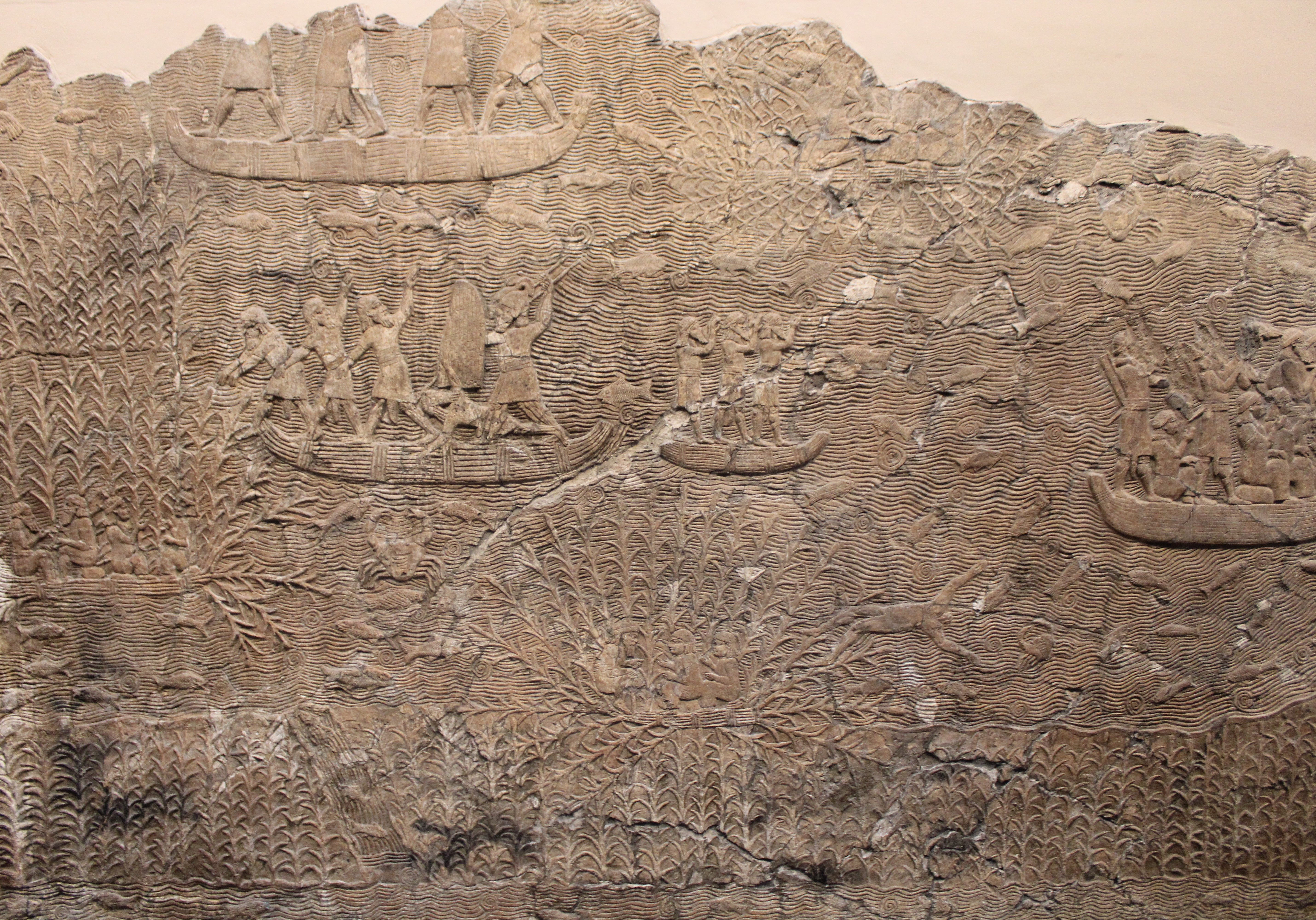
Combats dans les marécages : des soldats assyriens, sur des bateaux, débusquent des fuyards des ennemis vaincus, certains essayant de se cacher au milieu des roseaux.
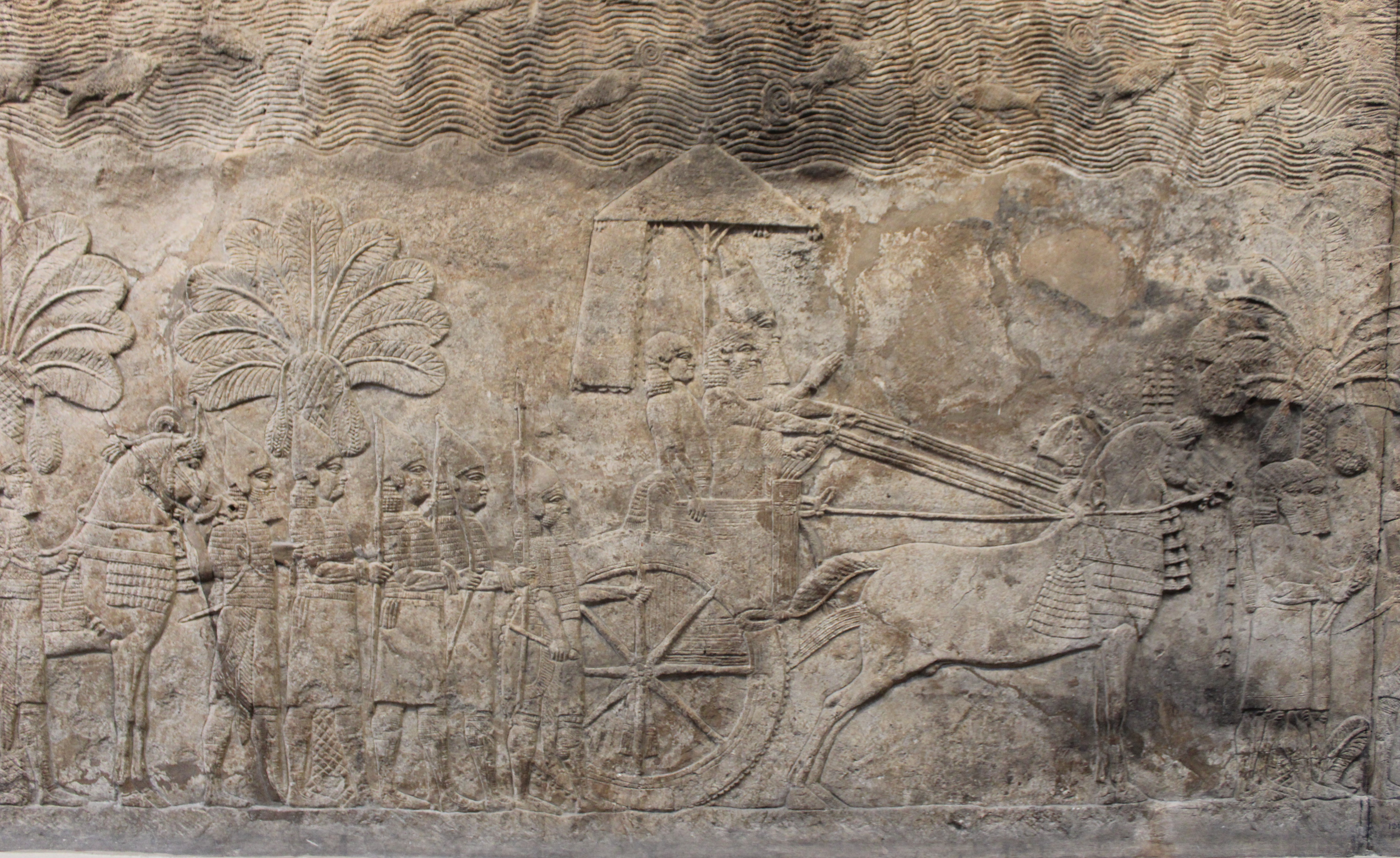
Le roi sur son char contemple les prisonniers capturés et le butin saisi.
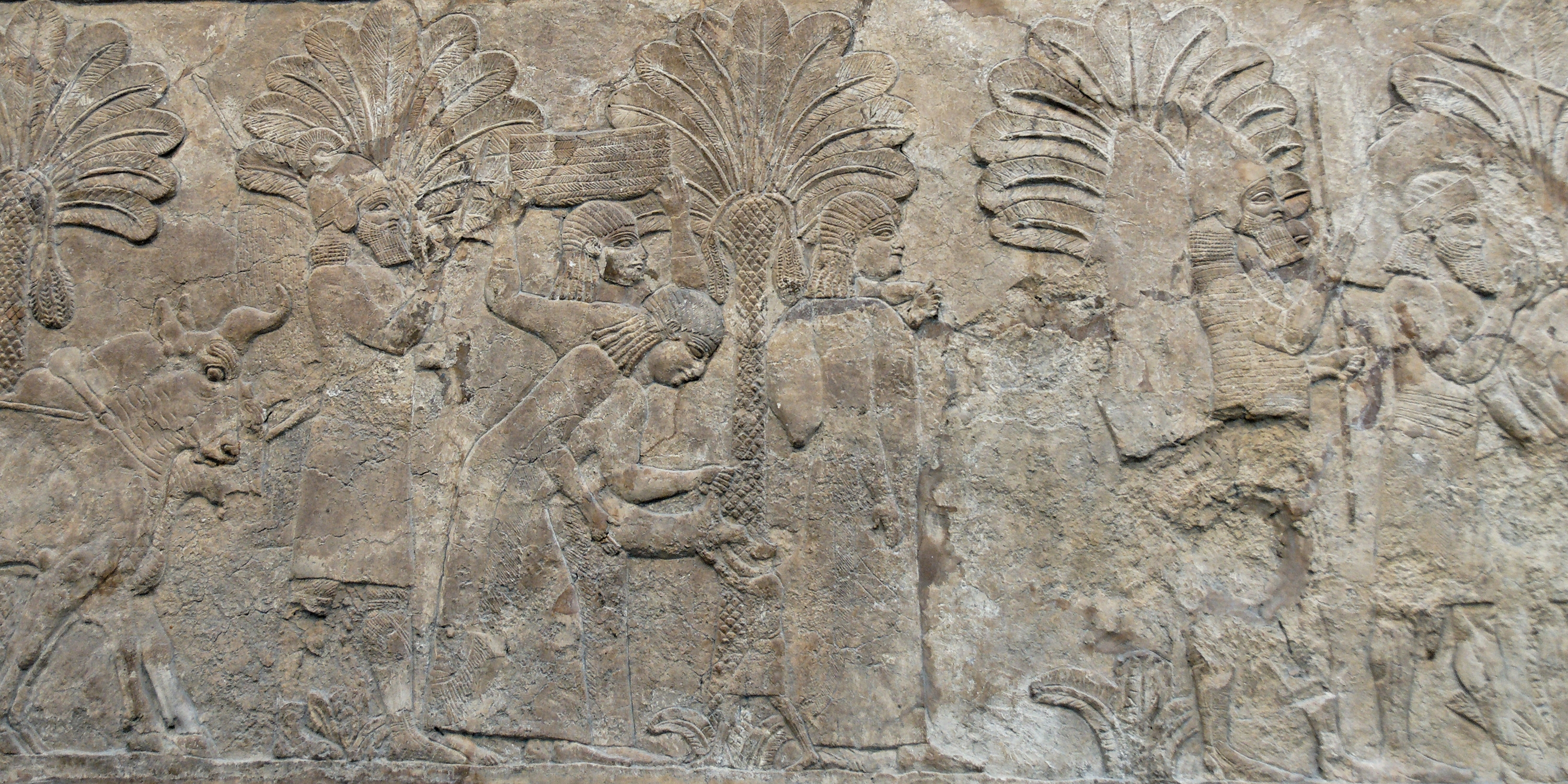
Des prisonniers sont conduits à travers des palmeraies en direction du quartier général assyrien.
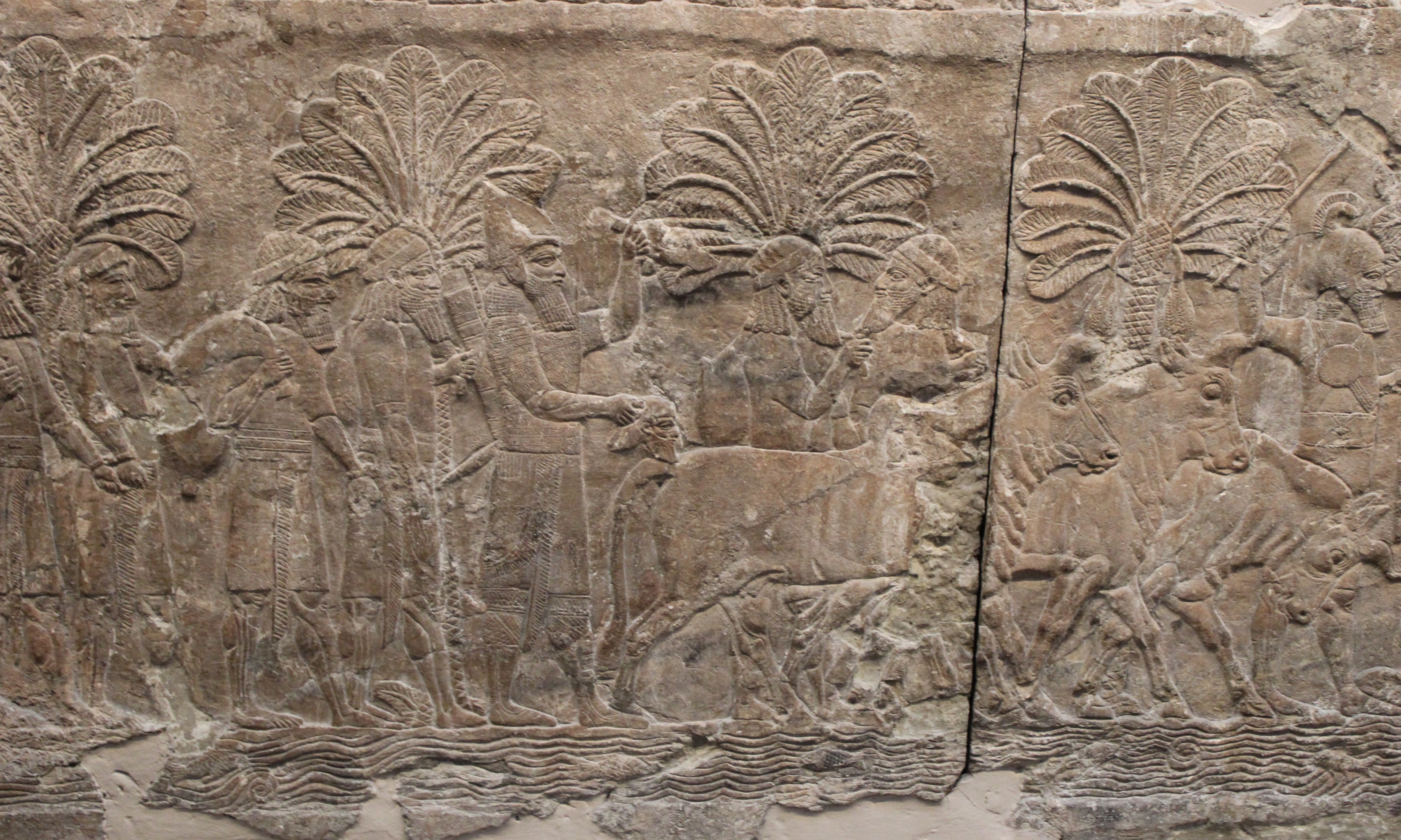
Des soldats assyriens transportent du butin pour qu'il soit comptabilisé.
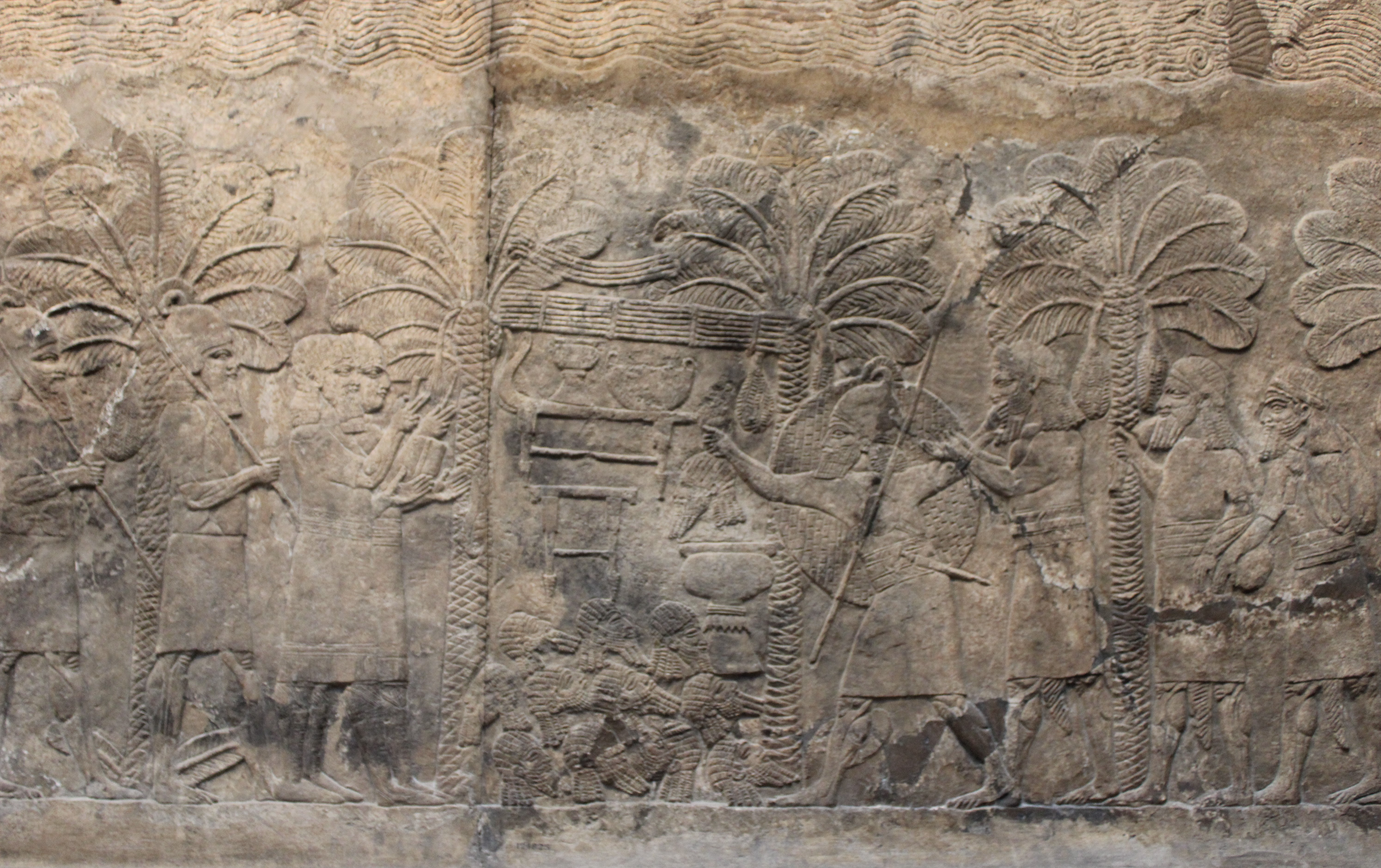
Des soldats assyriens empilent du butin et les têtes d'ennemis vaincus, en présence de scribes qui procèdent au décompte.

Dans son nouveau palais, le palais nord, Assurbanipal fit réaliser d'autres bas-reliefs, les plus caractéristiques étant ceux le montrant en train de chasser des lions et d'autres animaux sauvages, notamment des gazelles, des équidés, des lièvres, des oiseaux (surtout dans les salles C et S du palais). La série de bas-reliefs de la salle C, un long couloir, a été retrouvée dans un état de conservation remarquable. Un premier groupe d'orthostates réparti sur les murs au nord-est et au sud-est de la salle montre le déroulement d'une première chasse aux lions : des serviteurs préparent les armes et le char du roi, puis la scène se déplace sur une colline où se trouve un pavillon de chasse ; les lions sont apportés sur place dans des cages, puis relâchés, et le roi les combat depuis son char, entouré de ses gardes, et devant quelques spectateurs situés en retrait. Une autre composition occupait le mur sud-ouest de la salle, et est notamment remarquable par la description de l'agonie des félins, notamment une lionne criblée de flèches. Ces sculptures se caractérisent par les nombreux vides laissés dans la composition, ce qui est inhabituel de la part des artistes des palais assyriens. Elles mettent en avant la mise à mort des animaux par le souverain, vainqueur des forces de la nature sauvage et notamment de leur plus redoutable représentant.

Bas-reliefs du palais nord de Ninive : les chasses d'Assurbanipal. British Museum.
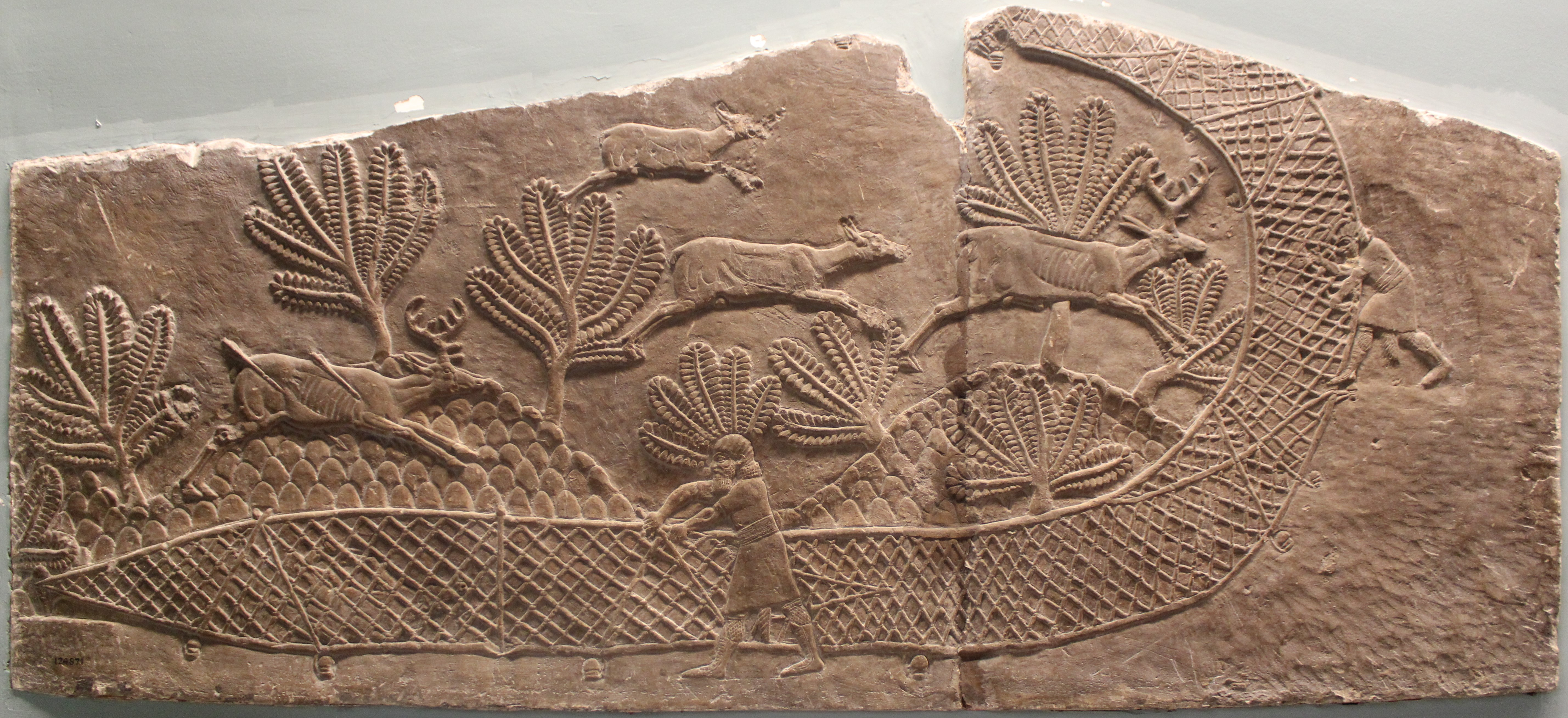
Serviteurs assyriens tendant un filet de chasse dans lequel viennent s'emprisonner des cervidés.
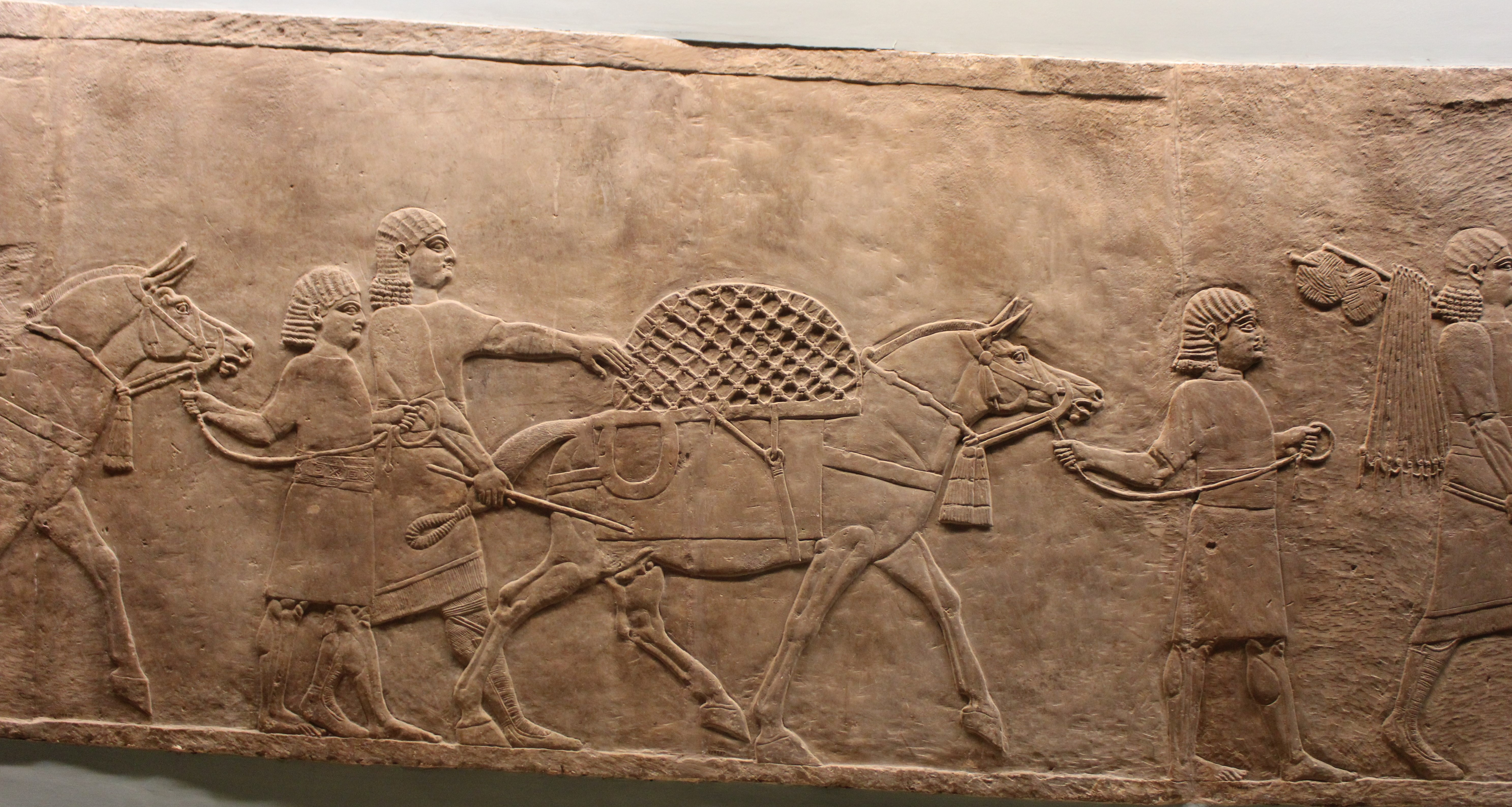
Serviteurs et ânes portant l'équipement nécessaire à la chasse, dont des filets.
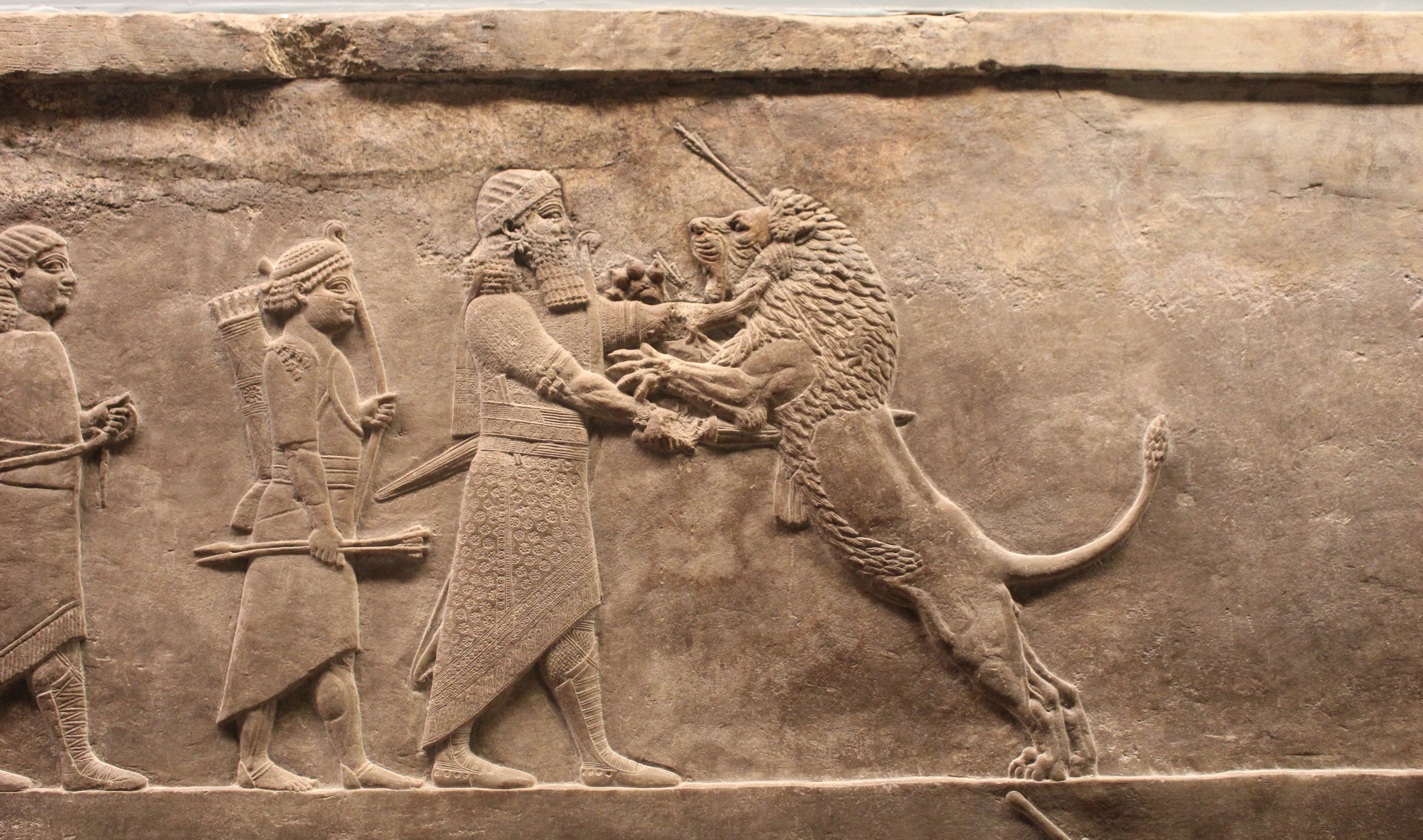
Le roi, suivi de serviteurs, poignarde un lion qui se jette sur lui.
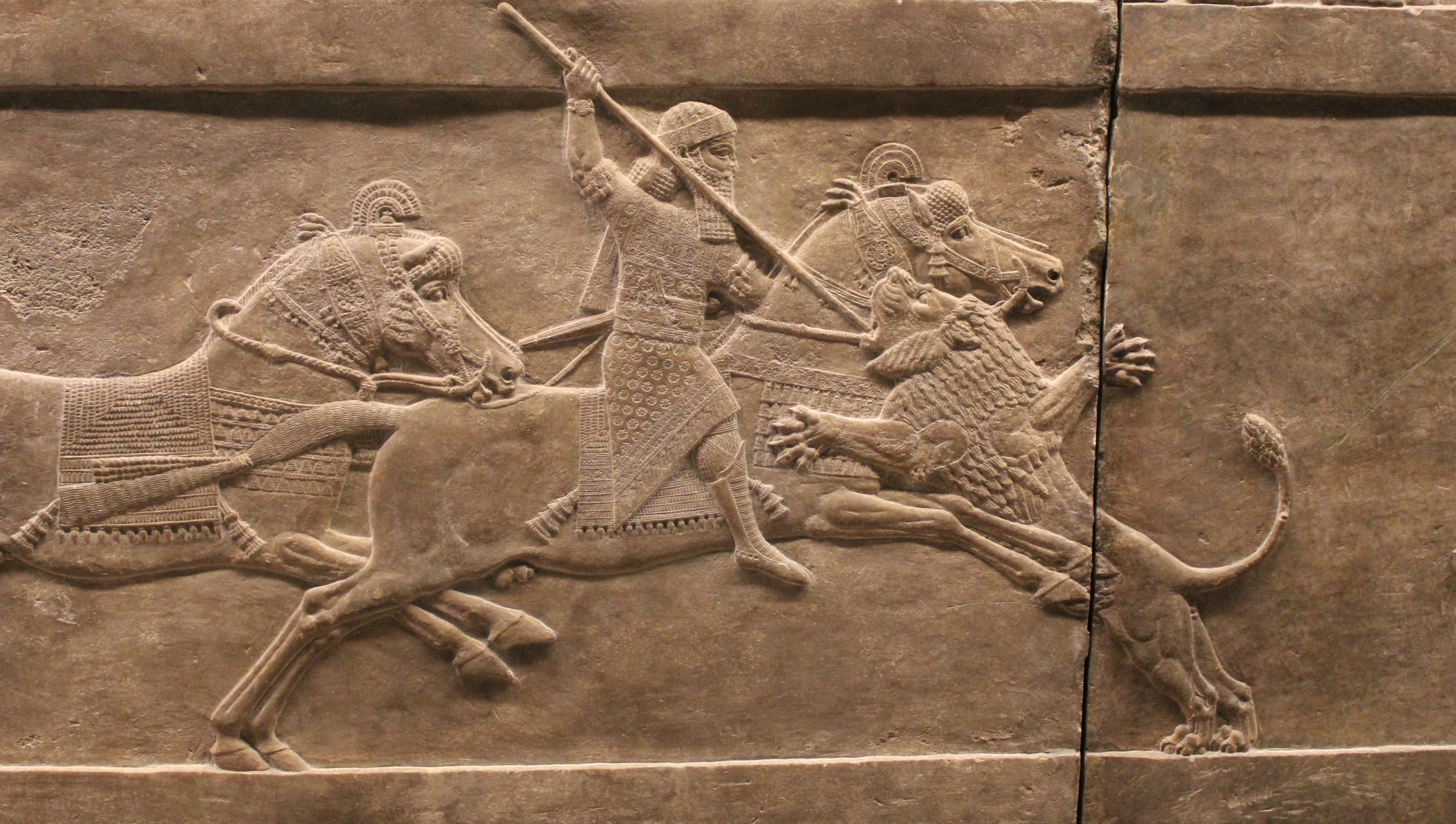
Le roi, monté à cheval, plonge une lance dans un lion qui se jette sur lui.
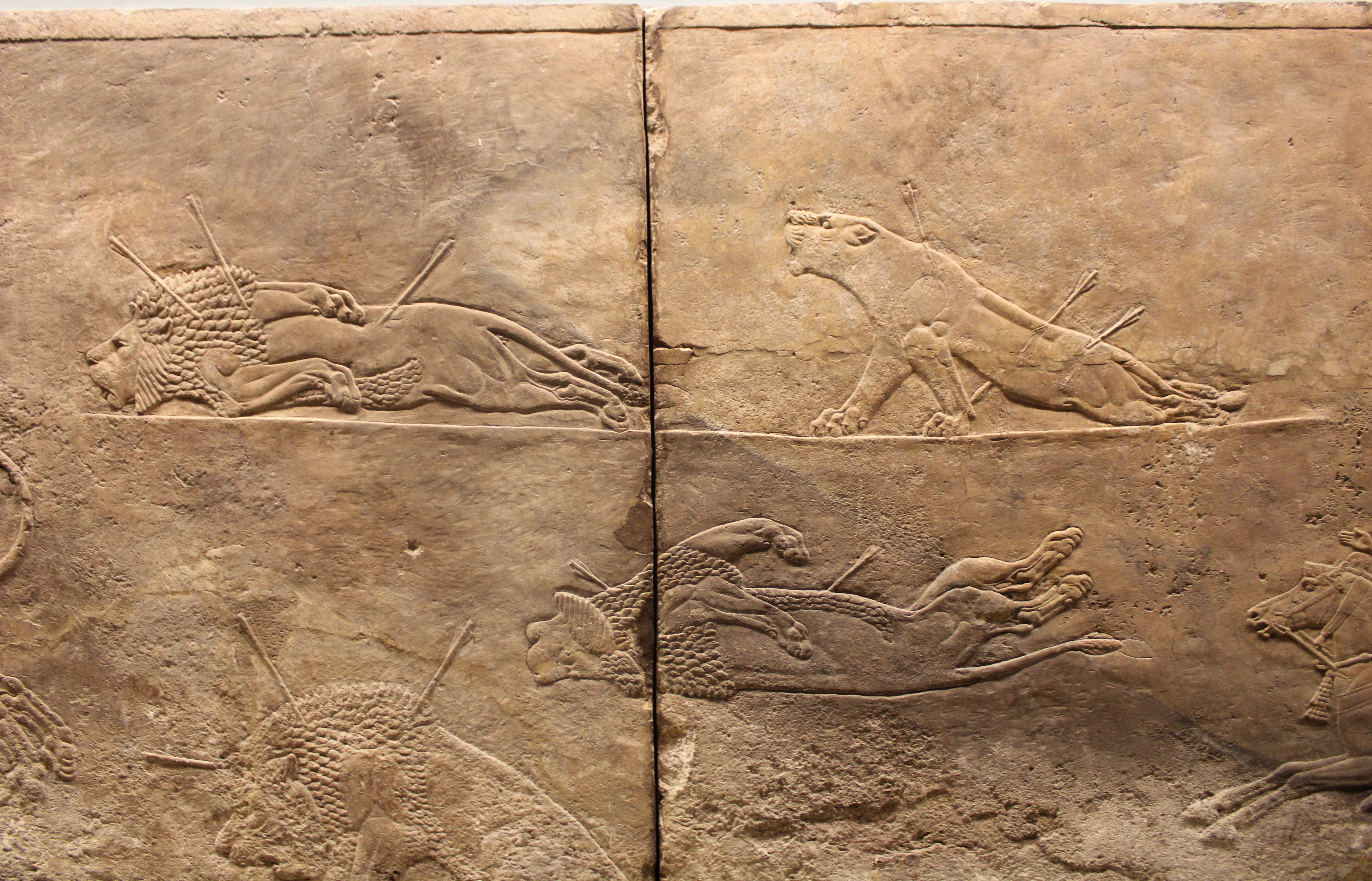
Lions et lionne criblés de flèches, morts ou agonisant.
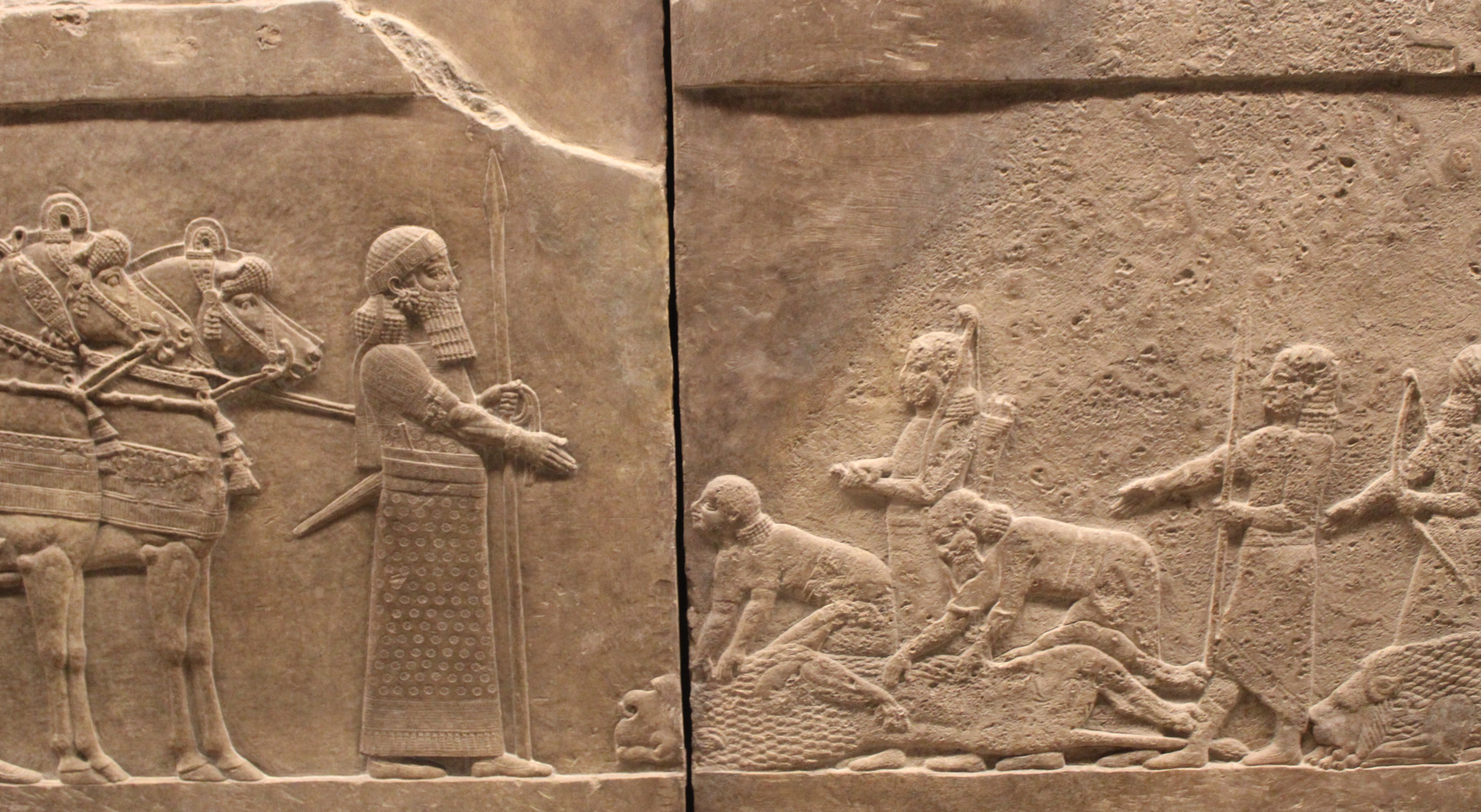
Le roi se fait présenter par des serviteurs les lions abattus lors de la chasse.
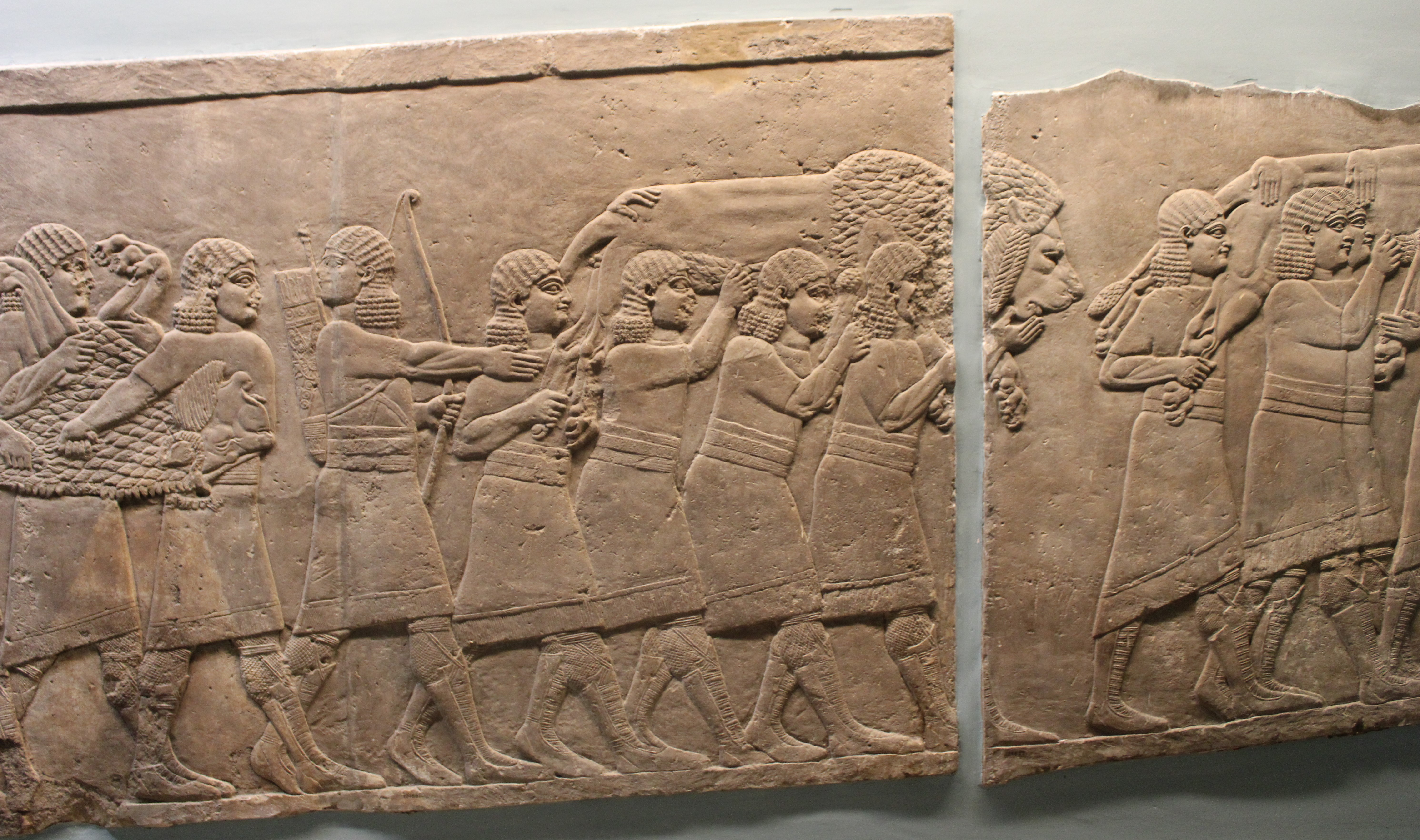
Serviteurs portant des cadavres de lions tués lors de la chasse.
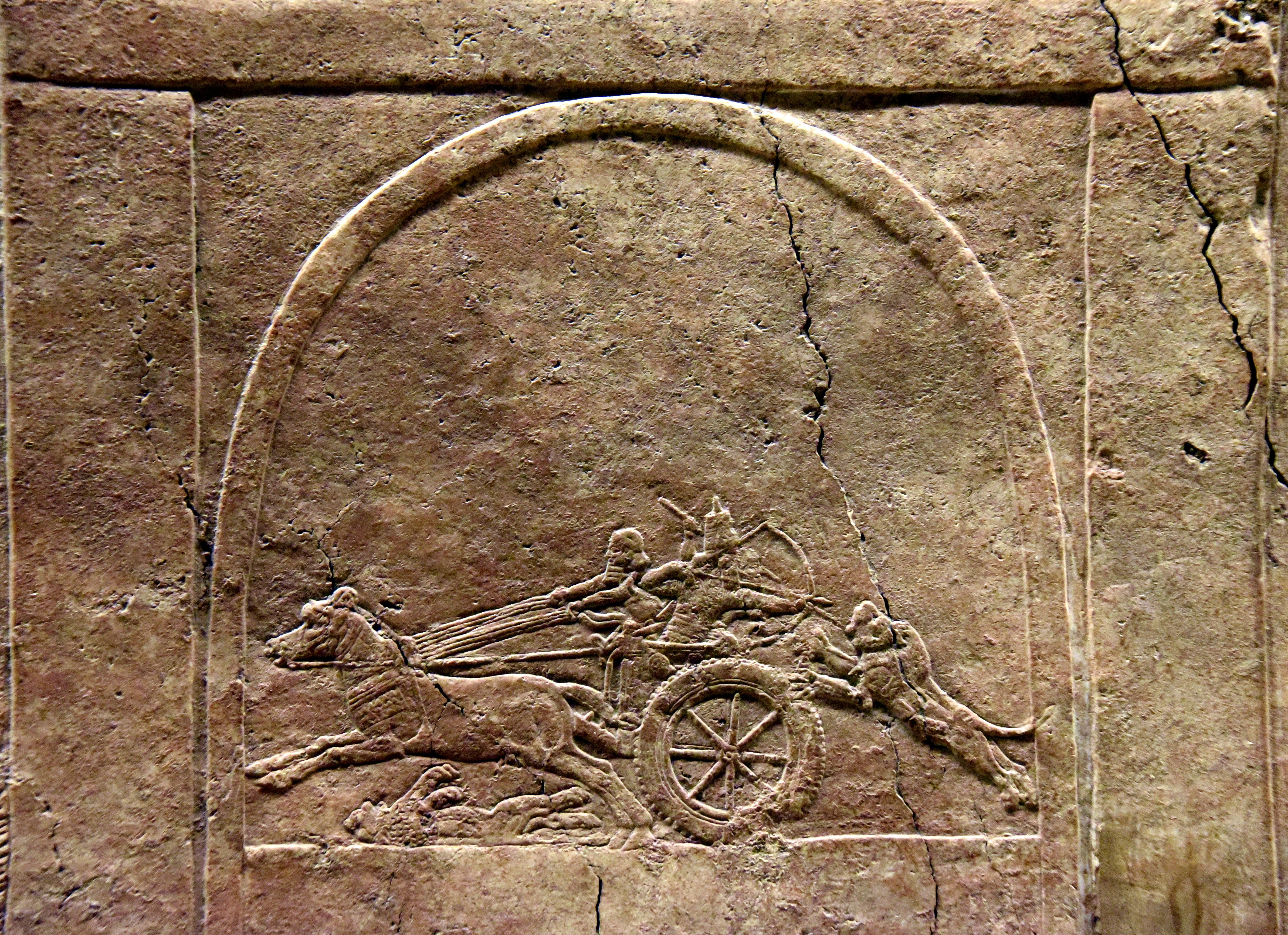
Représentation d'une stèle placée dans le jardin où se déroulent les chasses au lion, représentant le roi sur un char en train de chasser un lion.

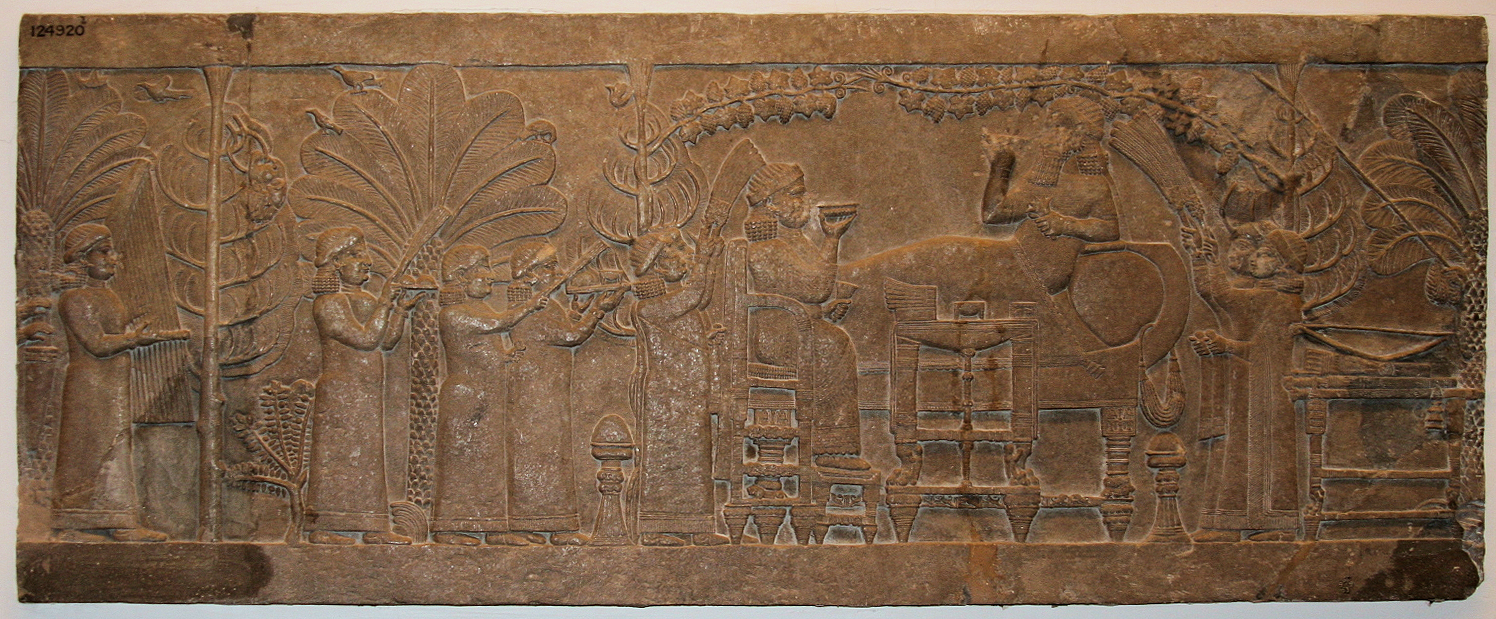
Assurbanipal et son épouse Libbali-sharrat lors d'un banquet, sous une treille. British Museum.

D'autres éléments de décoration intérieure nous sont connus par l'archéologie et les textes. Ce sont d'abord les fameux taureaux androcéphales ailés sculptés en pierre caractéristiques des grands palais royaux assyriens, déjà été évoqués plus haut. Les textes de Sennachérib nous relatent aussi la réalisation de sculptures en métal de grande taille, réalisées avec une technique de type cire perdue : le palais était ainsi décoré d'un groupe de 8 lions de cuivre qui auraient pesé 11 400 talents chacun (soit environ 342 tonnes), et de 2 colonnes de bronze de 6 000 talents (180 tonnes).
Finalement, la construction des palais royaux de Ninive a mobilisé de nombreuses richesses, des plus courantes comme les briques d'argiles ou les pierres calcaires disponibles en Assyrie même, jusqu'aux ressources plus rares et précieuses comme les essences de bois de qualité et les métaux et pierres précieux qui étaient obtenus par le biais des tributs versés par les vassaux des rois assyriens. Il s'agit une nouvelle fois de montrer la puissance du souverain, et la construction d'un grand palais est un exploit tout comme les victoires militaires qui sont illustrées sur ses bas-reliefs.

#### La cour

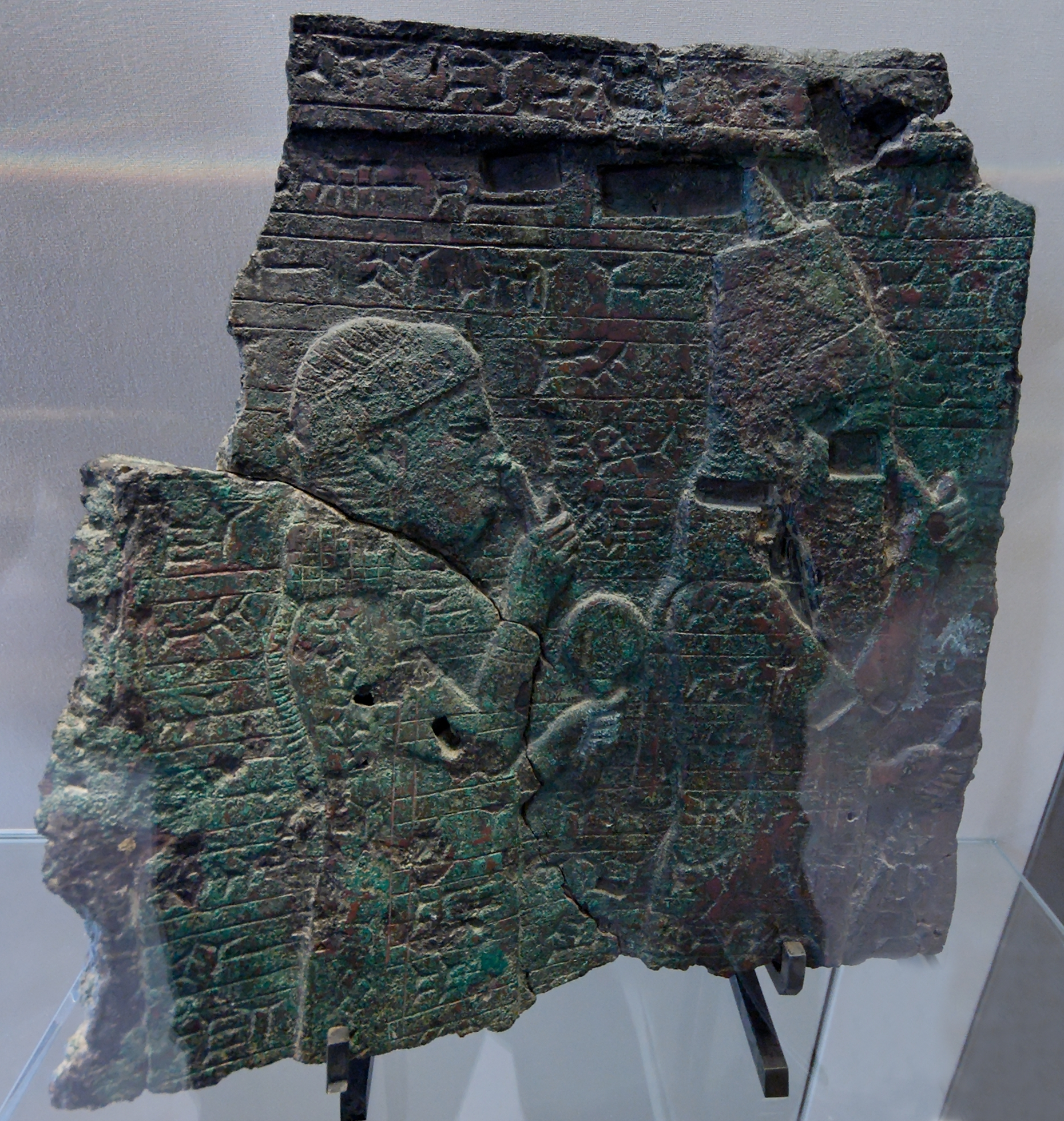
Plaque en bronze provenant de Babylone portant une représentation de la reine-mère Naqi'a/Zakutu, derrière son fils le roi Assarhaddon.

Au-delà de leur intérêt architectural et artistique, les palais royaux de Ninive étaient conçus comme des centres de pouvoir destinés à commander le vaste empire assyrien à son apogée sous les trois derniers rois de la dynastie des Sargonides. Il est difficile d'y distinguer les deux espaces traditionnels des palais royaux assyriens, à savoir la zone privée (bītānu) où se trouvaient les appartements royaux et le harem, et la zone publique (bābānu) servant à l'administration palatiale et impériale. Le palais était le lieu de travail d'un grand nombre de domestiques, de scribes, mais aussi d'une foule de courtisans, d'eunuques, d'administrateurs, de prêtres, de gardes, dont le nombre a pu être évalué à 13 000 personnes pour le règne d'Assurbanipal. Le majordome (ša pān ekalli), aidé d'autres dignitaires, supervisait la gestion du palais royal, son approvisionnement et l'entretien des personnes qui s'y trouvaient. L'administration du royaume était aussi gérée depuis le palais. Les fonctions auliques n'étaient pas séparées strictement des fonctions administratives, puisqu'un personnage détenant une fonction qui à l'origine était une charge palatiale comme le grand échanson (rab šaqē) ou le chef cuisinier (rab nuhhatimi) étaient chargés d'une fonction administrative importante ou du gouvernement d'une province.
Le pouvoir était donc concentré entre les mains d'un groupe de personnes proches du roi mais qui dépendaient de la faveur de ce dernier. Cela pouvait amener la création de factions à l'intérieur du palais, pour accéder au roi et chercher à l'influencer, mais créait des tensions en raison des changements qui pouvaient survenir dans les faveurs royales. Les courtisans les plus privilégiés, nommés manzaz pāni (littéralement « celui qui se tient devant »), étaient admis à la plupart des audiences royales,. Une étiquette rigide régissait la vie du palais et l'accès à la personne royale, à sa salle du trône où se déroulaient les réceptions d'ambassadeurs étrangers, de hauts dignitaires, de responsables locaux, qui devaient se prosterner devant le souverain lors de ces audiences.
Le harem était la zone réservée aux épouses du roi et aux filles de la famille royale non mariées, ainsi qu'aux enfants en bas âge. Elles étaient assistées par des servantes, des eunuques. Le harem était divisé en plusieurs maisons : une dirigée par la reine mère, dont l'influence peut être cruciale comme dans le cas de Zakutu, épouse de Sennachérib et reine mère au temps d'Assarhaddon et Assurbanipal ; celle de l'épouse principale ; celles des épouses secondaires importantes ; celles des sœurs du roi. Chacune de ces maisons disposait de son administration interne, de domaines fonciers générant des revenus. Il y a en plus bien d'autres femmes dépendant de la maisonnée du roi, notamment des musiciennes, et aussi des servantes, qui assurent leur fonctionnement. En pratique le harem d'un souverain n'étaient pas concentrés dans un seul palais, mais dans ses différents palais royaux, où étaient donc réparties les femmes de la maisonnée du roi.

#### Les tablettes
Les édifices du tell de Kuyunjik ont livré en tout plus de 30 000 tablettes et fragments, la plupart exhumés dès les premières campagnes de fouilles et datés de l'époque néo-assyrienne, même si quelques tablettes du IIe millénaire av. J.-C. ont été retrouvées,. Certaines de ces découvertes, avant tout celle de la tablette relatant le récit du déluge de l'Épopée de Gilgamesh, traduite par George Smith en 1872, sont des faits marquants dépassant le cadre des études assyriologiques par leur retentissement. Une première partie du corpus est constituée de documents de la pratique, produits pour l'administration de l'empire assyrien ou pour des affaires privées de personnes généralement proches du pouvoir. Il s'agit de lettres, de documents juridiques enregistrant notamment des ventes de terres ou des prêts, des documents administratifs, quelques traités de paix, etc. Ces tablettes couvrent une longue période, dans la mesure où on y trouve même 1 200 lettres de la correspondance de Sargon II (722-705 av. J.-C.), bien qu'il ait régné depuis Dur-Sharrukin (elles ont probablement été déplacées à l’initiative de son successeur Sennachérib). Les documents les plus récents datent du règne de Sîn-shar-ishkun (625-612 av. J.-C.), donc juste avant la prise de la ville.
Une grande partie des textes de Ninive est de type littéraire, même s'il convient de préciser le sens de ce terme par un aperçu de leur contenu et le but de leur rassemblement dans la zone des palais royaux,,. L'ensemble de ces tablettes est souvent regroupé sous le terme de « bibliothèque d'Assurbanipal », ce souverain ayant été très actif dans la constitution de cette collection. Il ne s'agit en fait pas d'une seule et même bibliothèque. Bien que l'origine des textes soit mal recensée car on ne prenait pas la peine de répertorier les lieux de découverte ni les tablettes lors des premières campagnes de fouilles qui furent les plus fructueuses, il est possible d'identifier vaguement quelques importants groupes de textes : un premier dans le palais sud-ouest, et un deuxième dans le palais nord, les colophons des tablettes de ces collections mentionnant seulement leur appartenance au « palais d'Assurbanipal » ; et un troisième dans le temple de Nabû, dieu des lettres, certains textes révélant qu'il disposait d'un lot de tablettes qui est d'ailleurs le seul explicitement qualifié de « bibliothèque » (girginakku), mais n'a cependant pu être repérée par les fouilles.
Le but de ces bibliothèques n'était pas d'être des lieux de savoir pour le savoir, et ne traduisent pas une quelconque volonté encyclopédique de la part d'Assurbanipal, qui se présente souvent comme un souverain lettré dans ses inscriptions. Il s'agit en fait d'un ensemble de textes visant à assurer la protection du souverain : la grande majorité de ceux-ci sont de nature religieuse et rituelle, visant à défendre le roi contre les malheurs qui pourraient le toucher. Il a été évalué qu'il y avait environ 25 % de textes divinatoires, 20 % de tablettes de rituels, incantation et prières, et 20 % de listes lexicales. Les textes mythologiques ne sont qu'une très maigre portion du tout, marginale, à peine une quarantaine de tablettes. Pour constituer cette défense contre les forces surnaturelles, des confiscations de tablettes dans des bibliothèques de Babylonie ou même d'Assyrie furent ordonnées ; d'autres fois, les tablettes furent simplement copiées. Les lettrés responsables de ce corpus sont logiquement des prêtres, des devins ou des exorcistes.

Tablettes de la « Bibliothèque d'Assurbanipal » de Ninive, British Museum
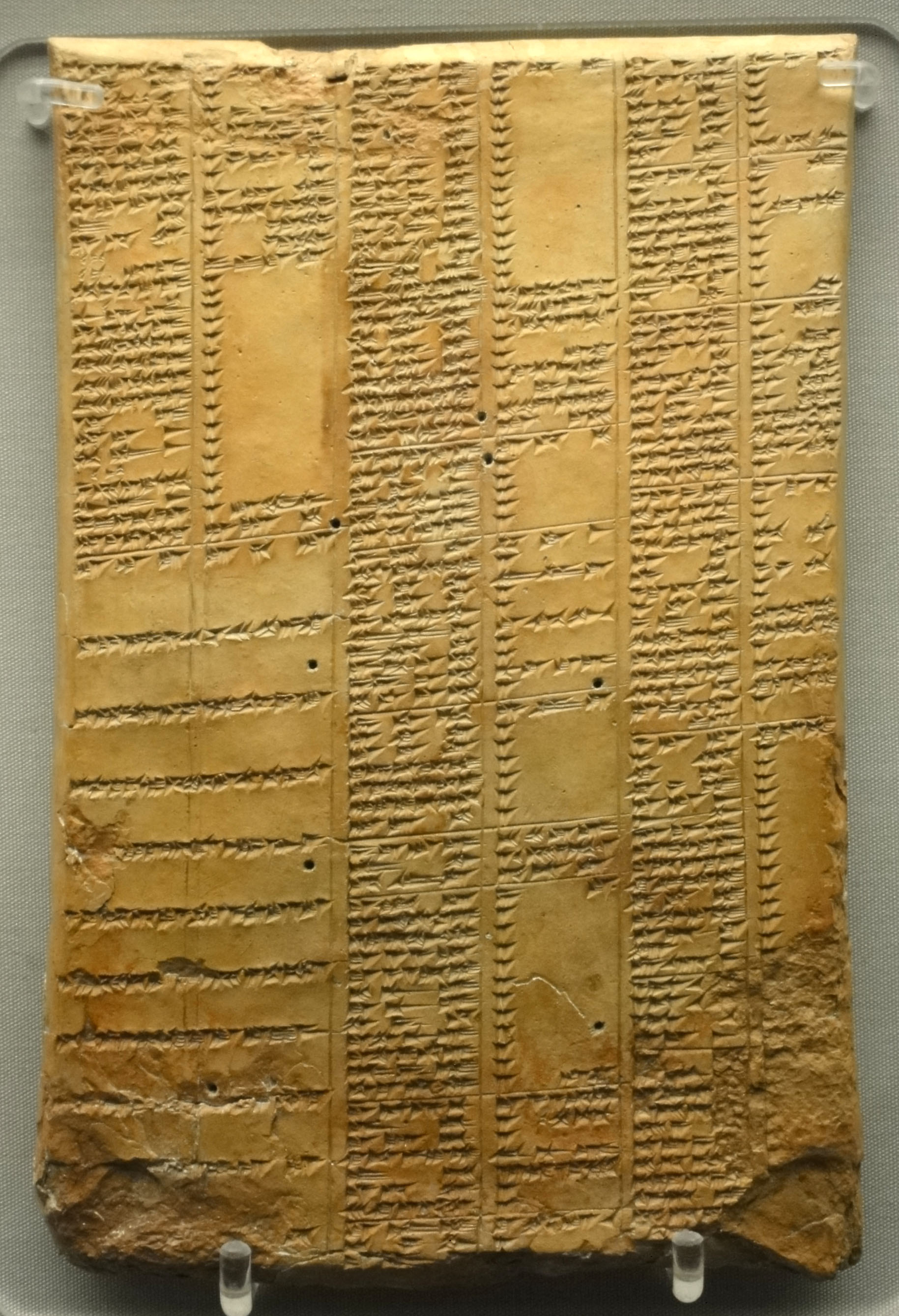
Liste lexicale de synonymes sumérien/akkadien.
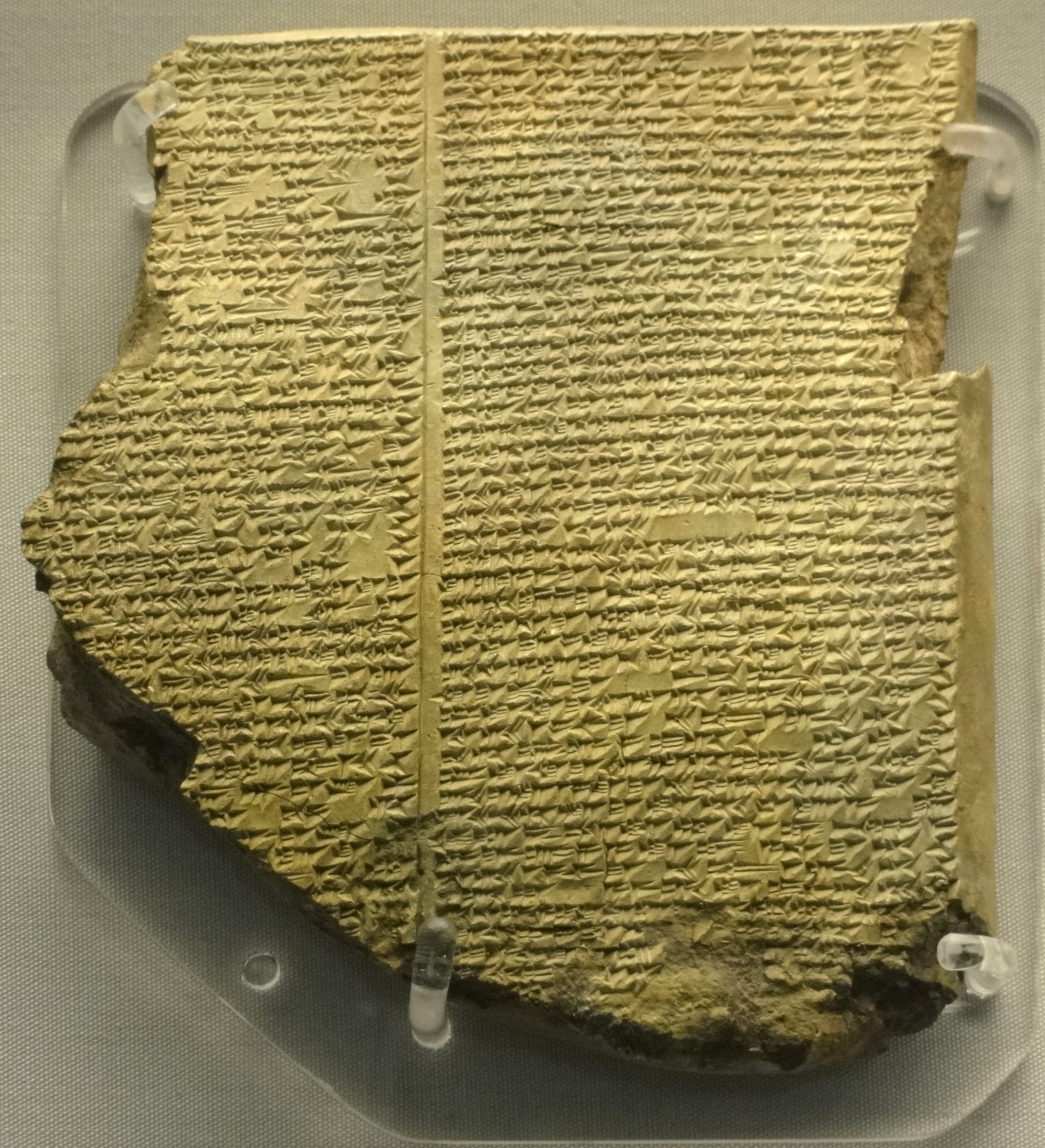
Tablette racontant le mythe du Déluge de l'Épopée de Gilgamesh (onzième tablette de la version ninivite).
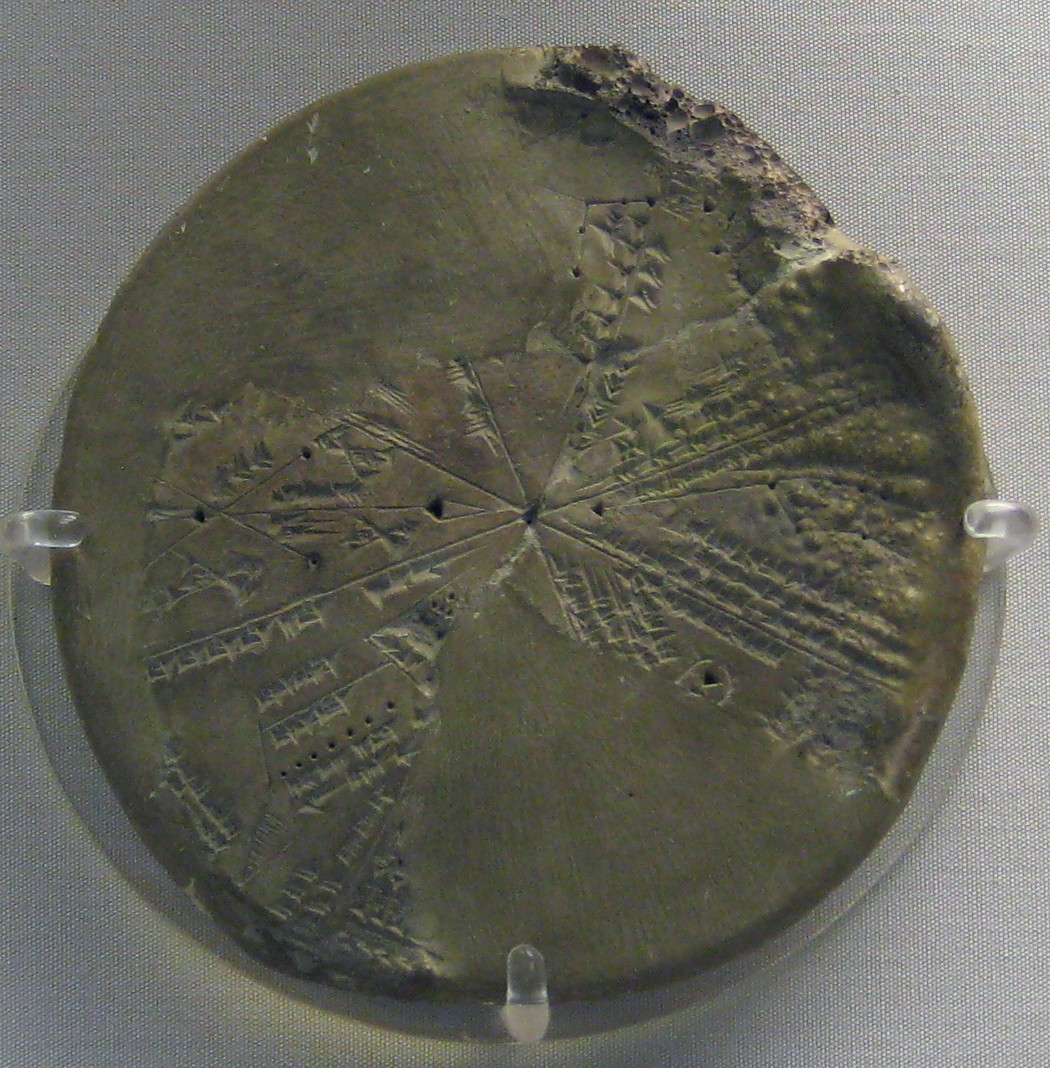
Tablette circulaire représentant un planisphère céleste indiquant la position des constellations observées la nuit du 3 au 4 janvier 650 av. J.-C. autour de Ninive.
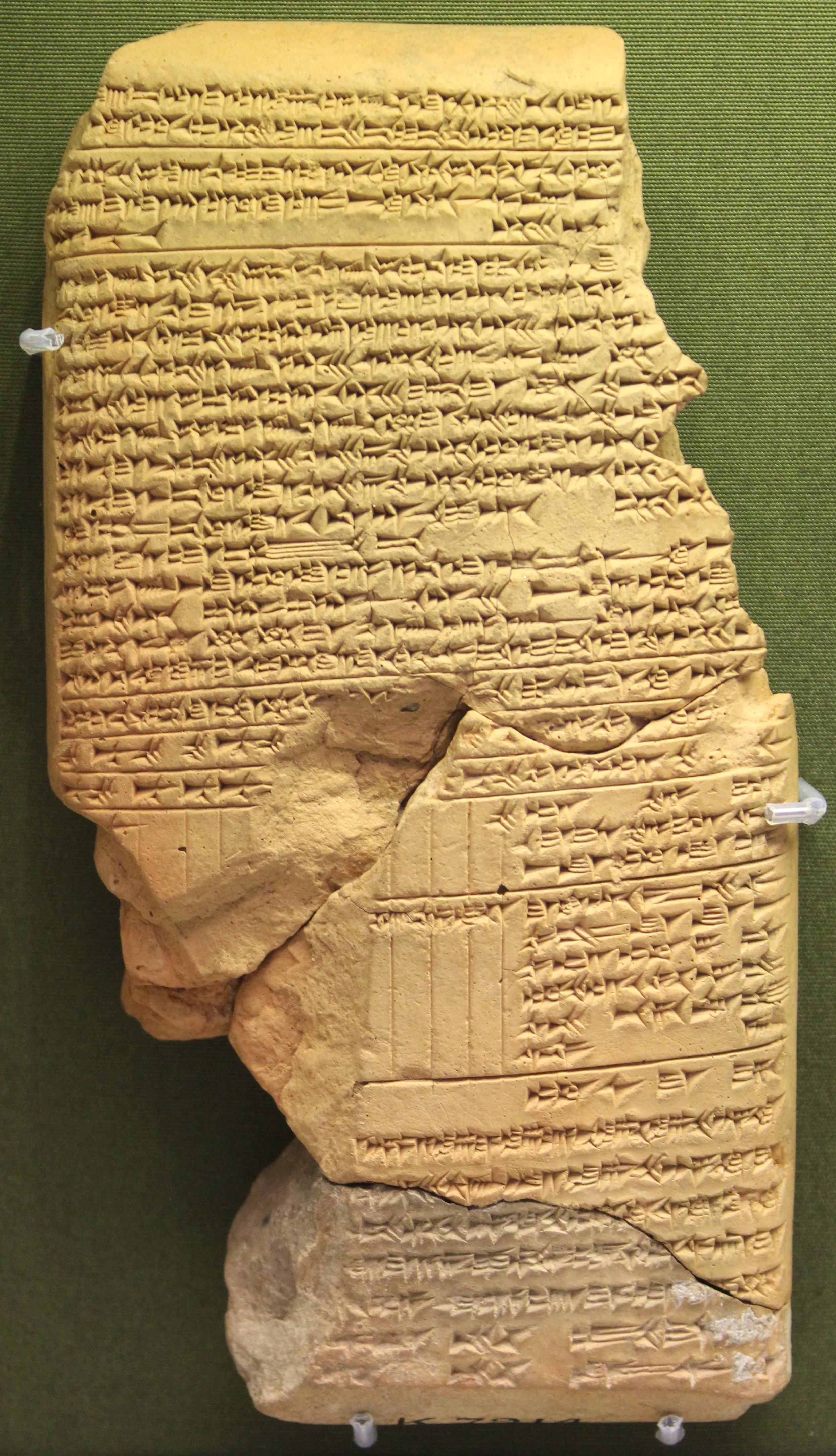
Tablette du « Manuel du devin », ouvrage divinatoire.
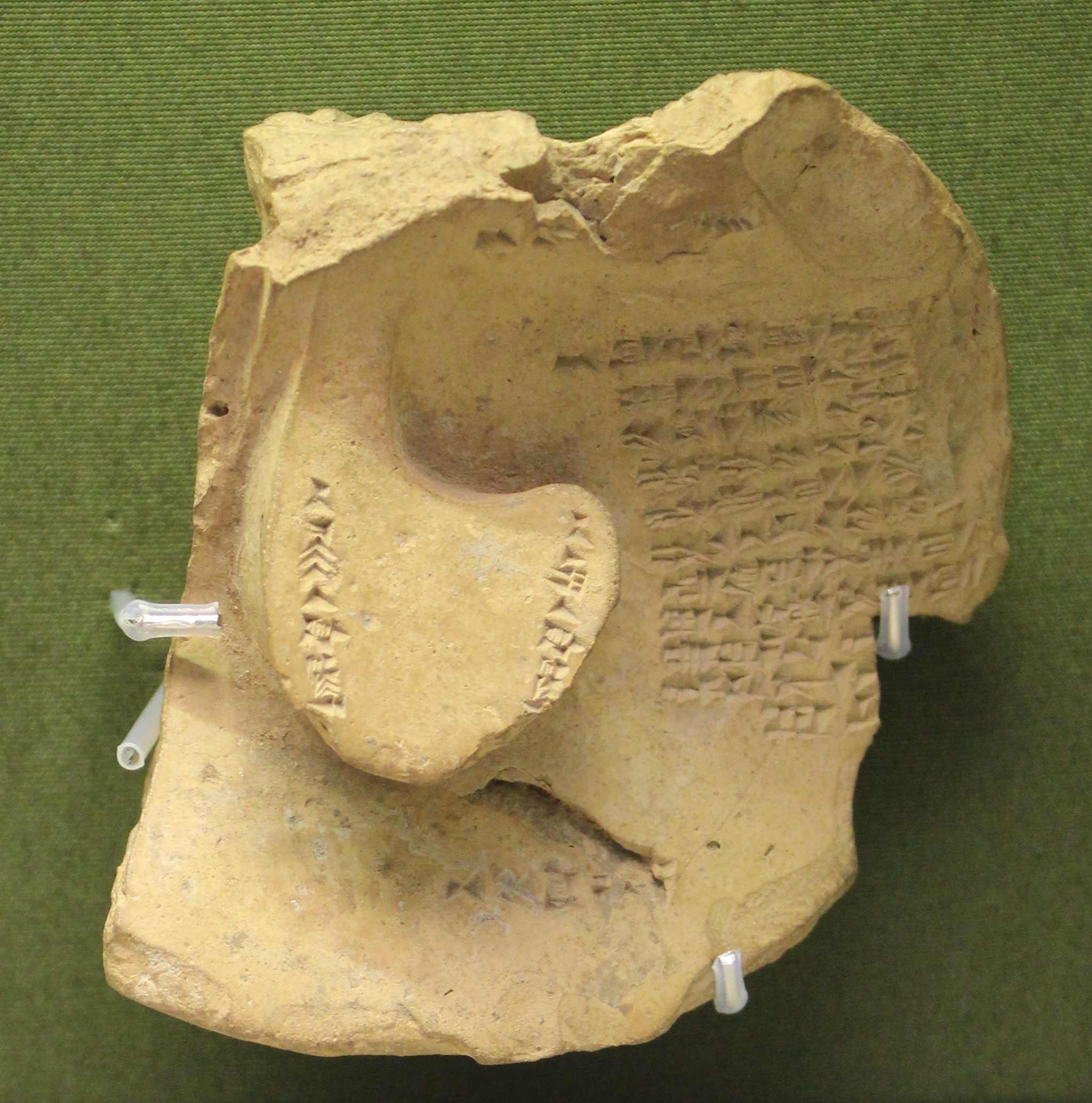
Modèle en argile d'un poumon d'agneau, inscrit avec des présages, utilisé par des prêtres spécialisés dans la divination sur les poumons et le foie.
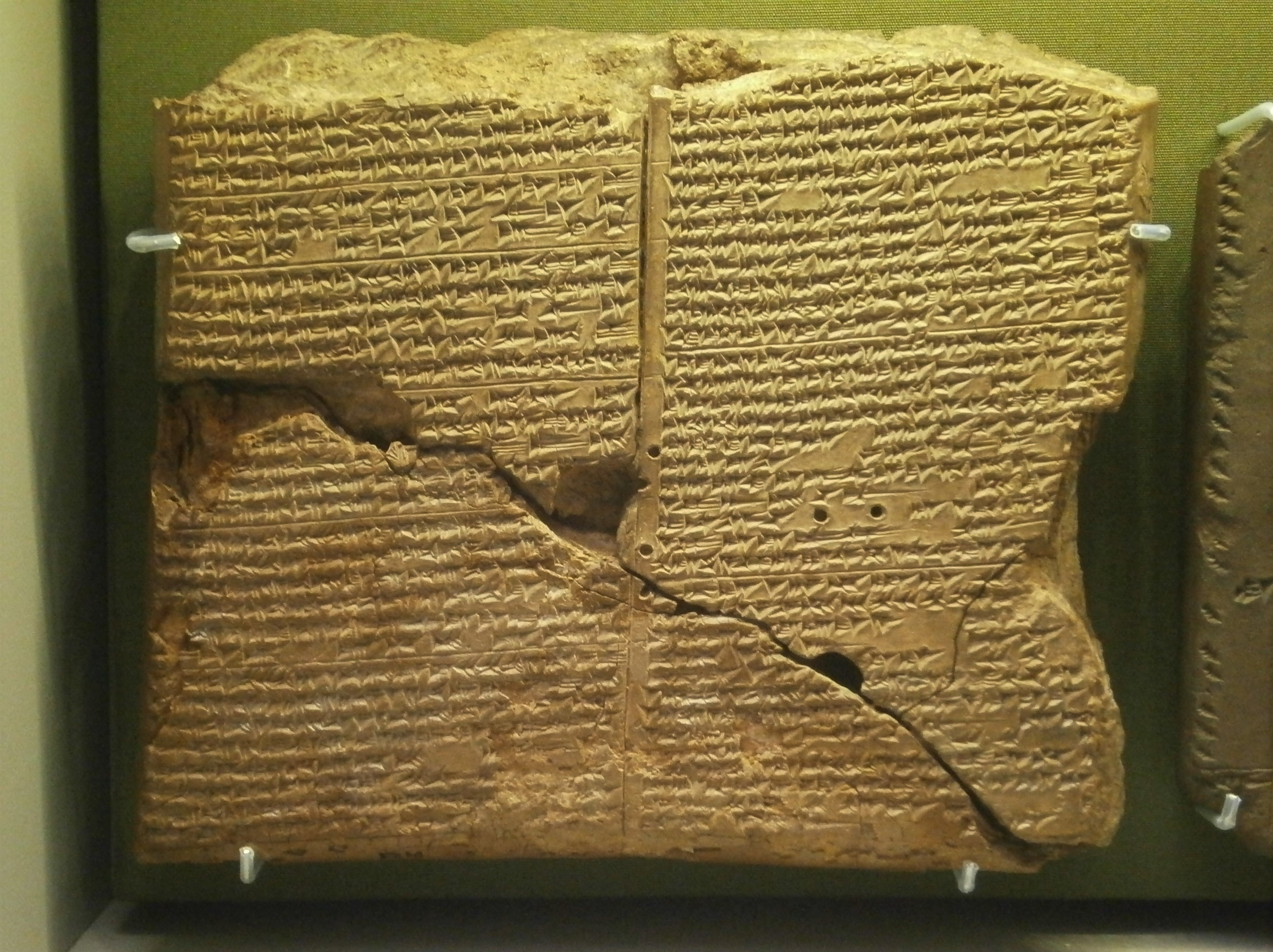
Chronique synchrone (ou Histoire synchronique), texte historiographique.

## Postérité

### Le souvenir de Ninive

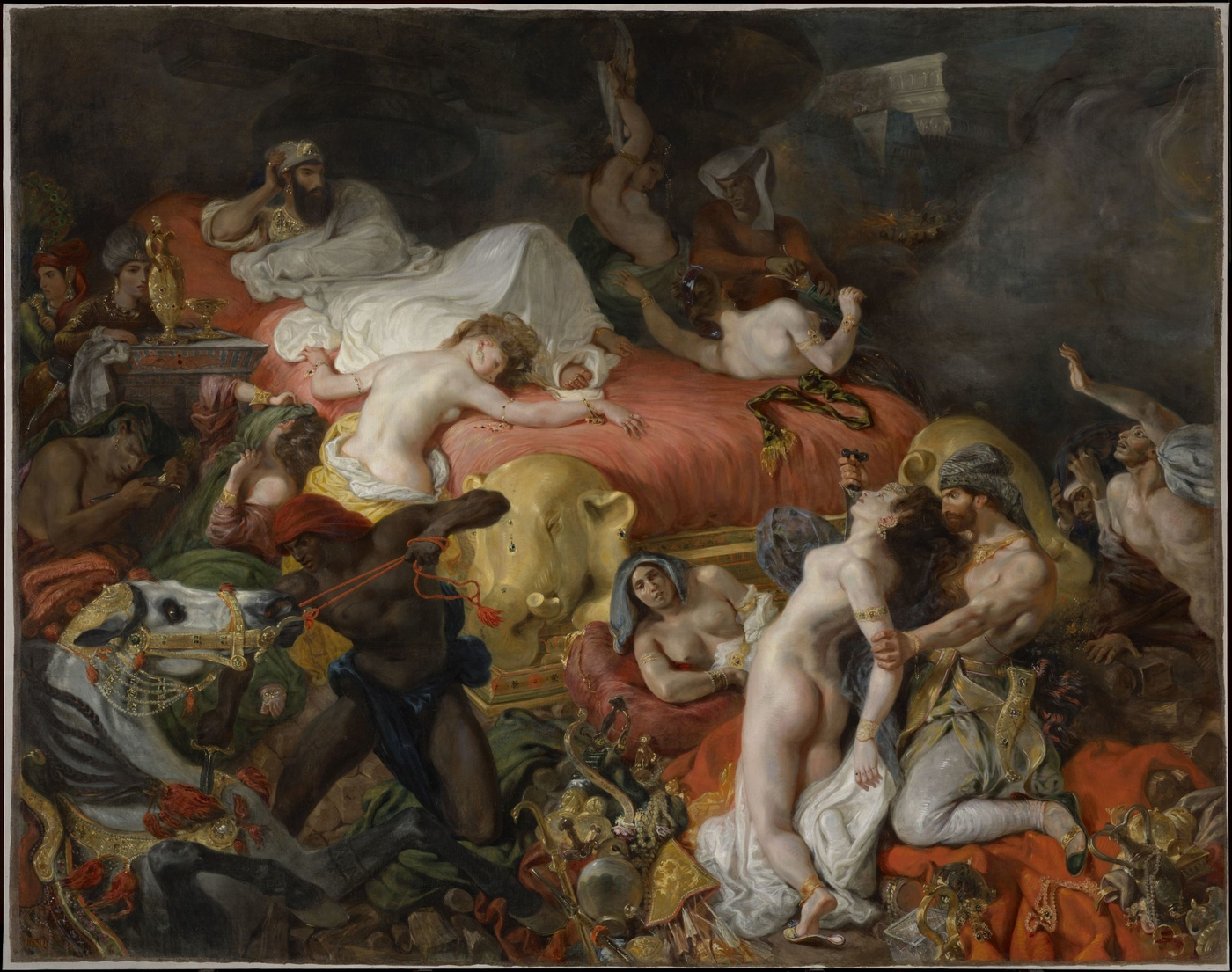
La Mort de Sardanapale, d'Eugène Delacroix, 1827, représentant la légende de la chute de Ninive rapportée par Ctésias.

Ninive est mentionnée dans plusieurs textes dès l'Antiquité, qui ont été lus au cours des siècles postérieurs et ont préservé le souvenir de l'empire assyrien et de sa dernière capitale. Elle est évoquée par plusieurs écrivains grecs et romains qui s'en souvenaient comme de la capitale du grand empire assyrien, mais la décrivent peu en comparaison de Babylone, puis elle est tombée dans l'oubli et évoquée comme étant un champ de ruines par Lucien de Samosate. Il existe des confusions quant à sa localisation exacte : Ctésias de Cnide la confond avec Babylone en la situant sur l'Euphrate, les autres auteurs (Strabon, Pline l'Ancien, Ptolémée) la situent sur le Tigre mais tantôt sur la rive gauche, tantôt sur la rive droite, montrant le fait qu'ils sont souvent informés de façon imprécise. Les récits relatifs à Ninive chez les auteurs de l'Antiquité gréco-romaine reposent généralement sur ce qu'a rapporté Ctésias dans sa partie sur l'histoire de l'empire assyrien. Ninive devrait son nom à son fondateur, le souverain légendaire Ninos, premier roi assyrien et conquérant de nombreuses contrées. L'autre grand moment de l'histoire de la ville est sa destruction par les Mèdes et les Babyloniens qui poussent le tyran Sardanapale au suicide par l'incendie de son palais, après avoir pénétré dans la ville en provoquant une inondation,. Ce récit repose apparemment sur une confusion entre la chute de Babylone en 648 av. J.-C. et celle de Ninive en 612 av. J.-C.
Dans la Bible hébraïque et chrétienne, Ninive est fondée par Nimrod. Les Assyriens ayant dominé les royaumes d'Israël et de Juda, son image y est négative. Les Livres de Nahum et de Sophonie prophétisent et décrivent sa destruction. Le Livre de Jonas est situé à Ninive : Jonas parvient à son grand dam à amener cette grande cité de pécheurs à faire pénitence. Ce texte ayant été rédigé bien après la chute de la ville, il ne contient aucune donnée historique fiable sur celle-ci. L'histoire de Jonas à Ninive connaît un grand succès, étant notamment reprise dans les Évangiles de Matthieu et Luc ; elle est devenue le texte auquel Ninive est le plus souvent associée dans la tradition juive, chrétienne puis musulmane. D'ailleurs, un lieu de culte dédié à Jonas fut érigé par une communauté chrétienne locale sur la colline qui reprit par la suite le nom du prophète, Nebi Yunus,.
Plus proches du site, les auteurs arabes médiévaux mentionnent l'emplacement de l'antique Ninive. Les histoires qu'ils évoquent sur son passé sont reprises des auteurs grecs et surtout de la Bible, car pour eux cette ville est avant tout le lieu où Jonas (Yunus) est venu faire sa mission de conversion,,. L'emplacement de Ninive est bien connu par les géographes médiévaux (Ibn Hawqal et Al-Maqdisi par exemple), grâce à la mosquée qui s'élève sur l'actuel Nebi Yunus (alors appelé Tall al-Tawba, la « Colline du repentir »). Une légende locale rapporte que le gigantesque poisson qui aurait conduit Yunus sur place est enterré sur le site. Sur ces bases, quelques voyageurs européens médiévaux et modernes (Benjamin de Tudèle au XIIe siècle, Carsten Niebuhr au XVIIIe siècle) peuvent localiser les ruines de Ninive.

### Généralités sur la Mésopotamie antique
- Francis Joannès (dir.), Dictionnaire de la civilisation mésopotamienne, Paris, Robert Laffont, coll. « Bouquins », 2001
- Agnès Benoit, Art et archéologie : les civilisations du Proche-Orient ancien, Paris, RMN, coll. « Manuels de l'école du Louvre », 2003
- Jean-Louis Huot, Jean-Paul Thalmann et Dominique Valbelle, Naissance des cités, Paris, Nathan, coll. « Origines », 1990 (ISBN 2-09-294150-X)
- Dominique Charpin, Lire et écrire à Babylone, Paris, Presses Universitaires de France, 2008

### Assyrie
- Fastes des palais assyriens : Au nouvel empire, Dijon, coll. « Les dossiers d'archéologie n° 171 », mai 1992
- (it) Frederick Mario Fales, L'impero assiro, storia e amministrazione (IX-VII secolo A.C.), Rome, Laterza, 2001
- Francis Joannès, La Mésopotamie au Ier millénaire av. J.-C., Paris, Armand Colin, coll. « U », 2000
- (en) Eckart Frahm (dir.), A Companion to Assyria, Malden, Wiley-Blackwell, 2017
  - (en) John M. Russell, « Assyrian Cities and Architecture », dans Eckart Frahm (dir.), A Companion to Assyria, Malden, Wiley-Blackwell, 2017, p. 423-452
- (en) Gareth Brereton (dir.), I Am Ashurbanipal : King Of The World, King Of Assyria, Londres, Thames & Hudson et British Museum, 2018

### Textes
- Sylvie Lackenbacher, Le palais sans rival : Le récit de construction en Assyrie, Paris, La Découverte, 1990 (ISBN 2-7071-1972-5)
- (en) A. Kirk Grayson et Jamie Novotny, The Royal Inscriptions of Sennacherib, King of Assyria (704–681 BC), Part 1, Winona Lake, Eisenbrauns, coll. « The Royal Inscription of the Neo-Assyrian Period » (no 3/1), 2012

### Synthèses et articles sur Ninive
- Nineveh: Papers of the XLIXe Rencontre Assyriologique Internationale: London, 7-11 July 2003, Iraq 66-67, Londres, 2004-2005 (ISSN 0021-0889)
- (en) Julian Reade, « Ninive (Nineveh) », dans Reallexikon der Assyriologie und Vorderasiatischen Archäologie, vol. IX (5-6), Berlin, De Gruyter, 2000, p. 388-433
- (en) Lucas P. Petit et Daniele Morandi Bonacossi (dir.), Nineveh, the Great City : Symbol of Beauty and Power, Leyde, Sidestone Press, coll. « Papers on Archaeology of the Leiden Museum », 2017
- (en) Julian Reade, « Greco-Parthian Nineveh », Iraq 60,‎ 1998, p. 65-83
- (en) John Malcolm Russell, Sennacherib's Palace Without Rival at Nineveh, Chicago, The University of Chicago Press, 1991 (ISBN 0-226-73175-8)
- Marguerite Rutten, Eugène Cavaignac et René Largement, « Ninive », Supplément au Dictionnaire de la Bible 6,‎ 1960, col. 480-505
- (en) M. Louise Scott et John MacGinnis, « Notes on Nineveh », Iraq 52,‎ 1990, p. 63-73
- (en) David Stronach, « Village to Metropolis: Nineveh and the Beginnings of Urbanism in Northern Mesopotamia », dans Stefania Mazzoni (dir.), Nuove Fondazioni nel Vicino Oriente Antico : Realtà e Ideologia, Pise, Giardini, 1994, p. 85-114
- (en) David Stronach et Stephen Lumsden, « UC Berkeley's Excavations at Nineveh », The Biblical Archaeologist 55/4,‎ 1992, p. 227-233
- (en) Tony J. Wilkinson, Jason Ur, Eleanor Barbanes Wilkinson et Mark Altaweel, « Landscape and Settlement in the Neo-Assyrian Empire », Bulletin of the American Schools of Oriental Research, vol. 340,‎ 2005, p. 23-56
- (en) Eckart Frahm, « The Great City: Nineveh in the Age of Sennacherib », Journal of the Canadian Society for Mesopotamian Studies, vol. 3,‎ 2008, p. 13-20 (lire en ligne)
- (en) Eckart Frahm et al., « Nineveh », dans Encyclopedia of the Bible and Its Reception, vol. 21, Berlin et Boston, Walter de Gruyter, 2023, col. 501-532